# 2015-ös Eurovíziós Dalfesztivál
A 2015-ös Eurovíziós Dalfesztivál (angolul és németül: Eurovision Song Contest 2015, franciául: Concours Eurovision de la chanson 2015) volt a hatvanadik Eurovíziós Dalfesztivál. Ausztriában rendezték meg, mivel a 2014-es Eurovíziós Dalfesztivált az osztrák Conchita Wurst Rise Like a Phoenix című dala nyerte. Ausztria 1967 után másodszorra adott otthont a dalfesztiválnak. Az első elődöntőre 2015. május 19-én, a második elődöntőre május 21-én, a döntőre pedig május 23-án került sor.
A verseny helyszínét illetően az osztrákok a győzelmük után azt nyilatkozták, hogy Bécs vagy Salzburg fog otthont adni a fesztiválnak, viszont Salzburg később visszalépett, továbbá öt másik város (Felsőőr, Graz, Innsbruck, Klagenfurt és Wels) is jelentkezett. 2014. augusztus 6-án hivatalossá vált, hogy a Dalfesztivált Bécsben rendezik meg.
40 ország erősítette meg részvételét a dalfesztiválra, beleértve Ciprust és Szerbiát is, melyek egy, illetve Csehországot, mely öt kihagyott év után vett részt újból. Ukrajna viszont debütálása óta először nem vett részt. Ausztrália először küldött versenyzőt a dalfesztiválra. A magyar induló Boggie volt, aki a Wars for Nothing című számával nyerte meg A Dalt, a hazai válogató műsort. Boggie az Eurovíziós Dalfesztivál döntőjében 19 ponttal a huszadik helyen végzett.
A verseny győztese a Svédországot képviselő Måns Zelmerlöw lett, aki 365 pontot összegyűjtve nyerte meg a döntőt, az ország hatodik győzelmét aratva. A Heroes című dala emellett tizenkét országtól kapta meg a maximális 12 pontot.
A 2015-ös dalfesztivál elődöntőit és döntőjét 197 millió ember látta, ami 2 millióval több az előző évnél.

## A helyszín és a verseny témája
Az osztrák műsorsugárzó, az ORF 2014. május 29-én jelentette be a pontos helyszín kiválasztásának követelményeit, majd június 21-én a fennmaradó három helyszínt. Ezek a bécsi Wiener Stadthalle, a grazi Stadthalle Graz és az innsbrucki Olympiahalle voltak.
Eredetileg a bécsi Heldenplatz, a Marx Halle, a Schönbrunn, a Trabrennbahn Krieau és a Bécs–Schwechati nemzetközi repülőtér Parking C-hangárja, a grazi Schwarzl Freizeit Zentrum, a linzi Brucknerhaus, a klagenfurti Wörthersee Stadion, a felsőőri Messezentrum, a welsi Messehalle, valamint a vorarlbergi Vorarlberger Landestheater is pályázott.
2014. július 31-én mutatták be a dalfesztivál megújult logóját, melyet kifejezetten a hatvanadik Eurovíziós Dalfesztivál tiszteletére, illetve a korábbi logó tizenegy éves használata miatt készítettek el.
2014. augusztus 6-án jelentették be, hogy a 2015-ös versenynek az Ausztria fővárosában, Bécsben található Wiener Stadthalle ad otthont, amelynek D-csarnoka 16 000 fő befogadására alkalmas.
A dalfesztivál hivatalos mottója Building Bridges lett, azaz Építsünk hidakat.
A szervezők célul tűzték, hogy a hogy a rendezvény minél kevesebb környezetszennyezéssel járjon és így ez volt első környezettudatos verseny a dalfesztiválok történetében. Ezért kizárólag zöldáramot használtak, újrahasznosítható papírra nyomtattak, a belépőjegyek egyúttal a bécsi tömegközlekedés eszközeire érvényes menetjegyekként is használhatók voltak. A szervezők külön figyelmet fordítottak az akadálymentesítésre, az egyes fellépések jelnyelven és hangalámondással is követhetők voltak.
| Ausztria Bécs |

## A résztvevők

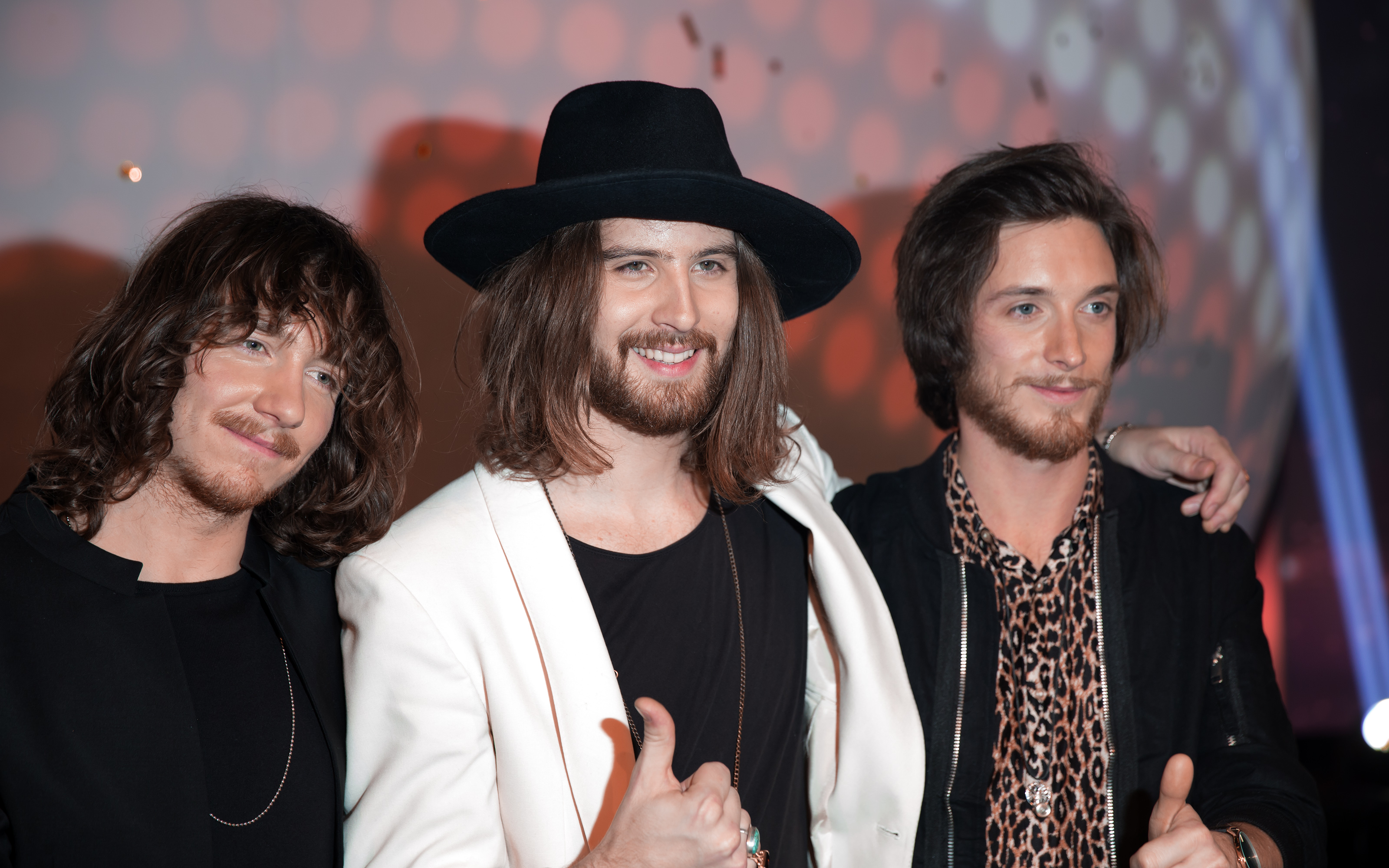
A házigazda Ausztriát képviselő The Makemakes az osztrák nemzeti válogató, a Wer singt für Österreich? döntőjében, 2015. március 13-án

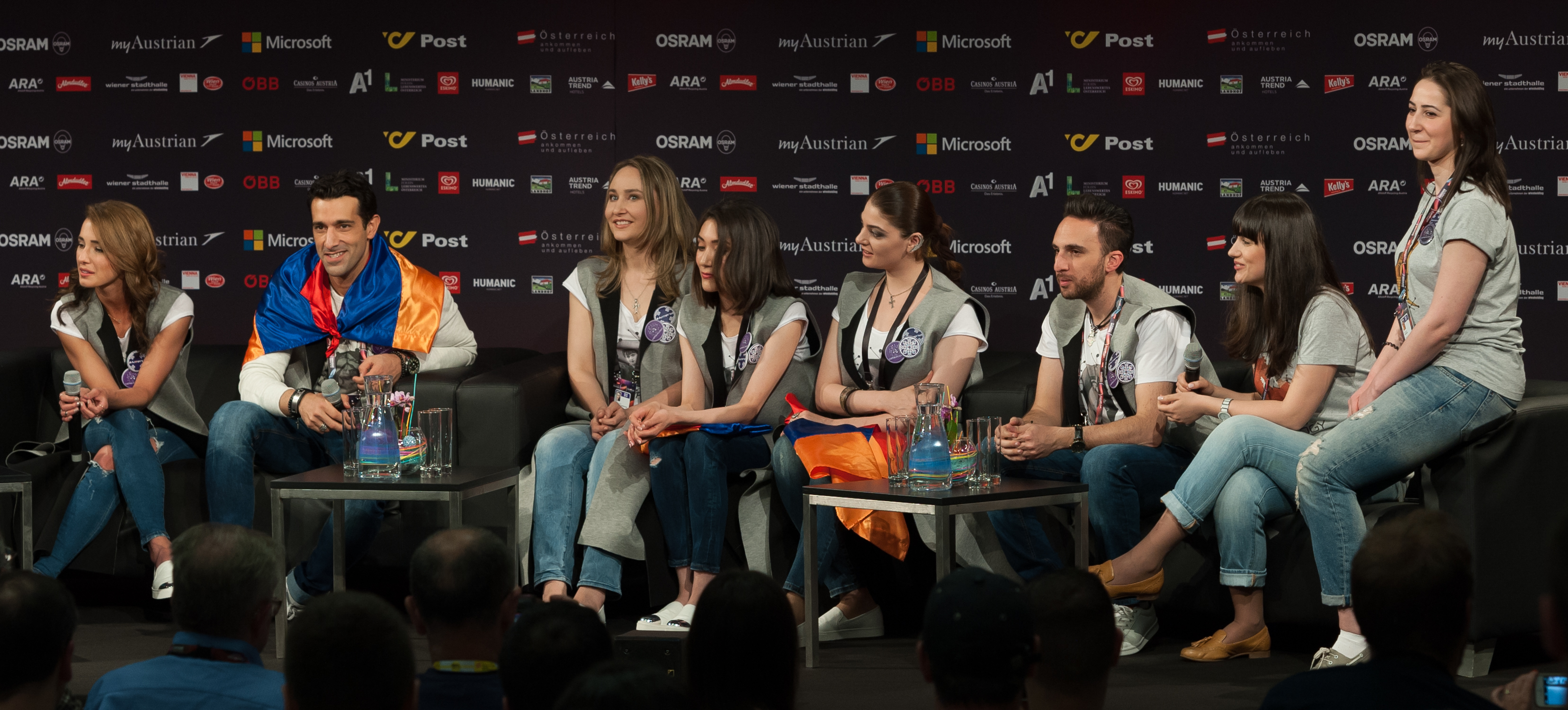
Az örmény Genealogy az első próba utáni sajtótájékoztatón, 2015. május 11-én, Bécsben

Luxemburg 2014. július 30-án jelentette be, hogy nem tér vissza a versenyre. Ezzel ez volt sorozatban a huszonkettedik dalfesztivál a nagyhercegség nélkül. Hozzájuk hasonlóan az andorrai, a bolgár, a horvát, a monacói, a szlovák és a török műsorsugárzó sem kíván indulót küldeni a versenyre. A verseny eddigi egyetlen afrikai résztvevője, Marokkó 2014. október 31-én jelentette be a távolmaradását. Ciprus 2014. július 14-én döntött a részvételüket illetően, hogy egy kihagyott év után ismét jelen lesznek a megmérettetésen. Habár Bosznia-Hercegovina 2014. szeptember 9-én bejelentette, hogy két kihagyott év után újból részt vesz a versenyen, 2014. november 17-én végül hivatalosan is megerősítették, hogy távol maradnak a versenytől. A távolmaradás előzetes bejelentése ellenére 2014. november 19-én a Česká Televize bejelentette, hogy öt év kihagyás után Csehország visszatér a dalfesztiválra. Ukrajna 2014. szeptember 19-én úgy döntött, hogy a kelet-ukrajnai háború miatt nem vesznek részt a dalversenyen, így végül 39 állam vett volna részt a 2015-ös Eurovíziós Dalfesztiválon, mely kettővel több, mint a 2006-os és a 2014-es létszám, illetve megegyezik a 2005-ös, a 2010-es és a 2013-as létszámmal.
Ez volt az első alkalom, hogy két dalnak is ugyanaz a címe egyazon évben: a grúz és a máltai dal címe is egyaránt Warrior, magyarul Harcos. A verseny történetében először Izrael és Szerbia versenydala nem tartalmazott anyanyelvű (héber, illetve szerb nyelvű) részt.
A finn dal 1 perc 27 másodpercével a legrövidebb dal a dalfesztivál történetében. A korábbi rekorder az Egyesült Királyság 1957-es dala volt, 1 perc 52 másodperccel.
| Ország             | Műsorsugárzó       | Előadó                             | Dal                          | Nyelv        | Dalszerző(k) |
| ------------------ | ------------------ | ---------------------------------- | ---------------------------- | ------------ | --- |
| Albánia            | RTSH               | Elhaida Dani                       | I’m Alive                    | angol        | Arbër Elshani Kristijan Lekaj Sokol Marsi                                                                                                   |
| Ausztrália         | SBS                | Guy Sebastian                      | Tonight Again                | angol        | David Ryan Harris Louis Schoorl Guy Sebastian                                                                                               |
| Ausztria           | ORF                | The Makemakes                      | I Am Yours                   | angol        | Jimmy Harry The Makemakes |
| Azerbajdzsán       | İTV                | Elnur Huseynov                     | Hour of the Wolf             | angol        | Sandra Bjurman Lina Hansson Nicklas Lif Nicolas Rebscher                                                                                    |
| Belgium            | RTBF               | Loïc Nottet                        | Rhythm Inside                | angol        | Loïc Nottet Beverly Jo Scott |
| Ciprus             | CyBC               | John Karayiannis                   | One Thing I Should Have Done | angol        | Mike Connaris |
| Csehország         | ČT                 | Marta Jandová & Václav Noid Bárta  | Hope Never Dies              | angol        | Václav Noid Bárta Tereza Šoralová |
| Dánia              | DR                 | Anti Social Media                  | The Way You Are              | angol        | Chief 1 Remee |
| Egyesült Királyság | BBC                | Electro Velvet                     | Still in Love with You       | angol        | Adrian Bax White David Mindel |
| Észtország         | ERR                | Elina Born & Stig Rästa            | Goodbye to Yesterday         | angol        | Stig Rästa |
| Fehéroroszország   | BTRC               | Uzari & Maimuna                    | Time                         | angol        | Gerylana Maimuna Uzari |
| Finnország         | Yle                | Pertti Kurikan Nimipäivät          | Aina mun pitää               | finn         | Pertti Kurikan Nimipäivät |
| Franciaország      | France Télévisions | Lisa Angell                        | N’oubliez pas                | francia      | M. Albert Michel Illouz Laure Izon |
| Görögország        | NERIT              | Maria-Elena Kyriakou               | One Last Breath              | angol        | Vangélisz Konsztantinídisz María-Élena Kiriáku Eftivulósz Teoharúsz Évelína Cióra                                                           |
| Grúzia             | GPB                | Nina Sublatti                      | Warrior                      | angol        | Thomas G:son Nina Szublati |
| Hollandia          | AVROTROS           | Trijntje Oosterhuis                | Walk Along                   | angol        | Tobias Karlsson Anouk Teeuwe |
| Írország           | RTÉ                | Molly Sterling                     | Playing with Numbers         | angol        | Greg French Molly Sterling |
| Izland             | RÚV                | Maria Olafs                        | Unbroken                     | angol        | Ásgeir Orri Ásgeirsson María Ólafsdóttir Pálmi Ragnar Ásgeirsson Sæþór Kristjánsson                                                         |
| Izrael             | IBA                | Nadav Guedj                        | Golden Boy                   | angol        | Doron Medalie |
| Lengyelország      | TVP                | Monika Kuszyńska                   | In the Name of Love          | angol        | Monika Kuszyńska Kuba Raczyński |
| Lettország         | LTV                | Aminata                            | Love Injected                | angol        | Aminata Savadogo |
| Litvánia           | LRT                | Monika Linkytė és Vaidas Baumila   | This Time                    | angol        | Vytautas Bikus Monika Liubinaitė |
| Macedónia          | MRT                | Daniel Kajmakoski                  | Autumn Leaves                | angol        | Robert Bilbilov Joacim Persson |
| Magyarország       | MTVA               | Boggie                             | Wars for Nothing             | angol        | Bori Sára Hélène Csemer Boglárka Sebestyén Áron                                                                                             |
| Málta              | PBS                | Amber                              | Warrior                      | angol        | Matthew "Muxu" Mercieca Elton Zarb |
| Moldova            | TRM                | Eduard Romanyuta                   | I Want Your Love             | angol        | Hayley Aitken Tom Andrews Erik Lewander |
| Montenegró         | RTCG               | Knez                               | Adio                         | montenegrói  | Dejan Ivanović Željko Joksimović Marina Tucaković                                                                                           |
| Németország        | NDR                | Ann Sophie                         | Black Smoke                  | angol        | Michael Harwood Ella McMahon Tonino Speciale                                                                                                |
| Norvégia           | NRK                | Mørland & Debrah Scarlett          | A Monster Like Me            | angol        | Kjetil Mørland |
| Olaszország        | RAI                | Il Volo                            | Grande amore                 | olasz        | Francesco Boccia Ciro Esposito |
| Oroszország        | Pervij Kanal       | Polina Gagarina                    | A Million Voices             | angol        | Gabriel Alares Joakim Björnberg Leonyid Gutkin Vlagyimir Matyeckij Katrina Noorbergen                                                       |
| Örményország       | AMPTV              | Genealogy                          | Face the Shadow              | angol        | Armen Martiroszján Inna Mkrtcsján |
| Portugália         | RTP                | Leonor Andrade                     | Há um mar que nos separa     | portugál     | Miguel Gameiro |
| Románia            | TVR                | Voltaj                             | De la capăt                  | román, angol | Victor Răzvan Alstani Gabriel Constantin Adrian Cristescu Călin Gavril Goia Andrei Mădalin Leonte Silviu Marian Păduraru Monica-Ana Stevens |
| San Marino         | SMRTV              | Anita Simoncini & Michele Perniola | Chain of Lights              | angol        | John O'Flynn Ralph Siegel |
| Spanyolország      | RTVE               | Edurne                             | Amanecer                     | spanyol      | Peter Boström Thomas G:son Tony Sánchez-Ohlsson                                                                                             |
| Svájc              | SRG SSR            | Mélanie René                       | Time to Shine                | angol        | Mélanie René |
| Svédország         | SVT                | Måns Zelmerlöw                     | Heroes                       | angol        | Joy Deb Linnea Deb Anton Hård af Segerstad                                                                                                  |
| Szerbia            | RTS                | Bojana Stamenov                    | Beauty Never Lies            | angol        | Vladimir Graić Charlie Mason |
| Szlovénia          | RTVSLO             | Maraaya                            | Here for You                 | angol        | Charlie Mason Raay Marjetka Vovk |

### Visszatérő előadók
Ezúttal szólóénekesként állt színpadra a Máltát képviselő Amber, aki korábban a 2012-es Eurovíziós Dalfesztiválon volt az akkori máltai induló, Kurt Calleja háttérénekese. Ugyancsak háttérénekesként vett részt korábban a Fehéroroszországot képviselő Uzari, 2011-ben, Anastasia Vinnikova produkciójában. A San Marinót képviselő Michele Perniola és Anita Simoncini mindketten egy korábbi Junior Eurovíziós Dalfesztivál résztvevői voltak. Michele volt a törpeállam első indulója a 2013-as versenyen, míg Anita 2014-ben a The Peppermints nevű lánybanda tagjaként lépett fel a máltai versenyen. Emellett Anita Simoncini volt az első énekes, aki a junior versenyen való szereplése utáni évben rögtön részt vett az Eurovíziós Dalfesztiválon. Kettejük duettje pedig a legfiatalabb tagokból álló duett a verseny történetében. Másodszor vett részt az örmény Inga Arshakyan is, aki 2009-ben testvérével, Anush-sal együtt képviselte országát a dalversenyen, ezúttal pedig a Genealogy együttes tagjaként lépett színpadra. Ugyanúgy másodjára állt színpadra az azeri Elnur Huseynov is, aki 2008-ban Samirral együtt Azerbajdzsán első indulója volt. Az izlandi produkcióban háttérénekesként vett részt Hera Björk, aki korábban 2010-ben képviselte az országot, a szereplését megelőző években pedig szintén háttérénekesként szerepelt több izlandi előadásban.
| Előadó                                 | Ország       | Előző év(ek)                            |
| -------------------------------------- | ------------ | --------------------------------------- |
| Elnur Huseynov                         | Azerbajdzsán | 2008 (Samir közreműködésében)           |
| Inga Arshakyan (A Genealogy tagjaként) | Örményország | 2009 (Anush Arshakyan közreműködésében) |

### Ausztrália részvétele

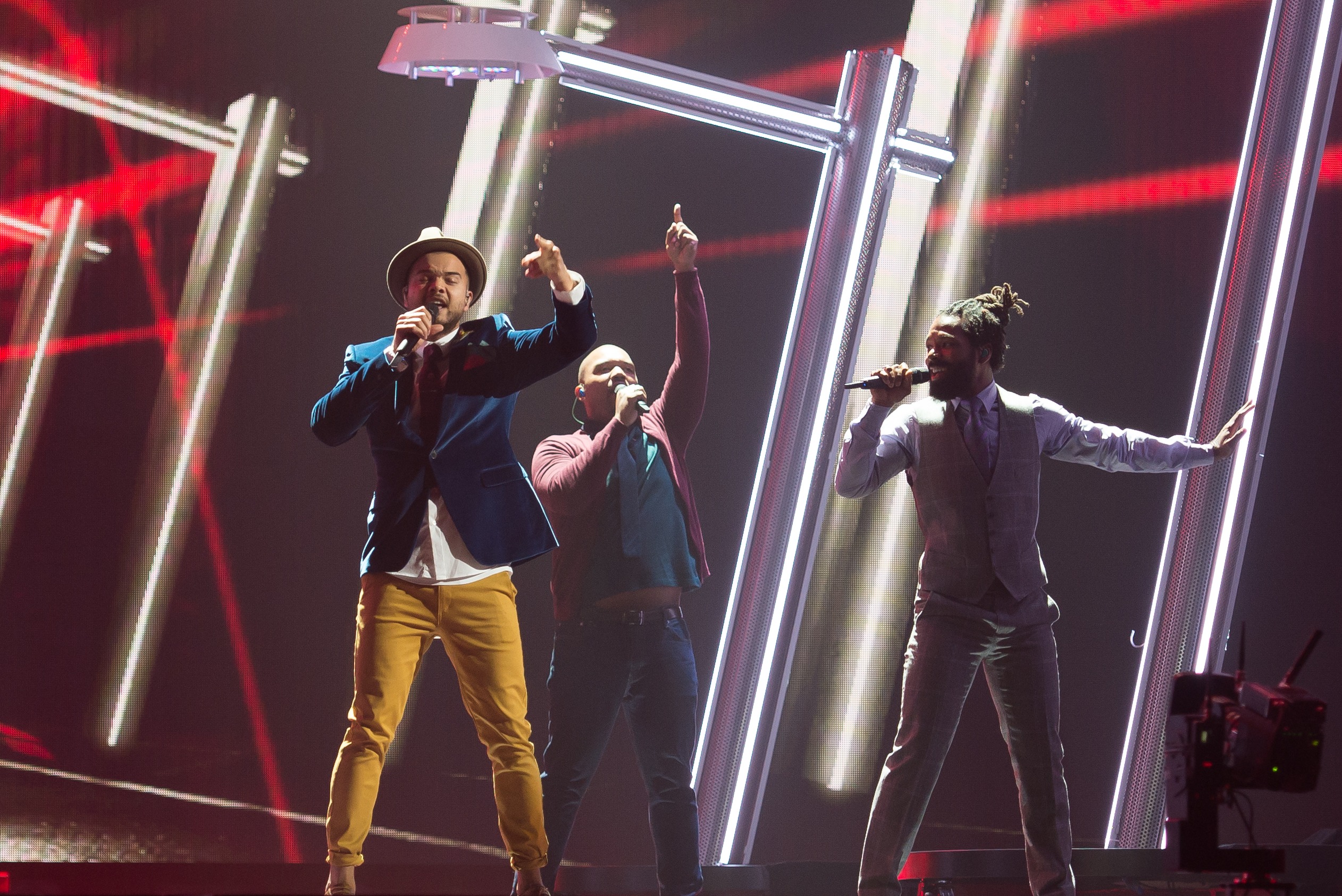
Az ausztrál résztvevő: Guy Sebastian

2015. február 10-én hivatalossá vált, hogy Ausztrália is küld dalt a versenyre. Ausztrália 2014-ben már küldött egy produkciót, melyet versenyen kívül, a második elődöntő szavazási szünetében közvetítettek. Ekkor Jessica Mauboy adta elő a Sea of Flags című dalát. Ezúttal viszont a szervezők megengedték, hogy mint versenyzők vegyenek részt a fesztiválon. Emellett Ausztrália jogot kapott arra, hogy szavazzon mindkét elődöntőben és a döntőben is. Az ausztrál versenyző közvetlenül a döntőbe jutott, és ugyanazokkal a feltételekkel versenyzett ott, mint a többi ország. Minden országnak lehetett szavazni akár az ausztrál dalra is, viszont az továbbra is fennálló szabály, hogy senki sem szavazhat a saját országára. Ausztrália automatikus döntőbe jutásának az volt a magyarázata, hogy nem szerették volna, ha csökkenti a többi, elődöntőkön résztvevő országok döntőbe jutási esélyét. Ha Ausztrália megnyerte volna a versenyt, akkor az SBS lett volna a társ-házigazdája a következő versenynek, melyet egy európai országban rendeztek volna meg egy EBU-tag műsorszolgáltató társasággal. Ausztrália az eredeti tervek szerint csak egyszeri lehetőséget kapott a részvételre, viszont ha megnyerte volna a versenyt, akkor jogot nyert volna arra, hogy a következő Eurovízión is részt vegyen. Később, november 17-én bejelentették, hogy az ország a soron következő, stockholmi versenyen is indulhat, ezúttal viszont részt kell vennie az egyik elődöntőben.
Ausztráliával együtt így összesen 40 ország vett részt a 2015-ös Eurovíziós Dalfesztiválon. Korábban sosem volt még olyan verseny, amelyen pontosan ennyi résztvevő volt.

### A magyar résztvevő

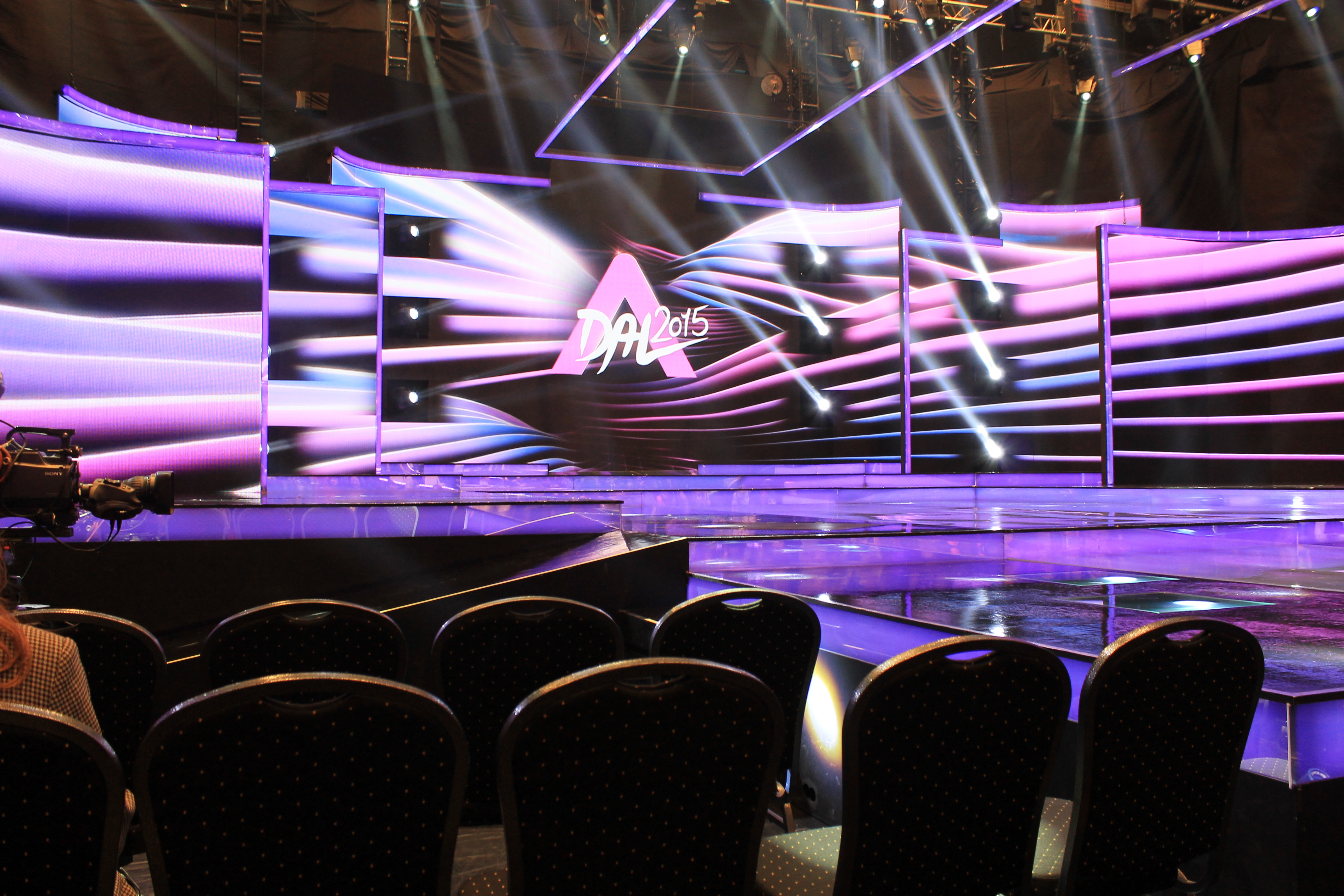
A Dal 2015 stúdiója az MTVA székházában

2014. július 9-én este az M1 a Koppenhágából jeles című riportműsorban jelentette be, hogy részt kíván venni a soron következő dalversenyen és nyílt pályázatot írnak ki, akárcsak az előző három évben. Az MTVA október 1-jén tette közzé a pályázati feltételeket és a hivatalos versenyszabályzatot. A dalok leadásának határideje 2014. november 15-e volt. Ez volt az első év, hogy Kállay-Saunders András versenyzőként nem vett részt a műsorban.
A beérkezett 351 dal közül egy tíz tagú előzsűri választotta ki a magyar válogató résztvevőit. 2014. december 2-án az escbubble.com internetes újság megtudta, hogy ebben az évben is harminc dalt fognak beválogatni az élő műsorokba. 2014. december 8-án, 10-én és 12-én ismertették a közönséggel, hogy melyik az a harminc dal, amelyik bejutott az élő műsorba. A nemzeti döntő zsűrije az előző évhez hasonlóan ismét négyfős volt, és a tagjai Rákay Philip, a Magyar Televízió Zrt. vezérigazgató-helyettese; Csiszár Jenő, az MTVA program-főtanácsadója; Rúzsa Magdi, a 2007-es Eurovíziós Dalfesztivál hazai résztvevője és Pierrot, EMeRTon-díjas zeneszerző, előadó, dalszövegíró és producer lettek. Az első elődöntőre 2015. január 24-én került sor, a döntő pedig 2015. február 28-án került képernyőre.
A szavazás legnagyobb újítása az volt, hogy a nézők az adott versenydal előadása közben elküldhették saját pontszámukat, majd ezek átlagát hozzáadták a zsűritagok pontszámaihoz és így alakult ki a végeredmény. A kialakult sorrend alapján az elődöntők esetében az első öt dal, a középdöntőkben az első három dal automatikusan továbbjutott a következő fordulóba. Az adások végén a nézők még egy dalt vigaszágon továbbjuthattak az SMS-szavazás segítségével.

#### A Dal 2015 – Döntő
A döntőt február 28-án tartotta az MTV nyolc előadó részvételével. A végeredmény az okostelefonos applikációs szavazás, az SMS-szavazatok illetve szakmai zsűri szavazatai alapján alakult ki. A zsűri a dalok elhangzása után csak szóban értékelte a produkciókat. Az összes dal elhangzása után, az Eurovíziós Dalfesztivál gyakorlatához hasonlóan pontozta a produkciókat a zsűri. Az első helyezett 10 pontot kapott, a második 8-at, a harmadik 6-ot, míg a negyedik 4 pontot. A pontozás során a négy legtöbb pontot szerzett dal közül a nézők SMS-ben és applikáción keresztül küldött szavazatokkal választották ki a verseny győztesét. A műsort élőben közvetítette az M1 és a Duna World, illetve interneten az adal2015.hu és a eurovision.tv. A műsor nyitányaként a nyolc döntős előadta A Nap Dalát, mely a Magyar Könnyűzeneszerzők és Szövegírók Egyesületének összefogásával a magyar dalok tiszteletére íródott. A versenyprodukciók mellett extra fellépő volt az akusztikus szavazás első helyezettje, a Leander Rising, akik bemutatták a daluknak, a Lőjetek felnek ezen verzióját; illetve a Kállay-Saunders András és zenekara, a Kállay Saunders Band, akik a Running és a Juliet című dal egyvelegét adták elő az MR Szimfonikusokkal.
| #  | Előadó                   | Dal (zene / szöveg)                                                                            | Zsűri (Összesen) | Eredmény (Zsűri) | Eredmény (Telefon) |
| -- | ------------------------ | ---------------------------------------------------------------------------------------------- | ---------------- | ---------------- | ------------------ |
| 01 | Gájer Bálint             | „That’s How It Goes” (Elek Norbert, Gájer Bálint / Johnny K. Palmer)                           | 0                | 7.               | —                  |
| 02 | Csemer Boglárka – Boggie | „Wars for Nothing” (Sebestyén Áron, Csemer Boglárka / Bori Sára Hélène)                        | 24               | 2.               | 1.                 |
| 03 | Spoon                    | „Keep Marching On” (Erik Fjeld, George Németh / Erik Fjeld, George Németh, Ida Waerdahl)       | 20               | 3.               |                    |
| 04 | Wolf Kati                | „Ne engedj el!” (Sebastian Zelle, Martin Angelicus, Krajczár Péter / Linnea Deb, Major Eszter) | 16               | 5.               | —                  |
| 05 | Szabó Ádám               | „Give Me Your Love” (Szabó Ádám, Bori Tamás, Katona Tamás / Kozma Kata)                        | 28               | 1.               |                    |
| 06 | Passed                   | „Mesmerize” (Nizalowski Dorottya, Nizalowski Fanni, Godzsák Dávid, Szabó Levente)              | 0                | 7.               | —                  |
| 07 | Ív                       | „Fire” (Tóth Lóránt, Gálosi László, Katona-Zsombori Éva / Tóth Lóránt)                         | 4                | 6.               | —                  |
| 08 | Mujahid Zoltán           | „Beside You” (Mujahid Zoltán, Csöndör László Diaz / Johnny K. Palmer)                          | 20               | 3.               |                    |

Az SMS-szavazás során közel 145 000 érvényes szavazat érkezett be. A nézői szavazás alapján A Dalt Csemer Boglárka – Boggie nyerte.

## A versenyszabályok változása

Az első elődöntő résztvevői
Az első elődöntőben szavazó döntősök
A második elődöntő résztvevői
A második elődöntőben szavazó döntősök
Mindkét elődöntőben szavazó döntős (Ausztrália)

Jon Ola Sand, a verseny igazgatója 2014. május 1-jén elmondta a görög oikotimes.com eurovíziós hírportál kérésére, hogy nem tervez az EBU semmi komolyabb változtatást a 2015-ös versenyre. Mindössze annyit szerettek volna, hogy a dalbeküldési határidő és ezzel a delegációvezetők márciusi találkozója valamivel korábban legyen, mint az elmúlt években, hogy így több idő maradjon felkészülni mind a szervezőknek, mind a versenyzőknek a májusi nemzetközi versenyre. Ennek ellenére nem történt meg a változtatás; a delegációvezetők találkozója március 16-án és 17-én volt Bécsben. Ehhez hasonlóan a közszolgálati televíziók jelentkezésének határidejét is előbbre hozták a versenyszervezők. Az előző években általában december végéig volt lehetőségük az egyes részt vevő nemzeteknek a visszalépésre illetve a jelentkezésre. Ez az időpont ezúttal 2014. október 10-e volt. Csak Bosznia-Hercegovina és Bulgária kapott haladékot 2014. november 14-ig, de végül mindkét ország a távolmaradás mellett döntött. A döntő mezőnyének érdekessége volt, hogy Ausztrália csatlakozásával az eddigi 26 résztvevős döntő 27-re nőtt. Legutóbb 2007-ben fordult elő hasonló az elődöntőben, ahol rekordmennyiségű 28 dal hangzott el egymás után.
Az előző két versenyhez hasonlóan a részt vevő országok rajtsorrendjét a műsor producerei határozták meg. Egyedül a rendező Ausztria helyzetét bízták a véletlenre a döntőben. Januárban a korábbiakhoz hasonló módon zajlott le az országok elődöntőkbe való szétválasztása. A rendezők csak ezt követően, a március közepén megtartott delegációvezetők találkozója után, 2015. március 23-án tettek eleget a rajtsorrend végleges meghatározásának. Az így kialakult fellépési sorrendnek az érdekessége, hogy az első elődöntőt Moldova, míg a másodikat Litvánia nyitotta, akárcsak a 2010-es Eurovíziós Dalfesztiválon; igaz, akkor ez még sorsolással alakult ki.

## Az elődöntők felosztása
A harminchárom elődöntős országot öt kalapba osztották földrajzi elhelyezkedésük és szavazási szokásaik alapján, a 2008-ban bevezetett módon. Január 26-án tartották a sorsolást, ahol a kalapok egyik fele az első elődöntőbe, a másik a második elődöntőbe került. Ennek célja a szavazás igazságosabbá tétele. A sorsolás során azt is eldöntötték, hogy az egyes országok az adott elődöntő első, vagy második felében fognak fellépni, valamint azt, hogy az automatikusan döntős Öt Nagy és a rendező ország melyik elődöntőben fog szavazni. Így a delegációk előre tudják, mikor kell megérkezniük a próbákra. Érdekessége a sorsolásnak, hogy Oroszország már hetedjére került az első elődöntőbe. A 2008-ban bevezetett két elődöntős rendszer óta mindig az első elődöntőben vettek részt az orosz versenyzők.
| 1. kalap                                                                 | 2. kalap                                                                        | 3. kalap                                                                                    | 4. kalap                                                             | 5. kalap                                                                     |
| ------------------------------------------------------------------------ | ------------------------------------------------------------------------------- | ------------------------------------------------------------------------------------------- | -------------------------------------------------------------------- | ---------------------------------------------------------------------------- |
| - Albánia - Macedónia - Málta - Montenegró - Svájc - Szerbia - Szlovénia | - Dánia - Észtország - Finnország - Izland - Lettország - Norvégia - Svédország | - Azerbajdzsán - Fehéroroszország - Grúzia - Izrael - Litvánia - Oroszország - Örményország | - Belgium - Ciprus - Görögország - Hollandia - Írország - San Marino | - Csehország - Lengyelország - Magyarország - Moldova - Portugália - Románia |

## A versenyt megelőző időszak
2014. december 15-én kezdték meg a jegyek árusítását a dalfesztivál kilenc nyilvános előadására.
2015. április 18-án ismét megrendezték a dalfesztivál legnagyobb elő-koncertjét, a Eurovision In Concertet Hollandia fővárosában, Amszterdamban. 24 részt vevő ország képviselője adta elő versenydalát az eseményen, valamint fellépett az 1985-ös Eurovíziós Dalfesztivál győztese, a norvég Bobbysocks! is.
Az amszterdami koncerthez hasonlóan április 26-án megrendezték a London Eurovision Preview Partyt, ahol 16 ország előadója lépett fel. Mindkét eseményen előadta a versenydalát a magyar Boggie is.
Magyarországon az M1 aktuális csatorna az Eurovíziós Hét során naponta beszámolt a magyar delegáció bécsi történéseiről.

### Próbák és sajtókonferenciák

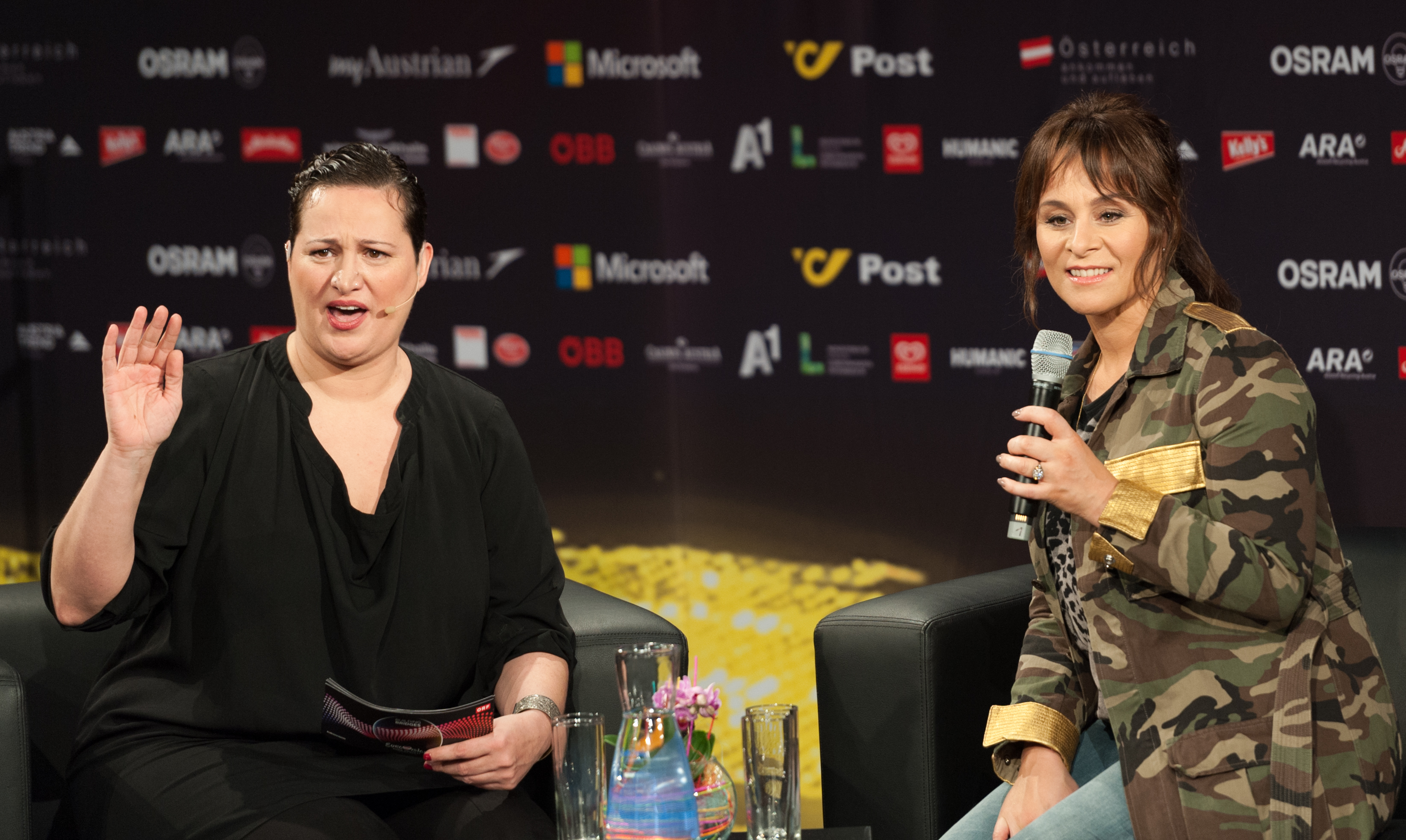
Riem Higazi, a sajtótájékoztatók egyik házigazdája a holland Trijntje Oosterhuisszal

A próbák május 11-én kezdődtek a verseny helyszínén, a Wiener Stadthallében. Első körben minden ország elpróbálhatta a produkcióját többször is egymás után, valamint beállították a fényeket és a mikrofonokat. Ezután a delegációk a videószobába vonultak, ahol megnézhették, hogy a rendező csatorna hogyan képzeli el a produkció lefilmezését. Innen a sajtótájékoztatóra mentek az előadók, ahol egy műsorvezetővel – felváltva Riem Higazival, illetve Kati Bellowitschcsal – beszélgettek a versenyről, a próbákról, valamint a sajtó akkreditált tagjai is tehettek fel kérdéseket. A próbák és a sajtótájékoztatók egyszerre zajlottak: míg az egyik ország sajtótájékoztatót tartott, addig a következő már próbált az arénában. Az első napon Moldova, Örményország, Belgium, Hollandia, Finnország, Görögország, Észtország és Macedónia képviselője tartotta próbáját. A második napon következett Szerbia, Magyarország, Fehéroroszország, Oroszország, Dánia, Albánia, Románia és Grúzia versenyzője. A harmadik napon Litvánia, Írország, San Marino, Montenegró, Málta, Norvégia, Portugália és Csehország próbált. A negyedik napon pedig Izrael, Lettország, Azerbajdzsán, Izland, Svédország, Svájc, Ciprus, Szlovénia és Lengyelország résztvevője próbált először. Az első elődöntősök második próbáit május 15-én, a második elődöntősökét május 16-án rendezték. Az automatikusan döntős országok – Olaszország, Spanyolország, Németország, az Egyesült Királyság, Franciaország, Ausztrália – és a házigazda Ausztria képviselője május 17-én, illetve május 20-án próbált.
| Dátum                       | Ország           | 1. próba      | Sajtótájékoztató |
| --------------------------- | ---------------- | ------------- | ---------------- |
| 2015. május 11. (hétfő)     | Moldova          | 12:00 – 12:30 | 14:25 – 14:50    |
| 2015. május 11. (hétfő)     | Örményország     | 12:40 – 13:10 | 15:05 – 15:25    |
| 2015. május 11. (hétfő)     | Belgium          | 13:20 – 13:50 | 15:45 – 16:05    |
| 2015. május 11. (hétfő)     | Hollandia        | 14:00 – 14:30 | 16:25 – 16:45    |
| 2015. május 11. (hétfő)     | Finnország       | 15:50 – 16:20 | 18:15 – 18:35    |
| 2015. május 11. (hétfő)     | Görögország      | 16:30 – 17:00 | 18:55 – 19:15    |
| 2015. május 11. (hétfő)     | Észtország       | 17:10 – 17:40 | 19:35 – 19:55    |
| 2015. május 11. (hétfő)     | Macedónia        | 17:50 – 18:20 | 20:15 – 20:35    |
| 2015. május 12. (kedd)      | Szerbia          | 12:00 – 12:30 | 14:25 – 14:45    |
| 2015. május 12. (kedd)      | Magyarország     | 12:40 – 13:10 | 15:05 – 15:25    |
| 2015. május 12. (kedd)      | Fehéroroszország | 13:20 – 13:50 | 15:45 – 16:05    |
| 2015. május 12. (kedd)      | Oroszország      | 14:00 – 14:30 | 16:25 – 16:45    |
| 2015. május 12. (kedd)      | Dánia            | 15:50 – 16:20 | 18:15 – 18:35    |
| 2015. május 12. (kedd)      | Albánia          | 16:30 – 17:00 | 18:55 – 19:15    |
| 2015. május 12. (kedd)      | Románia          | 17:10 – 17:40 | 19:35 – 19:55    |
| 2015. május 12. (kedd)      | Grúzia           | 17:50 – 18:20 | 20:15 – 20:35    |
| 2015. május 13. (szerda)    | Litvánia         | 12:00 – 12:30 | 14:25 – 14:45    |
| 2015. május 13. (szerda)    | Írország         | 12:40 – 13:10 | 15:05 – 15:25    |
| 2015. május 13. (szerda)    | San Marino       | 13:20 – 13:50 | 15:45 – 16:05    |
| 2015. május 13. (szerda)    | Montenegró       | 14:00 – 14:30 | 16:25 – 16:45    |
| 2015. május 13. (szerda)    | Málta            | 15:50 – 16:20 | 18:15 – 18:35    |
| 2015. május 13. (szerda)    | Norvégia         | 16:30 – 17:00 | 18:55 – 19:15    |
| 2015. május 13. (szerda)    | Portugália       | 17:10 – 17:40 | 19:35 – 19:55    |
| 2015. május 13. (szerda)    | Csehország       | 17:50 – 18:20 | 20:15 – 20:35    |
| 2015. május 14. (csütörtök) | Izrael           | 12:00 – 12:30 | 14:25 – 14:45    |
| 2015. május 14. (csütörtök) | Lettország       | 12:40 – 13:10 | 15:05 – 15:25    |
| 2015. május 14. (csütörtök) | Azerbajdzsán     | 13:20 – 13:50 | 15:45 – 16:05    |
| 2015. május 14. (csütörtök) | Izland           | 14:00 – 14:30 | 16:25 – 16:45    |
| 2015. május 14. (csütörtök) | Svédország       | 15:50 – 16:20 | 18:15 – 18:35    |
| 2015. május 14. (csütörtök) | Svájc            | 16:30 – 17:00 | 18:55 – 19:15    |
| 2015. május 14. (csütörtök) | Ciprus           | 17:10 – 17:40 | 19:35 – 19:55    |
| 2015. május 14. (csütörtök) | Szlovénia        | 17:50 – 18:20 | 20:15 – 20:35    |
| 2015. május 14. (csütörtök) | Lengyelország    | 18:30 – 19:00 | 20:55 – 21:15    |

| Dátum                     | Ország           | 2. próba      | Sajtótájékoztató |
| ------------------------- | ---------------- | ------------- | ---------------- |
| 2015. május 15. (péntek)  | Moldova          | 10:20 – 10:40 | 11:20 – 11:40    |
| 2015. május 15. (péntek)  | Örményország     | 10:45 – 11:05 | 11:45 – 12:05    |
| 2015. május 15. (péntek)  | Belgium          | 11:10 – 11:30 | 12:10 – 12:30    |
| 2015. május 15. (péntek)  | Hollandia        | 11:35 – 11:55 | 12:35 – 12:55    |
| 2015. május 15. (péntek)  | Finnország       | 12:00 – 12:20 | 13:00 – 13:20    |
| 2015. május 15. (péntek)  | Görögország      | 12:25 – 12:45 | 13:25 – 13:45    |
| 2015. május 15. (péntek)  | Észtország       | 13:50 – 14:10 | 14:50 – 15:10    |
| 2015. május 15. (péntek)  | Macedónia        | 14:15 – 14:35 | 15:15 – 15:35    |
| 2015. május 15. (péntek)  | Szerbia          | 14:40 – 15:00 | 15:40 – 16:00    |
| 2015. május 15. (péntek)  | Magyarország     | 15:05 – 15:25 | 16:05 – 16:25    |
| 2015. május 15. (péntek)  | Fehéroroszország | 15:30 – 15:50 | 16:30 – 16:50    |
| 2015. május 15. (péntek)  | Oroszország      | 16:30 – 16:50 | 17:30 – 17:50    |
| 2015. május 15. (péntek)  | Dánia            | 16:55 – 17:15 | 17:55 – 18:15    |
| 2015. május 15. (péntek)  | Albánia          | 17:20 – 17:40 | 18:20 – 18:40    |
| 2015. május 15. (péntek)  | Románia          | 17:45 – 18:05 | 18:45 – 19:05    |
| 2015. május 15. (péntek)  | Grúzia           | 18:10 – 18:30 | 19:10 – 19:30    |
| 2015. május 16. (szombat) | Litvánia         | 10:20 – 10:40 | 11:20 – 11:40    |
| 2015. május 16. (szombat) | Írország         | 10:45 – 11:05 | 11:45 – 12:05    |
| 2015. május 16. (szombat) | San Marino       | 11:10 – 11:30 | 12:10 – 12:30    |
| 2015. május 16. (szombat) | Montenegró       | 11:35 – 11:55 | 12:35 – 12:55    |
| 2015. május 16. (szombat) | Málta            | 12:00 – 12:20 | 13:00 – 13:20    |
| 2015. május 16. (szombat) | Norvégia         | 12:25 – 12:45 | 13:25 – 13:45    |
| 2015. május 16. (szombat) | Portugália       | 13:50 – 14:10 | 14:50 – 15:10    |
| 2015. május 16. (szombat) | Csehország       | 14:15 – 14:35 | 15:15 – 15:35    |
| 2015. május 16. (szombat) | Izrael           | 14:40 – 15:00 | 15:40 – 16:00    |
| 2015. május 16. (szombat) | Lettország       | 15:05 – 15:25 | 16:05 – 16:25    |
| 2015. május 16. (szombat) | Azerbajdzsán     | 15:30 – 15:50 | 16:30 – 16:50    |
| 2015. május 16. (szombat) | Izland           | 16:30 – 16:50 | 17:30 – 17:50    |
| 2015. május 16. (szombat) | Svédország       | 16:55 – 17:15 | 17:55 – 18:15    |
| 2015. május 16. (szombat) | Svájc            | 17:20 – 17:40 | 18:20 – 18:40    |
| 2015. május 16. (szombat) | Ciprus           | 17:45 – 18:05 | 18:45 – 19:05    |
| 2015. május 16. (szombat) | Szlovénia        | 18:10 – 18:30 | 19:10 – 19:30    |
| 2015. május 16. (szombat) | Lengyelország    | 18:35 – 18:55 | 19:35 – 19:55    |

| Dátum                      | Ország             | 1. próba      | Sajtótájékoztató |
| -------------------------- | ------------------ | ------------- | ---------------- |
| 2015. május 17. (vasárnap) | Olaszország        | 09:40 – 10:10 | 12:05 – 12:25    |
| 2015. május 17. (vasárnap) | Ausztria           | 10:20 – 10:50 | 12:45 – 13:05    |
| 2015. május 17. (vasárnap) | Spanyolország      | 11:00 – 11:30 | 13:25 – 13:45    |
| 2015. május 17. (vasárnap) | Németország        | 11:40 – 12:10 | 14:05 – 14:25    |
| 2015. május 17. (vasárnap) | Egyesült Királyság | 12:20 – 12:50 | 14:45 – 15:05    |
| 2015. május 17. (vasárnap) | Franciaország      | 13:00 – 13:30 | 15:25 – 15:45    |
| 2015. május 17. (vasárnap) | Ausztrália         | 13:40 – 14:10 | 16:05 – 16:25    |

| Dátum                    | Ország             | 2. próba      | Sajtótájékoztató |
| ------------------------ | ------------------ | ------------- | ---------------- |
| 2015. május 20. (szerda) | Olaszország        | 10:00 – 10:20 | 11:00 – 11:20    |
| 2015. május 20. (szerda) | Ausztria           | 10:25 – 10:45 | 11:25 – 11:45    |
| 2015. május 20. (szerda) | Spanyolország      | 10:50 – 11:10 | 11:50 – 12:10    |
| 2015. május 20. (szerda) | Németország        | 11:15 – 11:35 | 12:15 – 12:35    |
| 2015. május 20. (szerda) | Egyesült Királyság | 11:40 – 12:00 | 12:40 – 13:00    |
| 2015. május 20. (szerda) | Franciaország      | 12:05 – 12:25 | 13:05 – 13:25    |
| 2015. május 20. (szerda) | Ausztrália         | 12:30 – 12:50 | 13:30 – 13:50    |

| Dátum                       | Esemény                                       | Időpont       |
| --------------------------- | --------------------------------------------- | ------------- |
| 2015. május 18. (hétfő)     | 1. elődöntő – 1. jelmezes főpróba             | 15:00 – 17:30 |
| 2015. május 18. (hétfő)     | 1. elődöntő – 2. jelmezes főpróba (Zsűri)     | 21:00 – 23:00 |
| 2015. május 19. (kedd)      | 1. elődöntő – 3. jelmezes főpróba             | 15:00 – 17:00 |
| 2015. május 19. (kedd)      | 1. elődöntő – élő televíziós közvetítés       | 21:00 – 23:00 |
| 2015. május 19. (kedd)      | 1. elődöntő továbbjutóinak sajtótájékoztatója | 23:30 – 00:30 |
| 2015. május 20. (szerda)    | 2. elődöntő – 1. jelmezes főpróba             | 15:00 – 17:00 |
| 2015. május 20. (szerda)    | 2. elődöntő – 2. jelmezes főpróba (Zsűri)     | 21:00 – 23:00 |
| 2015. május 21. (csütörtök) | 2. elődöntő – 3. jelmezes főpróba             | 15:00 – 17:00 |
| 2015. május 21. (csütörtök) | 2. elődöntő – élő televíziós közvetítés       | 21:00 – 23:00 |
| 2015. május 21. (csütörtök) | 2. elődöntő továbbjutóinak sajtótájékoztatója | 23:30 – 00:30 |
| 2015. május 22. (péntek)    | Döntő – 1. jelmezes főpróba                   | 14:00 – 18:00 |
| 2015. május 22. (péntek)    | Döntő – 2. jelmezes főpróba (Zsűri)           | 21:00 – 01:00 |
| 2015. május 23. (szombat)   | Döntő – 3. jelmezes főpróba                   | 13:00 – 17:00 |
| 2015. május 23. (szombat)   | Döntő – élő televíziós közvetítés             | 21:00 – 01:00 |
| 2015. május 23. (szombat)   | A győztes sajtótájékoztatója                  | 01:30 – 02:15 |

### Eurovíziós Hét
A dalfesztivál hivatalos megnyitó ceremóniáját május 17-én tartották a bécsi városházánál, ahol a részt vevő negyven ország képviselője egy vörös szőnyeges bevonuláson vett részt. Az Eurovíziós Hét során Bécs főterén, a Rathausplatzon felállított Eurovíziós Falu színpadán több eurovíziós résztvevő is koncertet adott a helyieknek, illetve a rajongóknak. Emellett több kísérőrendezvényt tartottak a dalfesztivál ideje alatt a város különböző pontjain.

## A verseny

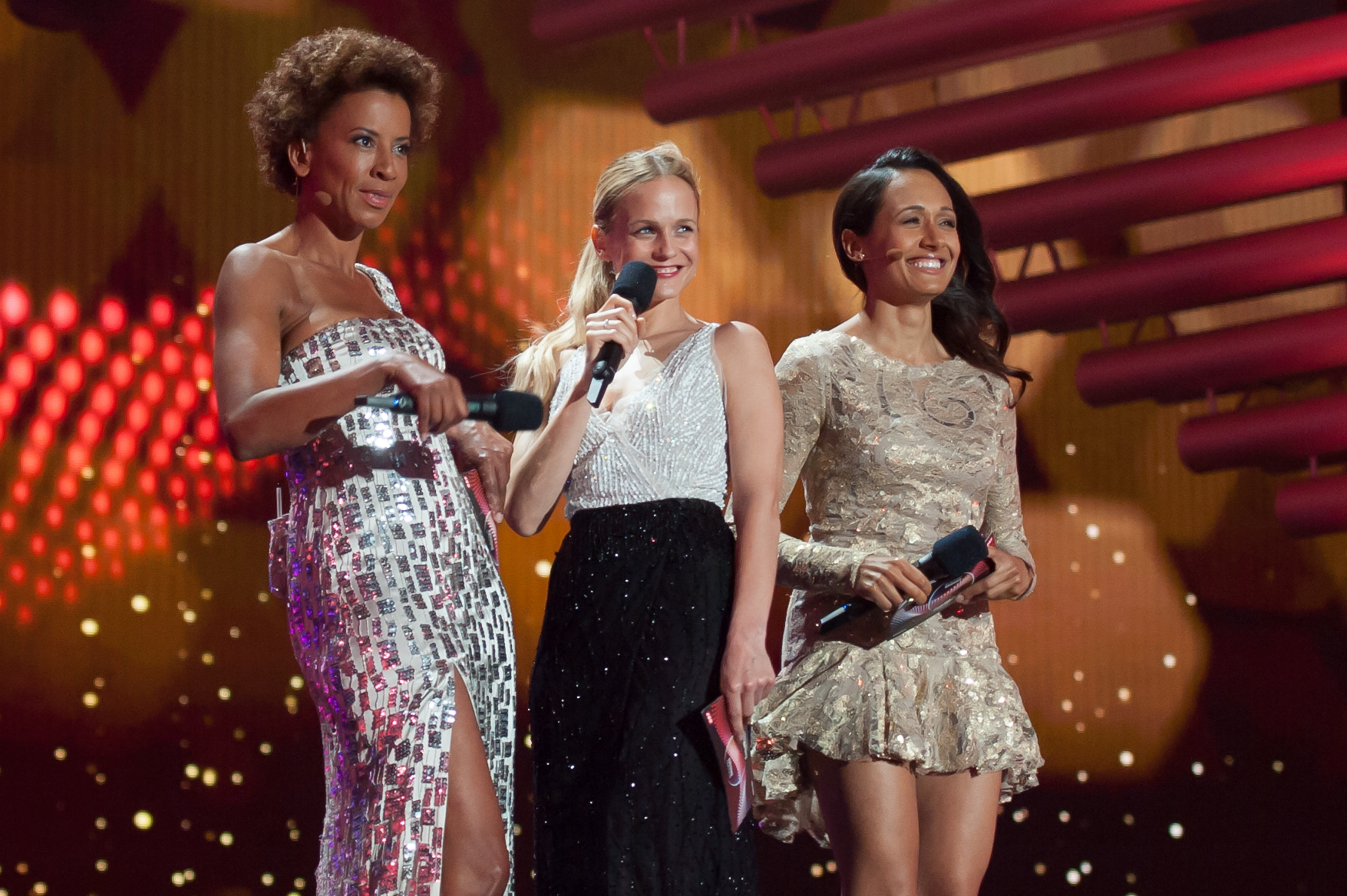
A verseny műsorvezetői: Arabella Kiesbauer, Mirjam Weichselbraun és Alice Tumler

A három adásból álló műsorfolyamot élőben, HD minőségben közvetítette a Duna, miután az M1 2015. március 15-től napi aktuális csatornává alakult át. Ez volt az első év, hogy nem az M1, vagy az M2 közvetítette a műsort, amikor Magyarország is résztvevő volt. Korábban 2010-ben adta a Duna a verseny elődöntőit és döntőjét élőben, de akkor nem vett részt magyar versenyző a fesztiválon, illetve akkor még a Magyar Televízió és a Duna Televízió külön működtek. Az első elődöntőt és döntőt megelőzően 20:30-tól Tatár Csilla műsorvezetésével, az Elővízió című műsorban tudhattunk meg kulisszatitkokat, érdekességeket a versenyről. A második elődöntő előtt nem vetítettek felvezető műsort, 2011 óta először. A dalfesztivál magyarországi kommentátora Gundel Takács Gábor volt. Az M1 aktuális csatorna angol nyelvű híradója, a Hungary reports éjfél előtt bekapcsolódott egy percre a közvetítésbe, amikor a szavazás során Málta és Finnország ismertette a pontjait.
2014. december 19-én jelentették be a verseny házigazdáit. Első alkalommal a dalfesztivál történetében három nő látta el a műsorvezetői feladatokat: Alice Tumler, Arabella Kiesbauer és Mirjam Weichselbraun. Az előző év győztese, Conchita pedig az úgynevezett Green Roomban beszélgetett a versenyzőkkel a dalok közötti szünetben.
A dalok közötti képeslapok az adott versenyzővel készült kisfilmek, melyeket a rendező műsorsugárzó, az ORF forgatott márciustól április végig a részt vevő 40 országban, illetve a házigazda Ausztriában. A képeslapok első részében az előadók egy meghívást kaptak Ausztria kilenc tartományának egyikébe, hogy ott részt vegyenek egy szabadidős programon. Minden énekes kipróbált egy osztrák jellegzetességet, erről a kalandról szóló rövidfilmet vetítették le a képeslap második felében. A magyar Boggie filmje arról szól, hogy az alsó-ausztriai Tulln an der Donau tűzoltó akadémiáján szolgál.
Az előző két évhez hasonlóan a döntő és immáron az elődöntők is a részt vevő országok versenyzőinek a Green Roomból a színpadra történő bevonulásával kezdődött.
A döntő nyitányaként a Bécsi Filharmonikus Zenekar előadásában csendült fel a Te Deum, az előadás közben bécsi képeket mutattak. A nyitányban közreműködött Lidia Baich, az 1998-as Fiatal Zenészek Eurovíziójának győztese, aki Udo Jürgens 1966-os győztes dalának részletét adta elő hegedűn. Ezután Conchita, a Bécsi fiúkórus, a Suparar-kórus, Left Boy illetve a verseny műsorvezetői közösen adták elő a 2015-ös dalfesztivál hivatalos himnuszát, a Building Bridges című dalt. A produkció egyik leglátványosabb eleme az volt, amikor az előző évi győztes egy emelvényről a nézők felett „repült át” a színpadra. Miután a műsorvezetők üdvözölték a show nézőit, a huszonhét részt vevő ország képviselői is bevonultak a színpadra. Ezután a verseny mottójához kapcsolódóan egy kisfilmet vetítettek arról, hogy különböző országokban élő emberek hétköznapjai összekapcsolódnak, ehhez az aláfestő zene a 2013-as orosz versenydal volt. A dalok utáni szavazási szünetben meghívott előadóként lépett fel Martin Grubinger osztrák zenész, aki a 2000-es Fiatal Zenészek Eurovíziójának döntőjében is szerepelt Ausztria versenyzőjeként. A szavazatok számlálása alatti szünetben Conchita előadta a You Are Unstoppable és a Firestorm című dalát. Ezután Alice Tumler, az egyik műsorvezető, Vincenzo Cantiellóval, a 2014-es Junior Eurovíziós Dalfesztivál győztesével készített interjút, aki győztes dalának refrénjét a cappella is előadta.
Első alkalommal Ausztrália élőben is közvetítette a versenyt, lehetővé téve a helyi nézők számára a szavazást: kelet-ausztráliai idő szerint az első elődöntőt május 20-án, a második elődöntőt 22-én, a döntőt pedig 24-én adták le, mindegyik adást du. 5 órai kezdettel. A dalfesztivált ezenkívül felvételről május 22-én, 23-án és 24-én, főműsoridőben is láthatták az ország nézői, mindegyik fordulót helyi idő szerint 19.30-kor.
A kínai nézők is először láthatták az elődöntőket és a döntőt élőben. Kína második legnézettebb csatornája, a Hunan TV tűzte műsorra a dalfesztivál három adását, helyi idő szerint 4 órakor.

## Incidensek
A második elődöntő zsűris főpróbáján a portugál produkció alatt technikai problémák adódtak, így a dalt a műsor végén újra előadták.
A döntőben a grúz dal előadása alatt a füstgép nem megfelelően működött. A nagy szürke füst miatt az énekesnőt, Nina Szublatit az egyes kamereállásokból többször nem lehetett látni az előadás közben.

## A szavazás
A verseny előtt a legesélyesebbnek Ausztráliát, Észtországot, Olaszországot, Oroszországot és Svédországot tartották, végül a svéd versenyző tudott győzni.
A szavazás az elődöntőkben és a döntőben is azonos módon történt: mindegyik ország rendelkezett egy ötfős szakmai zsűrivel, és az ő pontjaik, valamint a nézők telefonos szavazatai közösen alakították ki az országonkénti eredményeket. Az elődöntők eredményeit a döntő után hozták nyilvánosságra. Az első elődöntőben Finnország végzett az utolsó helyen, történetük során tizenegyedjére, míg a második elődöntőben Svájc zárt a tabella legalján, történetük során nyolcadszor.
A döntőben a szavazás során összesen három ország váltotta egymást az élen: Svédország, Oroszország és Olaszország. A szavazatok kihirdetésének feléig Oroszország vezetett. A huszonhetedikként szavazó Egyesült Királyság pontjai után Svédország fordított a sorrenden, amellyel biztos előnyét végig őrizve hatodik győzelmét aratta. Az elődöntők 2004-es bevezetése, ezáltal a résztvevők számának megemelkedése óta a 365 pont a harmadik legmagasabb, amivel nyerni lehetett. Ez éppen hét ponttal kevesebb, mint amennyit a 2012-es, szintén svéd győztes, Loreen összegyűjtött. Emellett a győztes dal tizenkét országtól gyűjtötte be a maximális tizenkét pontot. Minden ország adott pontot a győztesnek, a legkevesebbet Görögország: négyet. A harminchatodik szavazó ország után kihirdették a győztest, miután matematikailag eldőlt, hogy megnyerte a döntőt Svédország, és csak utána adták meg a lehetőséget, hogy kihirdesse a pontjait a még fennmaradó négy ország. A második helyezett az első elődöntő győztese, Oroszország lett. A harmadik helyen Olaszország végzett. A döntőben az utolsó helyet Ausztria és Németország szerezte meg, nulla ponttal. Ausztriának ez volt a negyedik nulla pontos dala (1962, 1988 és 1991 után), míg a német versenyző 1964 és 1965 után harmadszor távozott üres kézzel. A dalfesztivál történetében ez volt az első alkalom, hogy a rendező ország 0 ponttal zárt az utolsó helyen.
A legtöbb 12 pontot a győztes, Svédország kapta: tizenkét darabot. A döntőben mindössze tizenöt olyan dal volt, amely nem kapott legalább egyszer tizenkét pontot; tizenkettő pedig legalább egyszer kapott. Magyarország pontjait Tatár Csilla hirdette ki, a tizenkét pontot Belgium dala kapta, a későbbi győztes Svédország tíz pontot kapott. Magyarország nem kapott semelyik országtól sem tizenkét pontot; nyolc pontot adott Észtország, négyet Románia és San Marino, egyet pedig Csehország, Franciaország és Németország. A részt vevő negyven országból tehát hat pontozta a magyar produkciót a döntőben.
Magyarország szakmai zsűrijének tagjai Pierrot, Milkovics Mátyás, Polgár Odett, Hrutka Róbert és Fábián Juli voltak. A póttag Szabó Ágnes volt.

## Első elődöntő

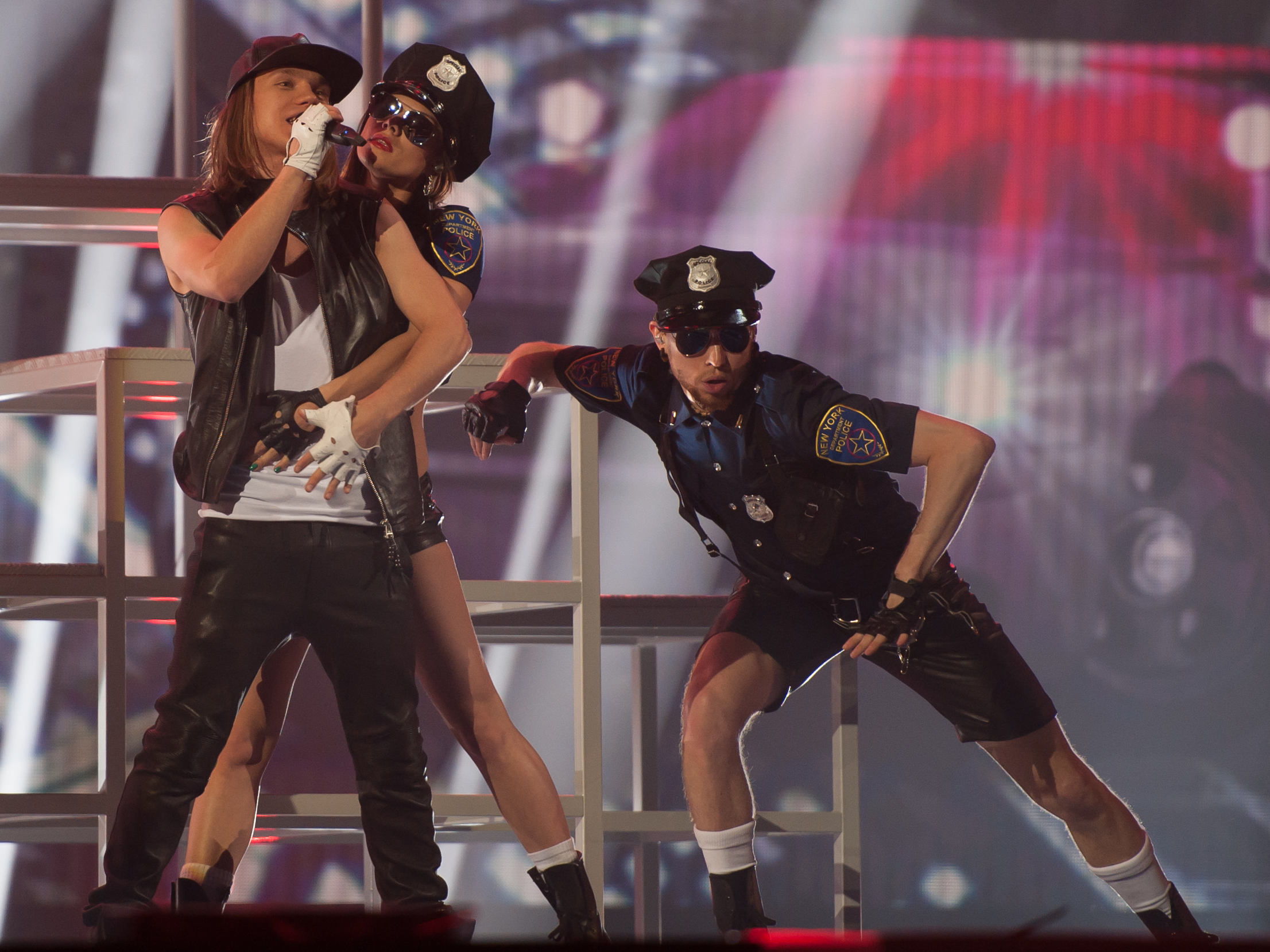
Eduard Romanyuta

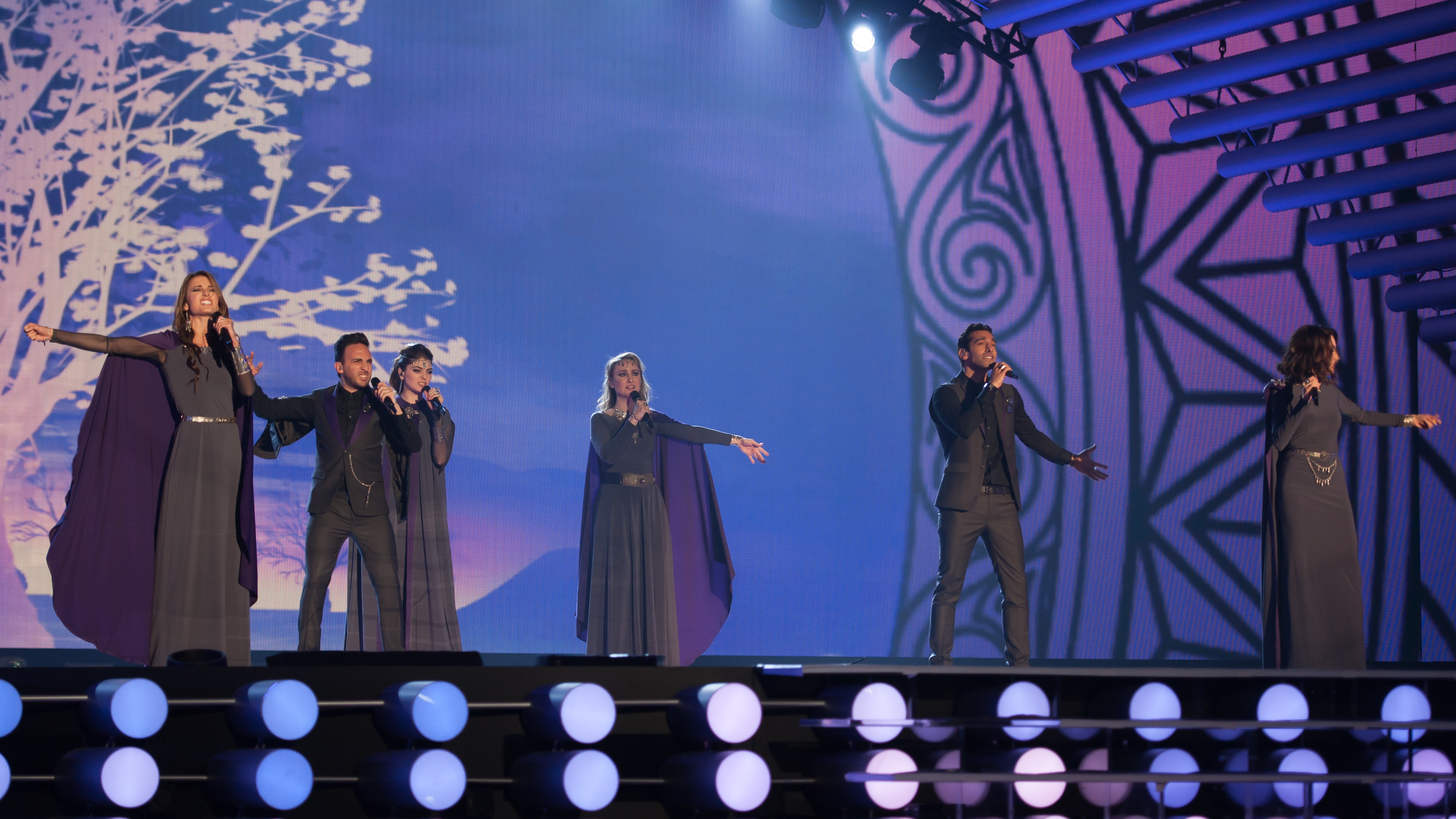
Genealogy

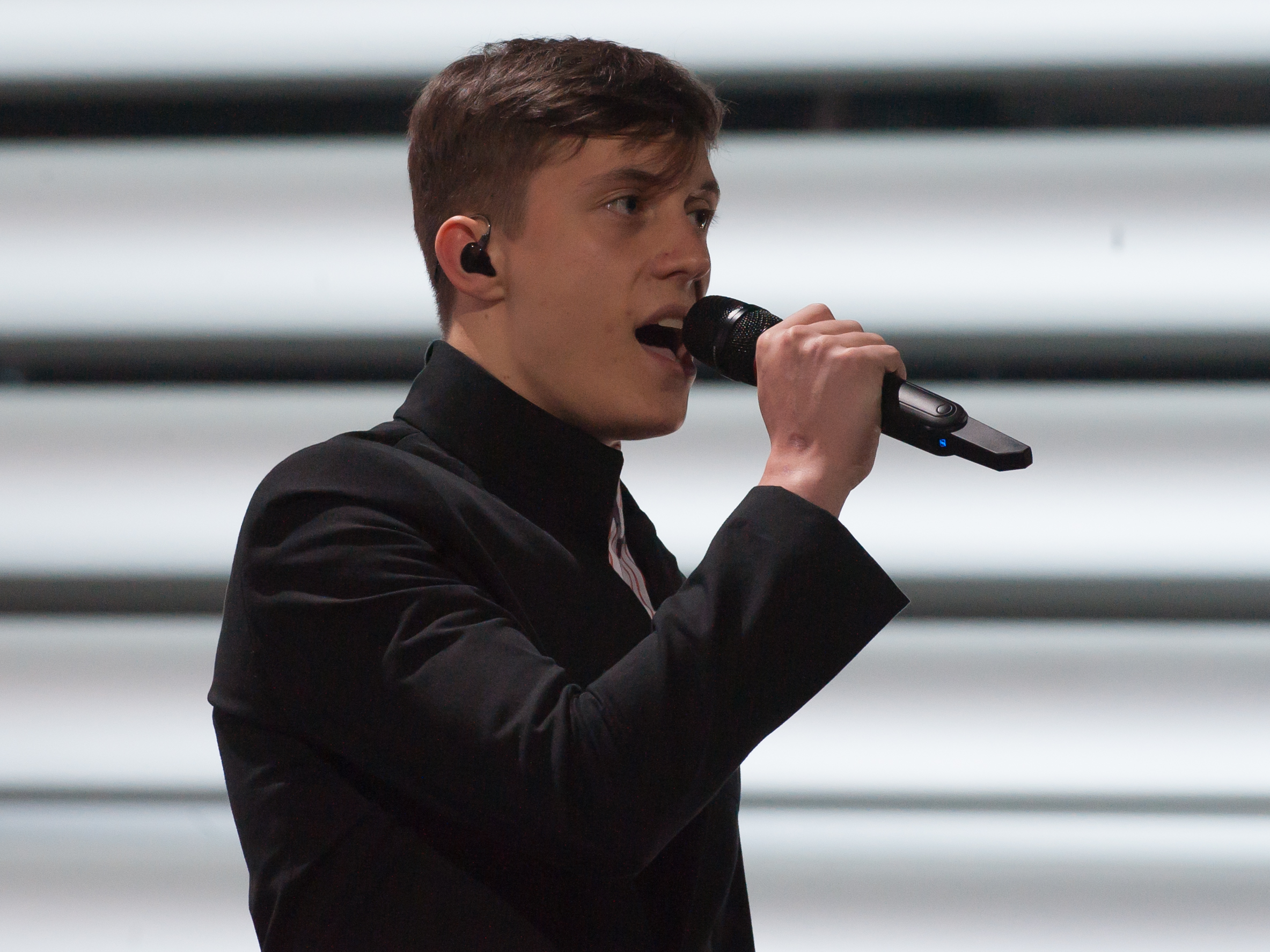
Loïc Nottet

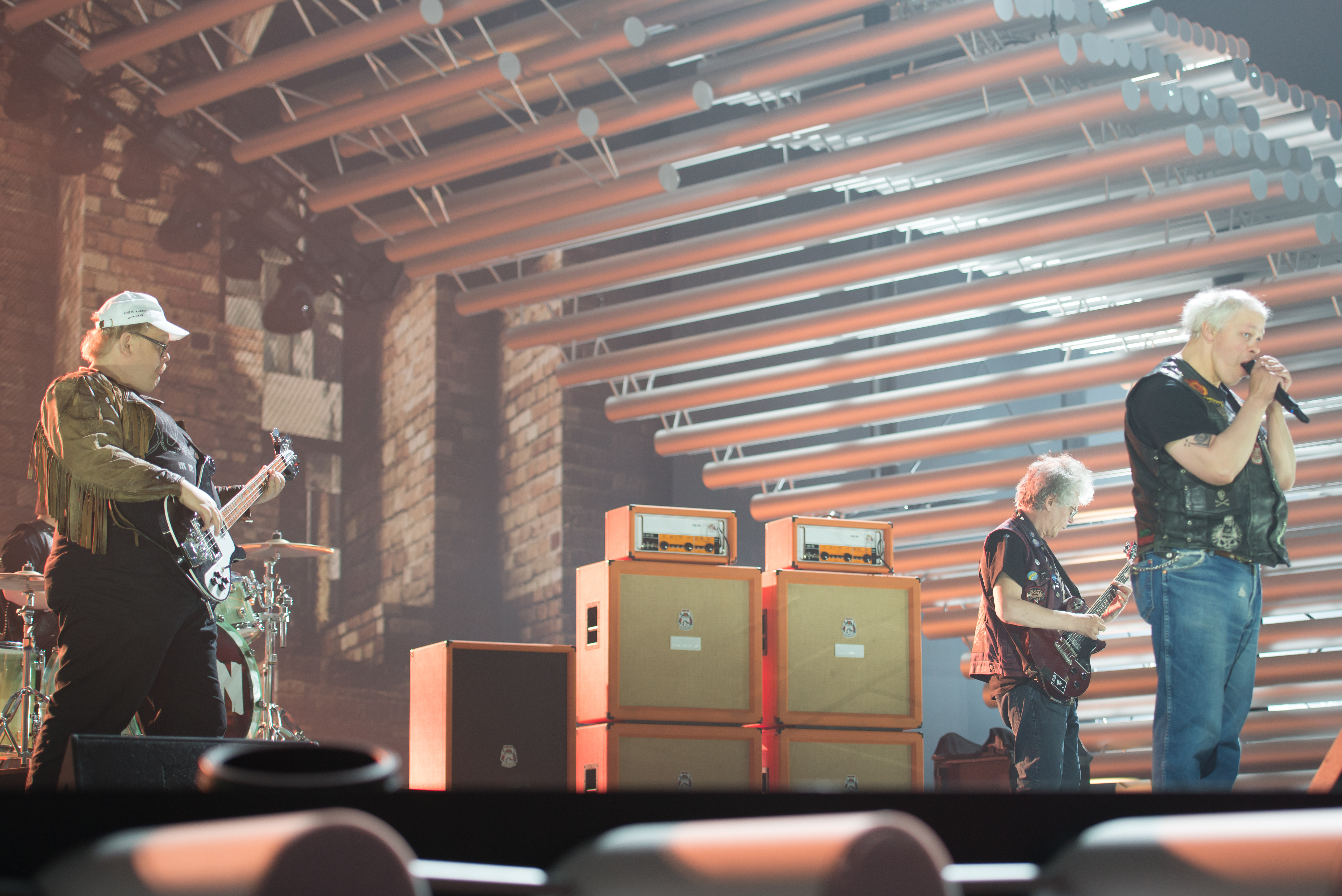
Pertti Kurikan Nimipäivät

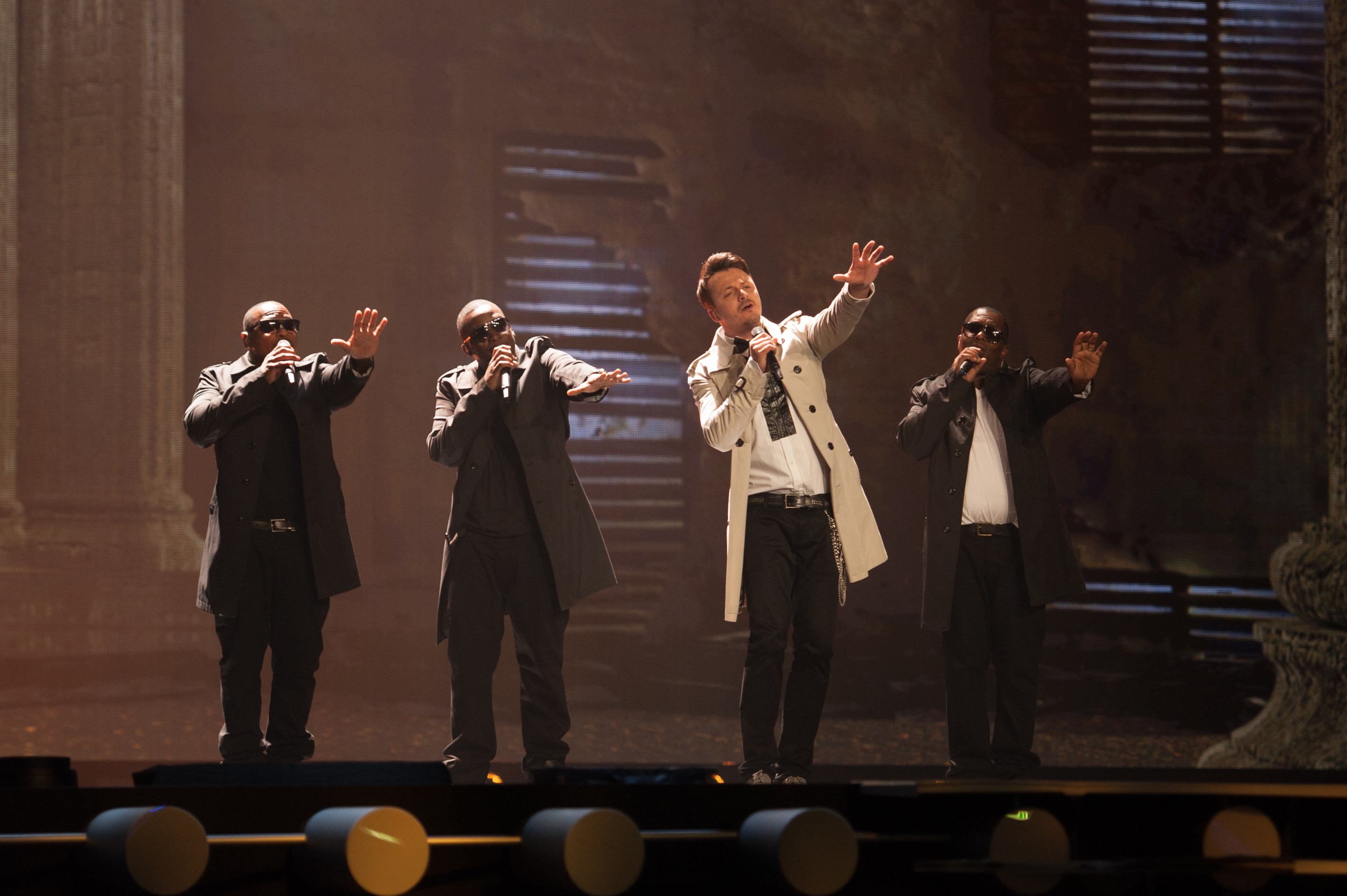
Daniel Kajmakoski

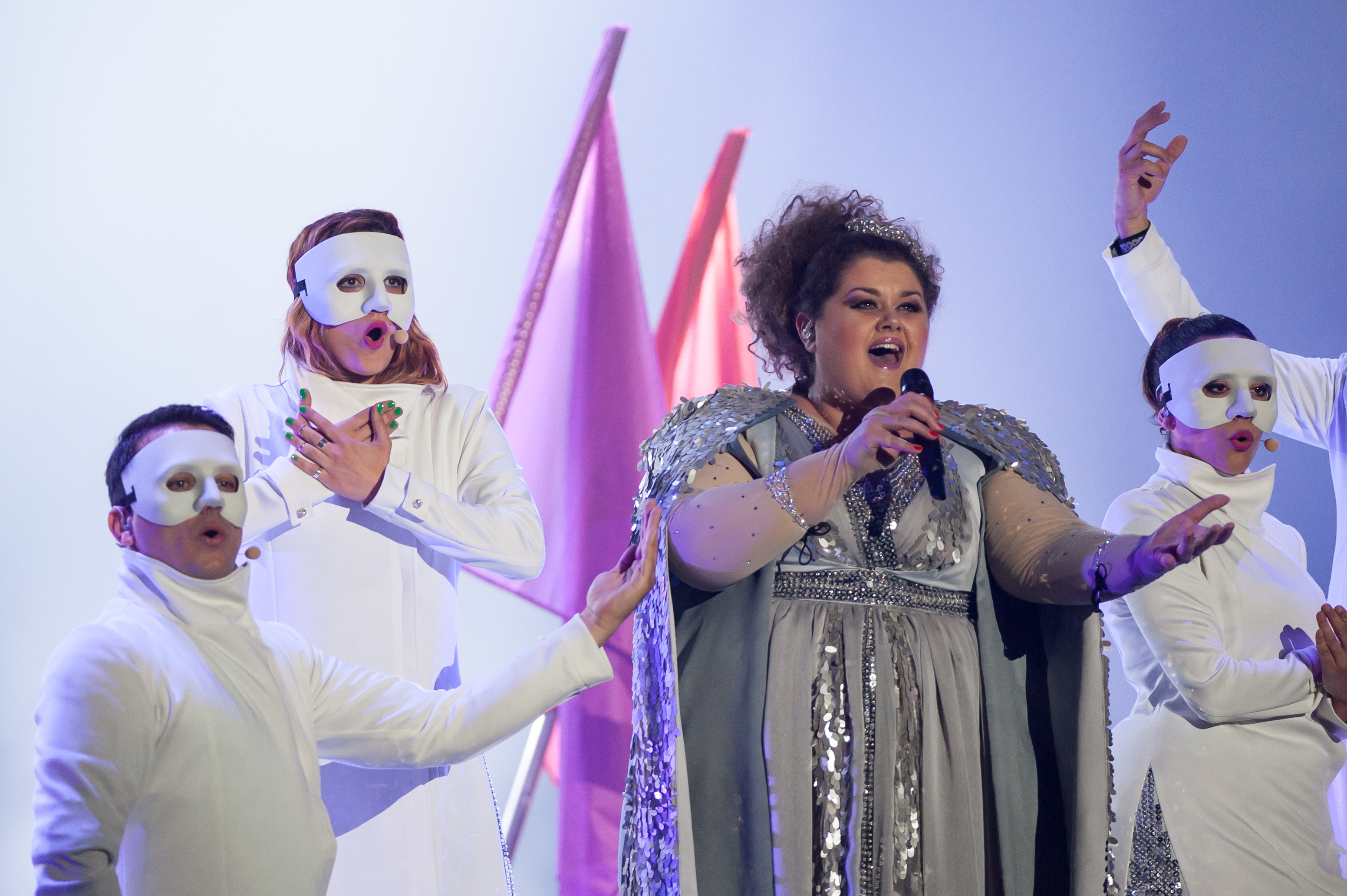
Bojana Stamenov

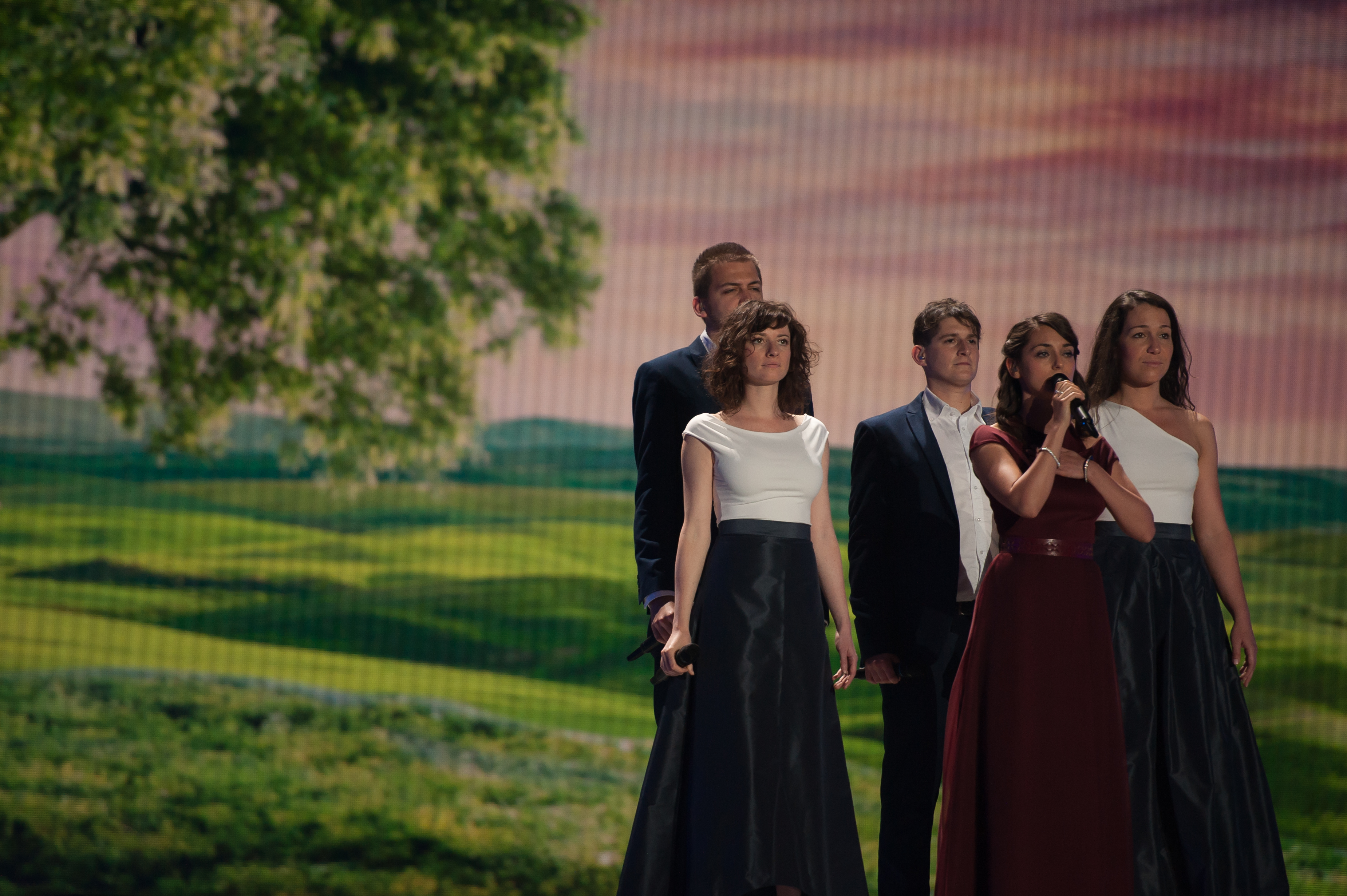
Boggie

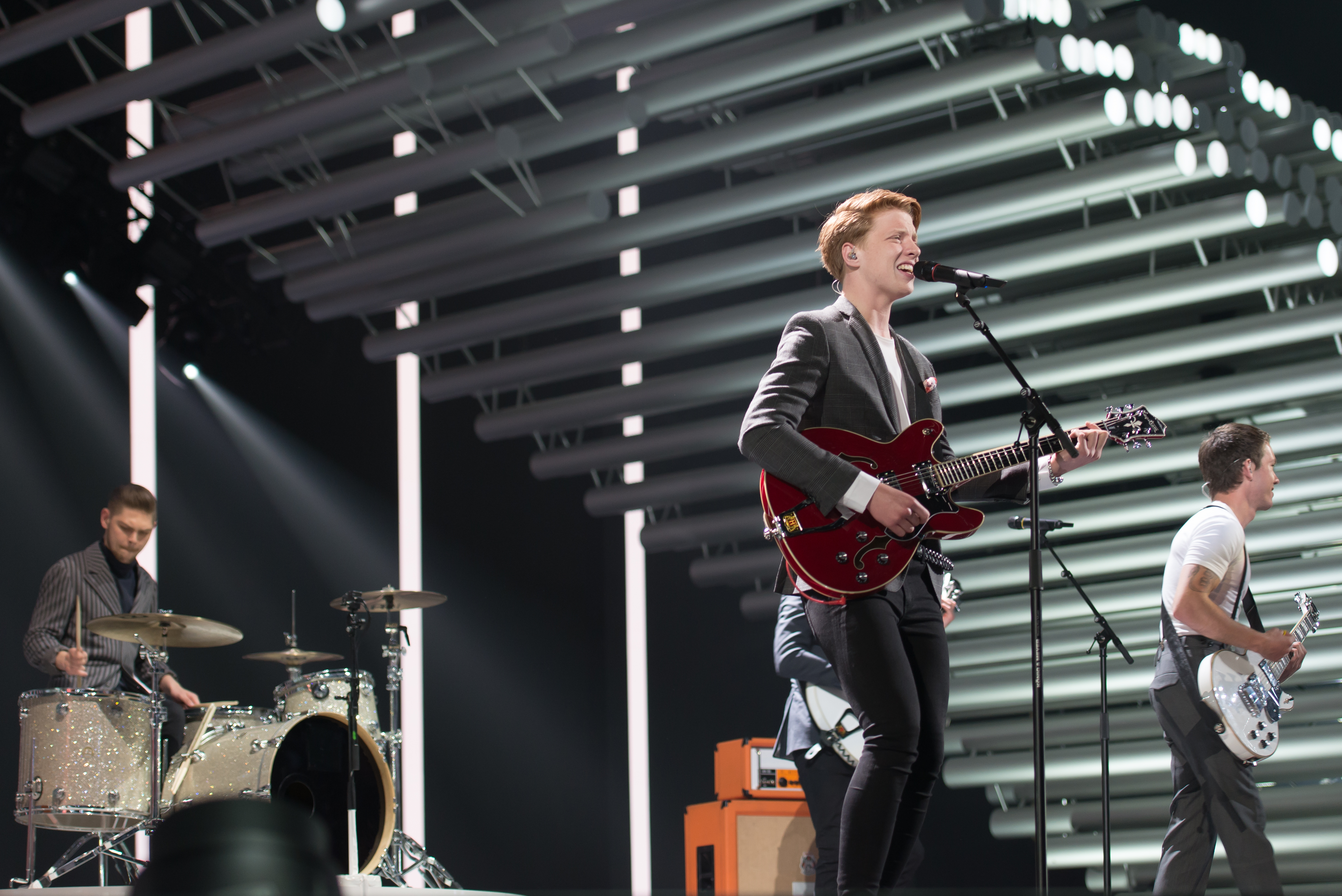
Anti Social Media

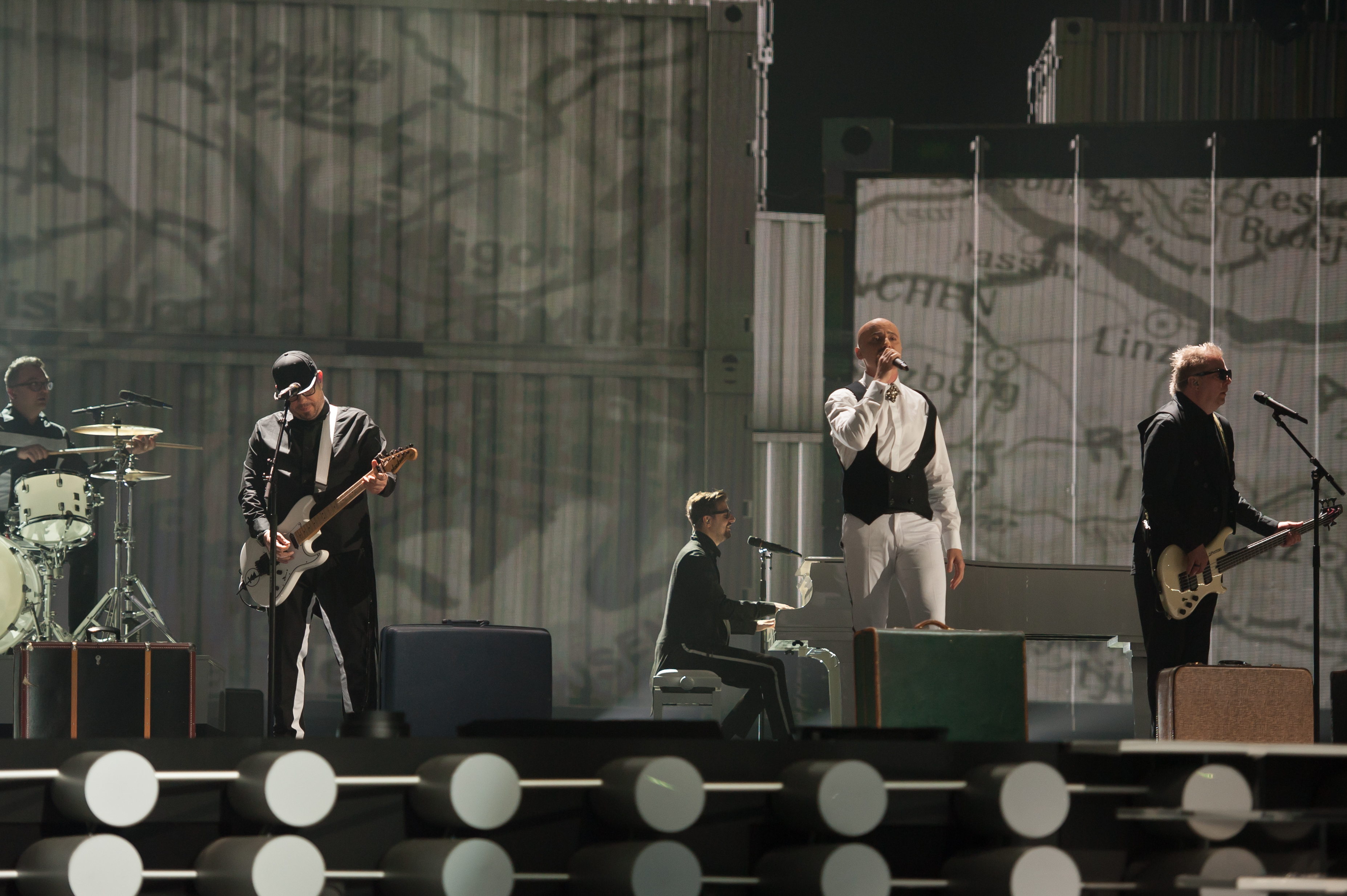
Voltaj

Az első elődöntőt május 19-én rendezték meg tizenhat ország részvételével. Az egyes országok által kiosztott pontok telefonos szavazás, illetve szakmai zsűrik szavazatai alapján alakultak ki, mely alapján az első tíz helyezett jutott tovább a döntőbe. A részt vevő országokon kívül négy automatikusan döntős ország is szavazott az első elődöntőben, ők  Ausztria,  Franciaország és  Spanyolország, illetve  Ausztrália voltak.
| #  | Ország           | Előadó                    | Dal                  | Helyezés | Pontszám |
| -- | ---------------- | ------------------------- | -------------------- | -------- | -------- |
| 01 | Moldova          | Eduard Romanyuta          | I Want Your Love     | 11.      | 41       |
| 02 | Örményország     | Genealogy                 | Face the Shadow      | 7.       | 77       |
| 03 | Belgium          | Loïc Nottet               | Rhythm Inside        | 2.       | 149      |
| 04 | Hollandia        | Trijntje Oosterhuis       | Walk Along           | 14.      | 33       |
| 05 | Finnország       | Pertti Kurikan Nimipäivät | Aina mun pitää       | 16.      | 13       |
| 06 | Görögország      | Maria-Elena Kyriakou      | One Last Breath      | 6.       | 81       |
| 07 | Észtország       | Elina Born & Stig Rästa   | Goodbye to Yesterday | 3.       | 105      |
| 08 | Macedónia        | Daniel Kajmakoski         | Autumn Leaves        | 15.      | 28       |
| 09 | Szerbia          | Bojana Stamenov           | Beauty Never Lies    | 9.       | 63       |
| 10 | Magyarország     | Boggie                    | Wars for Nothing     | 8.       | 67       |
| 11 | Fehéroroszország | Uzari & Maimuna           | Time                 | 12.      | 39       |
| 12 | Oroszország      | Polina Gagarina           | A Million Voices     | 1.       | 182      |
| 13 | Dánia            | Anti Social Media         | The Way You Are      | 13.      | 33       |
| 14 | Albánia          | Elhaida Dani              | I’m Alive            | 10.      | 62       |
| 15 | Románia          | Voltaj                    | De la capăt          | 5.       | 89       |
| 16 | Grúzia           | Nina Sublatti             | Warrior              | 4.       | 98       |

### Ponttáblázat
| Ország           | Össz. | Szavazók | Szavazók     | Szavazók | Szavazók  | Szavazók   | Szavazók    | Szavazók   | Szavazók  | Szavazók | Szavazók     | Szavazók         | Szavazók    | Szavazók | Szavazók | Szavazók | Szavazók | Szavazók   | Szavazók | Szavazók      | Szavazók      |
| Ország           | Össz. | Moldova  | Örményország | Belgium  | Hollandia | Finnország | Görögország | Észtország | Macedónia | Szerbia  | Magyarország | Fehéroroszország | Oroszország | Dánia    | Albánia  | Románia  | Grúzia   | Ausztrália | Ausztria | Franciaország | Spanyolország |
| ---------------- | ----- | -------- | ------------ | -------- | --------- | ---------- | ----------- | ---------- | --------- | -------- | ------------ | ---------------- | ----------- | -------- | -------- | -------- | -------- | ---------- | -------- | ------------- | ------------- |
| Moldova          | 41    |          | 6            |          |           |            |             |            | 5         | 5        |              | 5                |             |          | 2        | 8        | 10       |            |          |               |               |
| Örményország     | 77    | 4        |              | 12       | 5         |            | 7           |            | 7         |          |              | 7                | 12          |          | 5        | 1        | 8        |            |          | 5             | 4             |
| Belgium          | 149   | 5        | 1            |          | 12        | 12         | 6           | 10         | 6         | 7        | 10           | 6                | 8           | 12       | 6        | 7        | 5        | 8          | 6        | 12            | 10            |
| Hollandia        | 33    |          |              | 6        |           | 3          |             | 5          | 1         |          |              |                  |             | 7        | 1        |          | 2        |            |          | 2             | 3             |
| Finnország       | 13    |          |              |          |           |            |             | 4          |           | 4        | 2            | 1                |             | 2        |          | 3        |          |            |          |               |               |
| Görögország      | 81    | 3        | 8            | 3        | 6         | 2          |             | 1          | 4         | 6        | 3            | 3                | 5           |          | 12       | 6        | 4        | 6          | 4        | 4             | 2             |
| Észtország       | 105   | 2        | 4            | 5        | 8         | 8          | 4           |            | 2         | 2        | 8            | 8                | 10          | 8        |          | 2        | 3        | 5          | 10       | 3             | 12            |
| Macedónia        | 28    | 1        |              |          |           |            |             | 2          |           | 12       |              |                  |             |          | 10       |          |          | 3          |          |               |               |
| Szerbia          | 63    |          | 5            |          | 7         | 4          | 2           |            | 12        |          | 4            | 4                | 4           | 1        |          |          |          | 12         | 7        | 1             |               |
| Magyarország     | 67    |          |              | 4        | 4         | 7          |             | 12         |           | 8        |              |                  | 2           | 4        | 3        | 10       |          | 2          | 5        | 6             |               |
| Fehéroroszország | 39    | 8        | 7            |          |           |            | 3           |            |           |          |              |                  | 6           | 3        |          |          | 12       |            |          |               |               |
| Oroszország      | 182   | 7        | 10           | 8        | 10        | 10         | 12          | 8          | 8         | 10       | 12           | 12               |             | 10       | 7        | 12       | 7        | 10         | 12       | 10            | 7             |
| Dánia            | 33    |          | 2            | 1        | 3         | 1          | 1           | 7          |           |          | 7            |                  |             |          |          | 5        |          | 4          | 1        |               | 1             |
| Albánia          | 62    | 6        |              | 10       |           |            | 10          |            | 10        |          | 1            |                  | 3           |          |          |          | 6        |            | 3        | 7             | 6             |
| Románia          | 89    | 12       | 3            | 7        | 2         | 6          | 5           | 3          |           | 3        | 5            | 2                | 1           | 6        | 8        |          | 1        | 1          | 8        | 8             | 8             |
| Grúzia           | 98    | 10       | 12           | 3        | 1         | 5          | 8           | 6          | 3         | 1        | 6            | 10               | 7           | 5        | 4        | 4        |          | 7          | 2        |               | 5             |

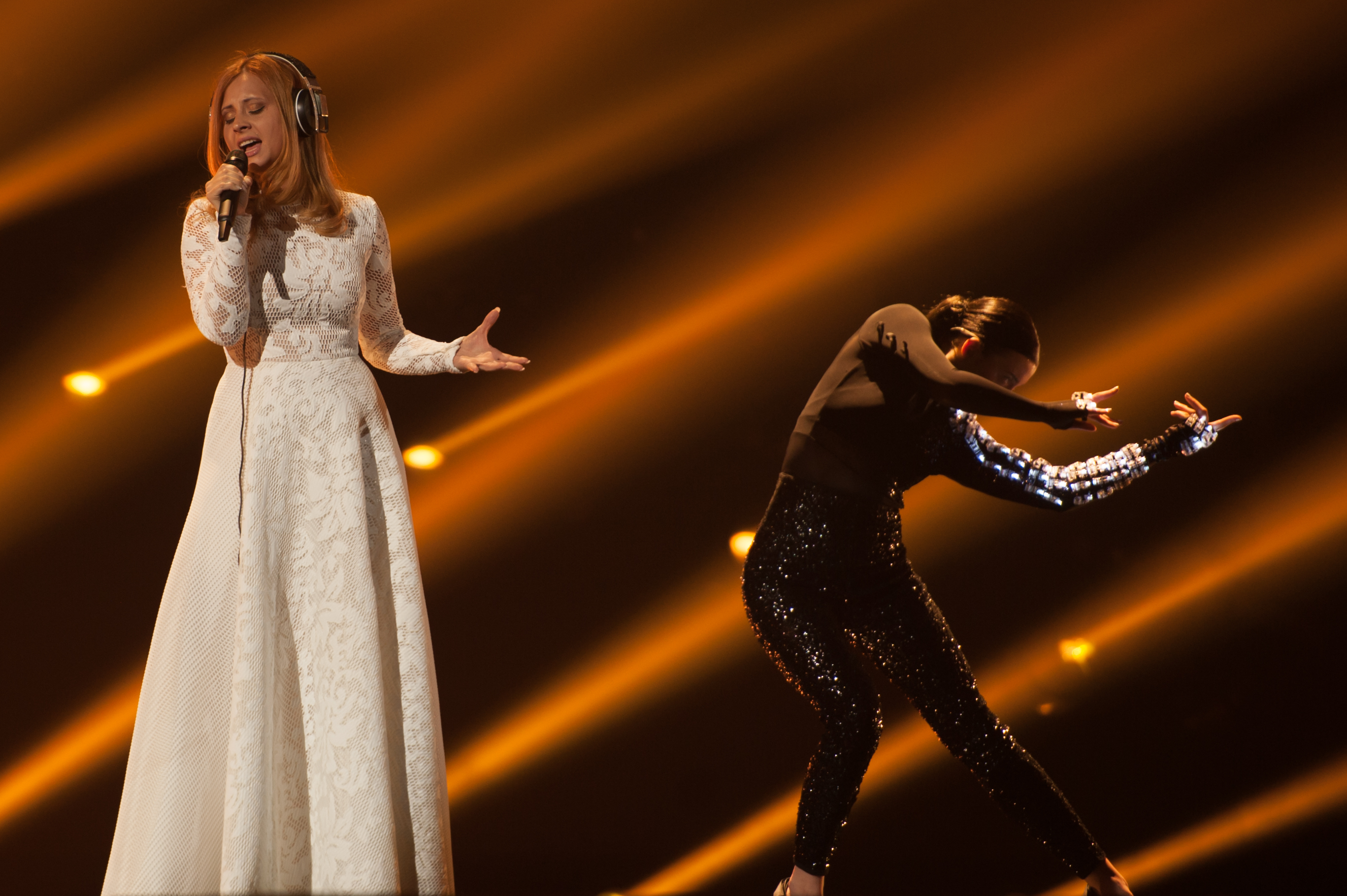
Maraaya

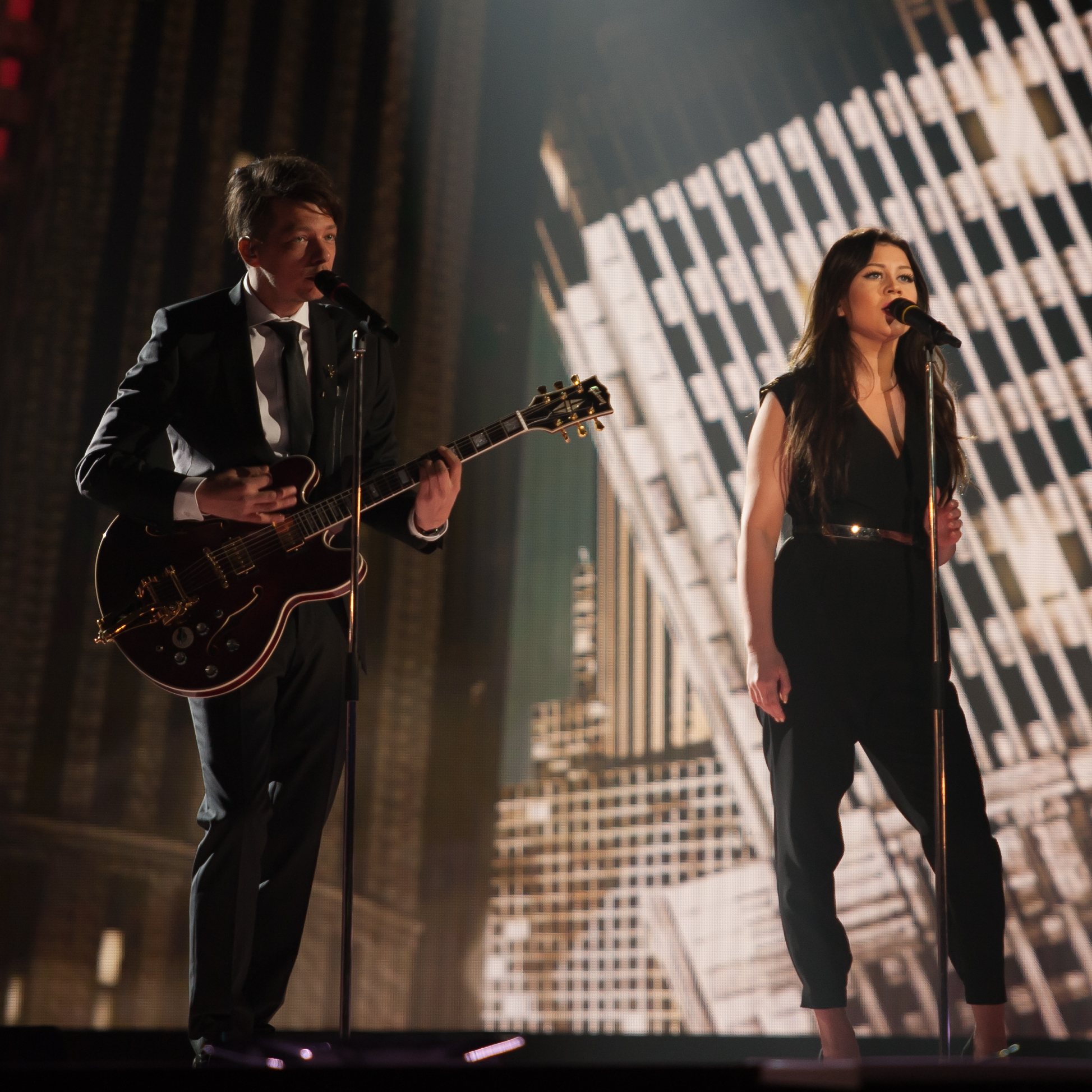
Stig Rästa és Elina Born

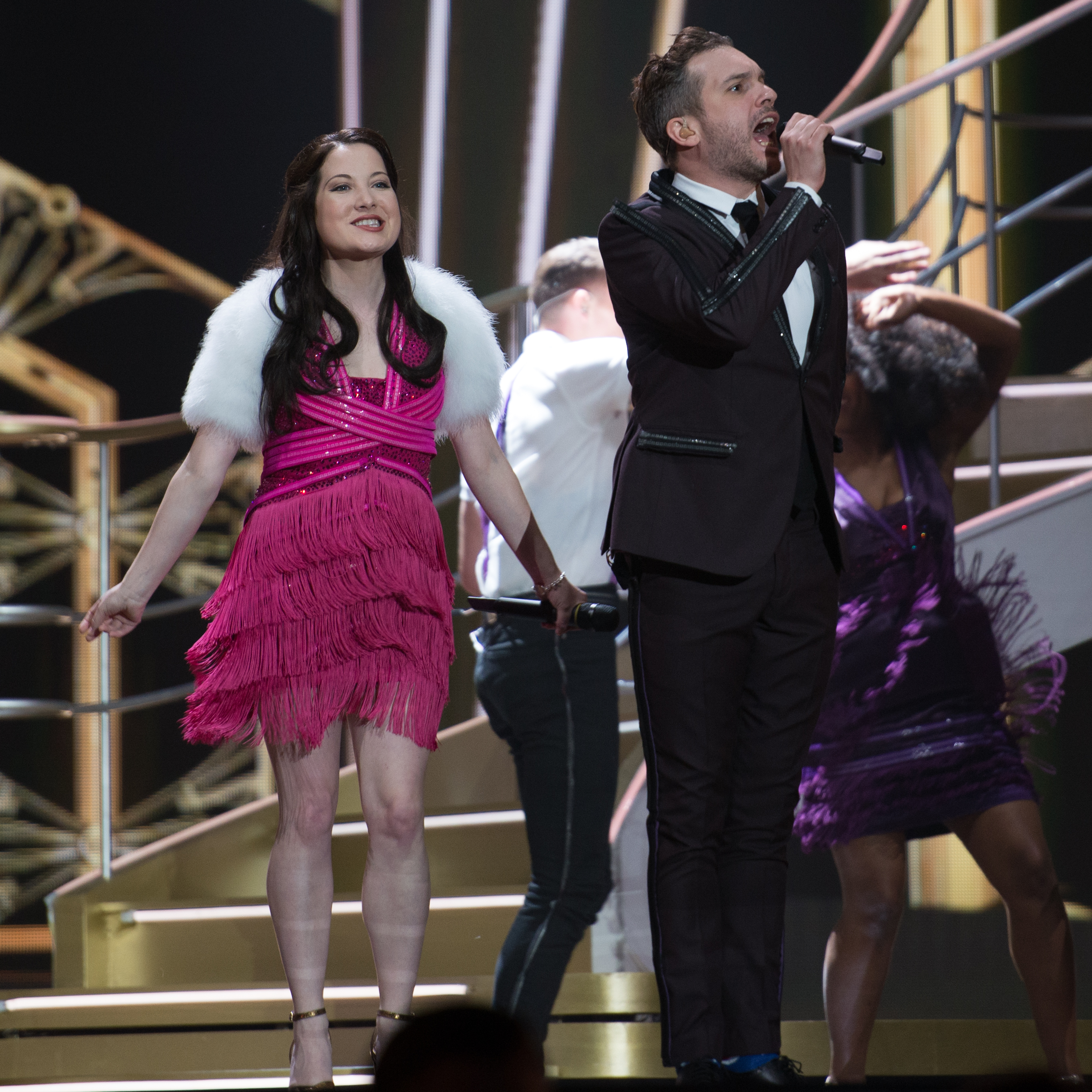
Electro Velvet

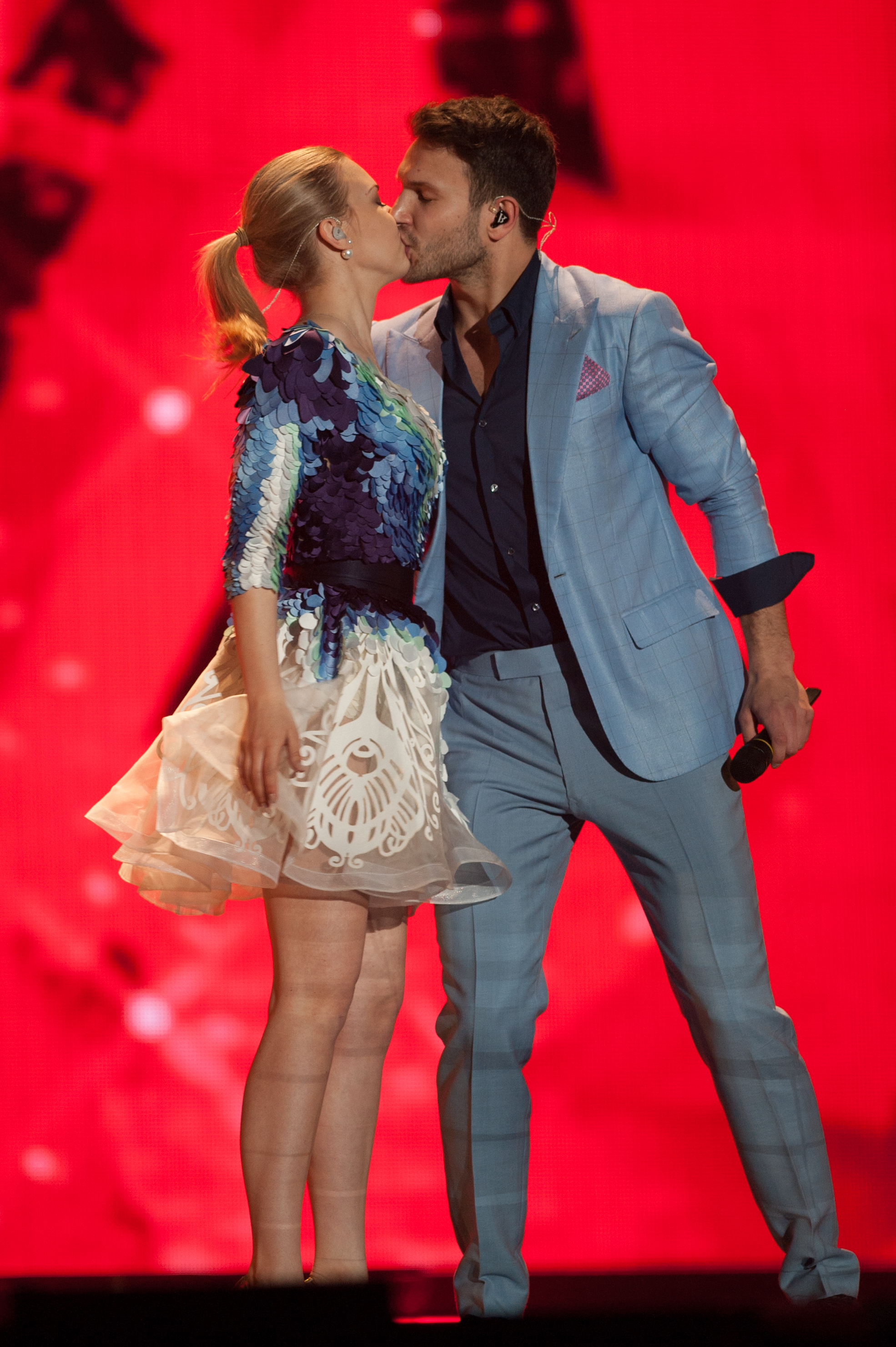
Monika Linkytė és Vaidas Baumila

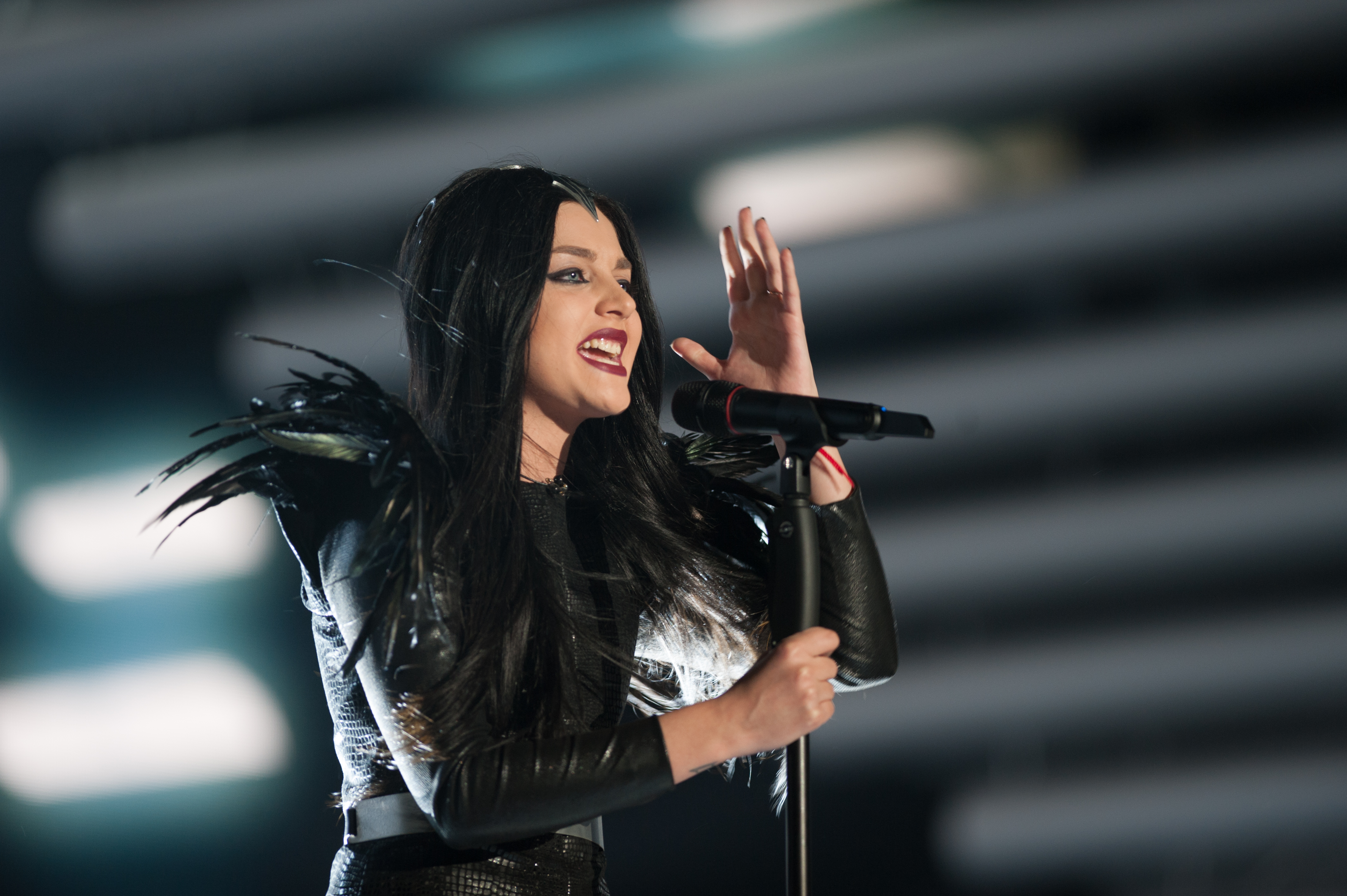
Nina Sublatti

A sorok és az oszlopok a fellépés sorrendjében vannak rendezve. Az utolsó négy oszlopban az itt szavazó automatikus döntősök találhatók meg.

### 12 pontos országok
Az alábbi országok kaptak 12 pontot az első elődöntőben:
| Darab | Jutalmazott ország | Szavazó ország                                                 |
| ----- | ------------------ | -------------------------------------------------------------- |
| 5     | Oroszország        | Ausztria, Fehéroroszország, Görögország, Magyarország, Románia |
| 4     | Belgium            | Dánia, Finnország, Franciaország, Hollandia                    |
| 2     | Örményország       | Belgium, Oroszország                                           |
| 2     | Szerbia            | Ausztrália, Macedónia                                          |
| 1     | Fehéroroszország   | Grúzia                                                         |
| 1     | Macedónia          | Szerbia                                                        |
| 1     | Észtország         | Spanyolország                                                  |
| 1     | Grúzia             | Örményország                                                   |
| 1     | Görögország        | Albánia                                                        |
| 1     | Magyarország       | Észtország                                                     |
| 1     | Románia            | Moldova                                                        |

### Zsűri és nézői szavazás külön
| Helyezés | Zsűri szavazatok | Zsűri szavazatok | Nézői szavazatok | Nézői szavazatok |
| Helyezés | Ország           | Pontszám         | Ország           | Pontszám         |
| -------- | ---------------- | ---------------- | ---------------- | ---------------- |
| 1.       | Oroszország      | 167              | Oroszország      | 151              |
| 2.       | Belgium          | 151              | Észtország       | 136              |
| 3.       | Görögország      | 99               | Belgium          | 124              |
| 4.       | Grúzia           | 95               | Grúzia           | 97               |
| 5.       | Hollandia        | 70               | Románia          | 96               |
| 6.       | Magyarország     | 70               | Örményország     | 90               |
| 7.       | Románia          | 67               | Szerbia          | 86               |
| 8.       | Fehéroroszország | 66               | Albánia          | 66               |
| 9.       | Észtország       | 66               | Görögország      | 61               |
| 10.      | Albánia          | 61               | Finnország       | 55               |
| 11.      | Dánia            | 58               | Magyarország     | 50               |
| 12.      | Örményország     | 54               | Moldova          | 48               |
| 13.      | Szerbia          | 47               | Fehéroroszország | 32               |
| 14.      | Moldova          | 46               | Dánia            | 23               |
| 15.      | Macedónia        | 42               | Hollandia        | 23               |
| 16.      | Finnország       | 1                | Macedónia        | 22               |

### Magyarország zsűri és nézői szavazás eredményei
Magyarország pontjait az első elődöntőben 50%-ban a zsűri szavazatai, 50%-ban pedig a telefonos szavazók szavazatai tették ki. Magyarország területéről a telefonos és SMS szavazás telefonszáma 06–91–636–136 volt. A hívás és SMS díja bruttó 195 Ft volt.
| Első elődöntő – Magyarország eredményei | Első elődöntő – Magyarország eredményei | Első elődöntő – Magyarország eredményei | Első elődöntő – Magyarország eredményei | Első elődöntő – Magyarország eredményei | Első elődöntő – Magyarország eredményei | Első elődöntő – Magyarország eredményei | Első elődöntő – Magyarország eredményei | Első elődöntő – Magyarország eredményei | Első elődöntő – Magyarország eredményei |
| Ország                                  | Pierrot                                 | Milkovics M.                            | Odett                                   | Hrutka R.                               | Fábián J.                               | Átlag zsűri helyezés                    | Televoting helyezés                     | Összesített helyezés                    | Kiosztott pontok                        |
| --------------------------------------- | --------------------------------------- | --------------------------------------- | --------------------------------------- | --------------------------------------- | --------------------------------------- | --------------------------------------- | --------------------------------------- | --------------------------------------- | --------------------------------------- |
| Moldova                                 | 9.                                      | 15.                                     | 14.                                     | 7.                                      | 14.                                     | 13.                                     | 11.                                     | 14.                                     |                                         |
| Örményország                            | 11.                                     | 14.                                     | 13.                                     | 14.                                     | 9.                                      | 14.                                     | 9.                                      | 12.                                     |                                         |
| Belgium                                 | 7.                                      | 2.                                      | 1.                                      | 2.                                      | 4.                                      | 1.                                      | 5.                                      | 2.                                      | 10                                      |
| Hollandia                               | 6.                                      | 9.                                      | 12.                                     | 13.                                     | 1.                                      | 7.                                      | 14.                                     | 11.                                     |                                         |
| Finnország                              | 14.                                     | 5.                                      | 4.                                      | 15.                                     | 10.                                     | 12.                                     | 4.                                      | 9.                                      | 2                                       |
| Görögország                             | 2.                                      | 6.                                      | 8.                                      | 10.                                     | 2.                                      | 5.                                      | 10.                                     | 8.                                      | 3                                       |
| Észtország                              | 4.                                      | 7.                                      | 2.                                      | 3.                                      | 13.                                     | 6.                                      | 1.                                      | 3.                                      | 8                                       |
| Macedónia                               | 8.                                      | 13.                                     | 15.                                     | 13.                                     | 15.                                     | 15                                      | 15.                                     | 15.                                     |                                         |
| Szerbia                                 | 12.                                     | 10.                                     | 3.                                      | 9.                                      | 12.                                     | 8.                                      | 6.                                      | 7.                                      | 4                                       |
| Magyarország                            | Nem lehet saját országra szavazni       | Nem lehet saját országra szavazni       | Nem lehet saját országra szavazni       | Nem lehet saját országra szavazni       | Nem lehet saját országra szavazni       | Nem lehet saját országra szavazni       | Nem lehet saját országra szavazni       | Nem lehet saját országra szavazni       | Nem lehet saját országra szavazni       |
| Fehéroroszország                        | 10.                                     | 8.                                      | 11.                                     | 6.                                      | 11.                                     | 10.                                     | 13.                                     | 13.                                     |                                         |
| Oroszország                             | 5.                                      | 3.                                      | 10.                                     | 1.                                      | 8.                                      | 4.                                      | 2.                                      | 1.                                      | 12                                      |
| Dánia                                   | 1.                                      | 4.                                      | 7.                                      | 8.                                      | 6.                                      | 3.                                      | 7.                                      | 4.                                      | 7                                       |
| Albánia                                 | 15.                                     | 12.                                     | 9.                                      | 5.                                      | 5.                                      | 9.                                      | 12.                                     | 10.                                     | 1                                       |
| Románia                                 | 13.                                     | 11.                                     | 5.                                      | 11.                                     | 7.                                      | 11.                                     | 3.                                      | 6.                                      | 5                                       |
| Grúzia                                  | 3.                                      | 1.                                      | 6.                                      | 4.                                      | 3.                                      | 2.                                      | 8.                                      | 5.                                      | 6                                       |

## Második elődöntő

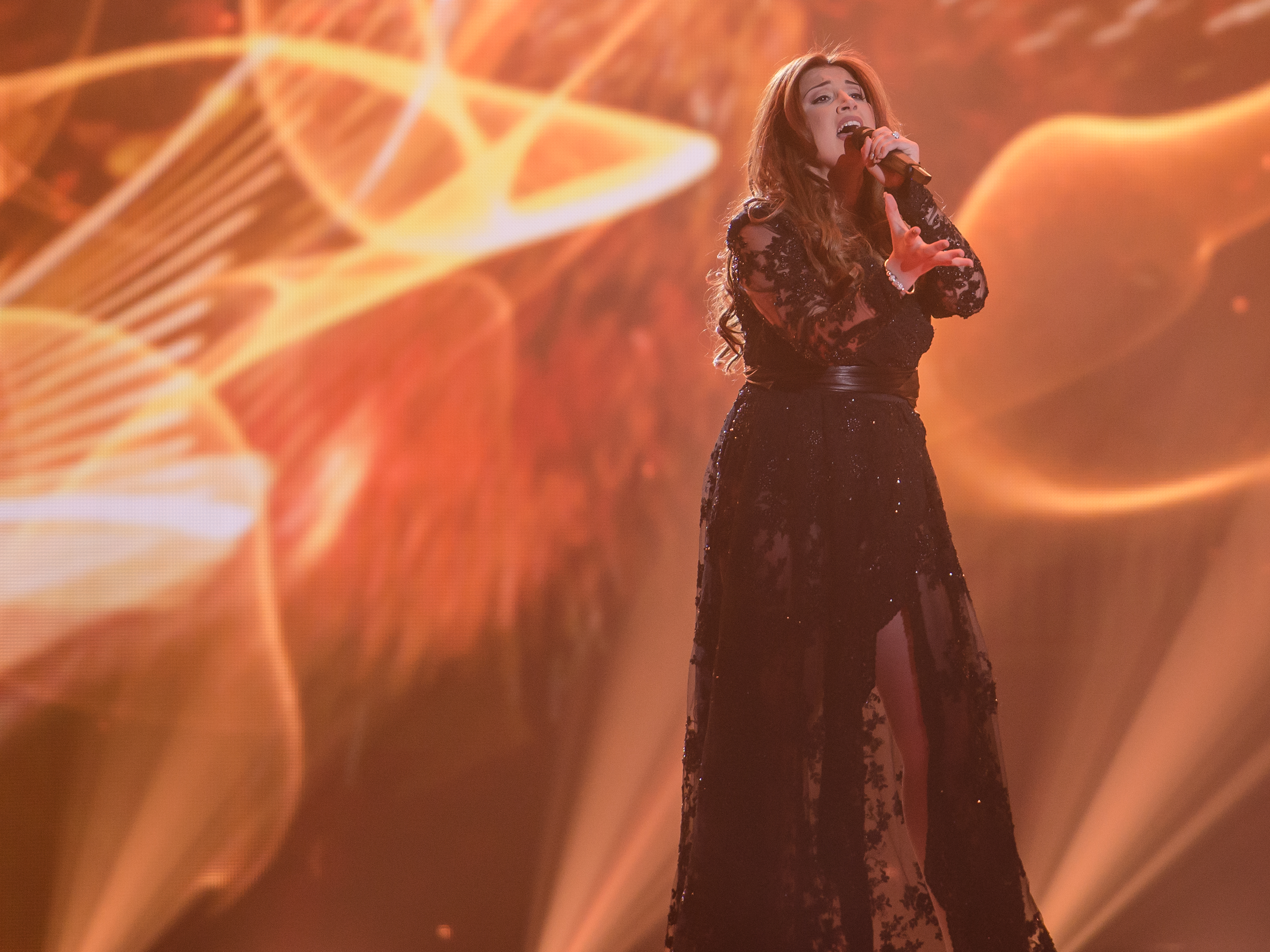
Amber

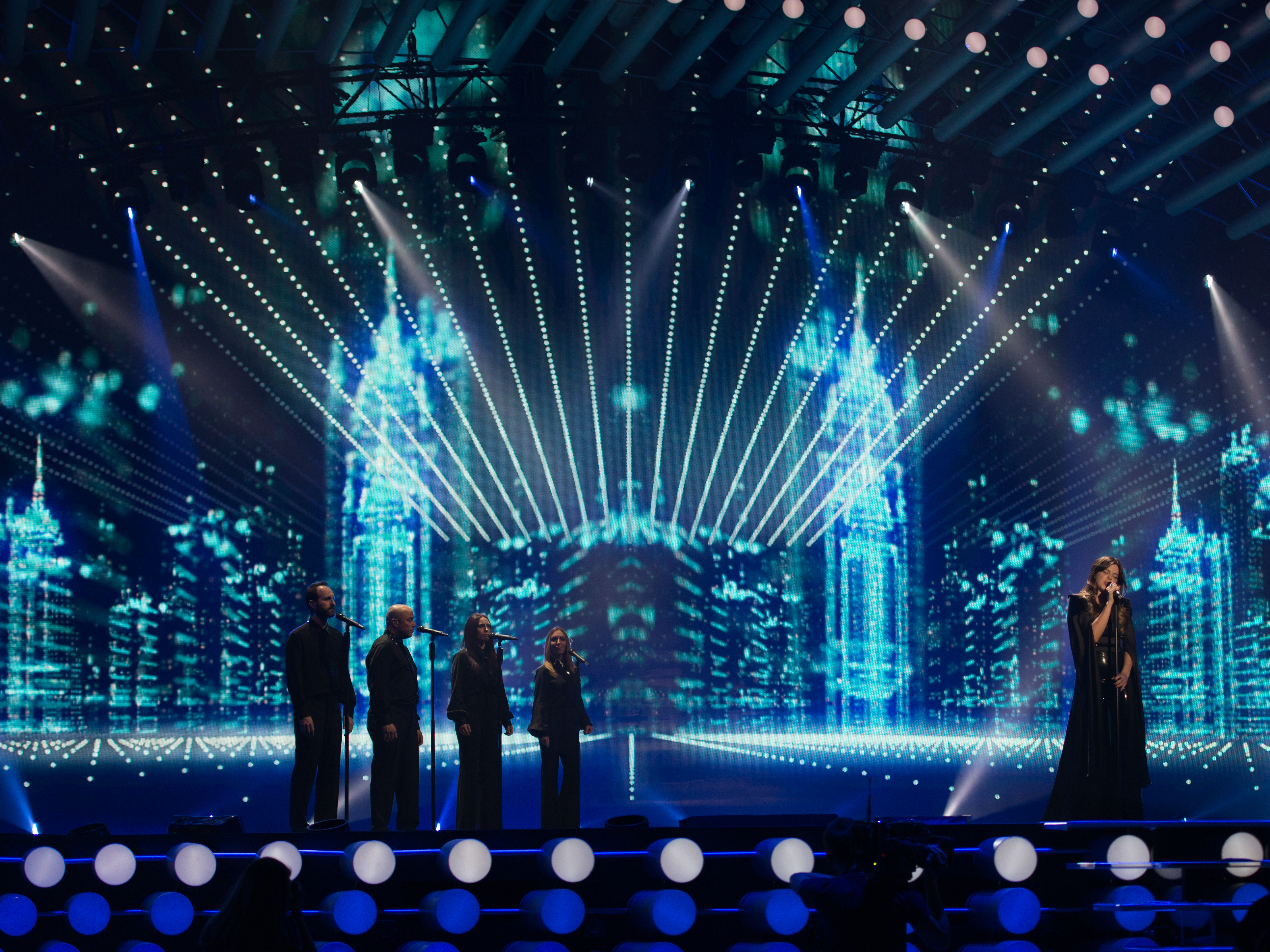
Leonor Andrade

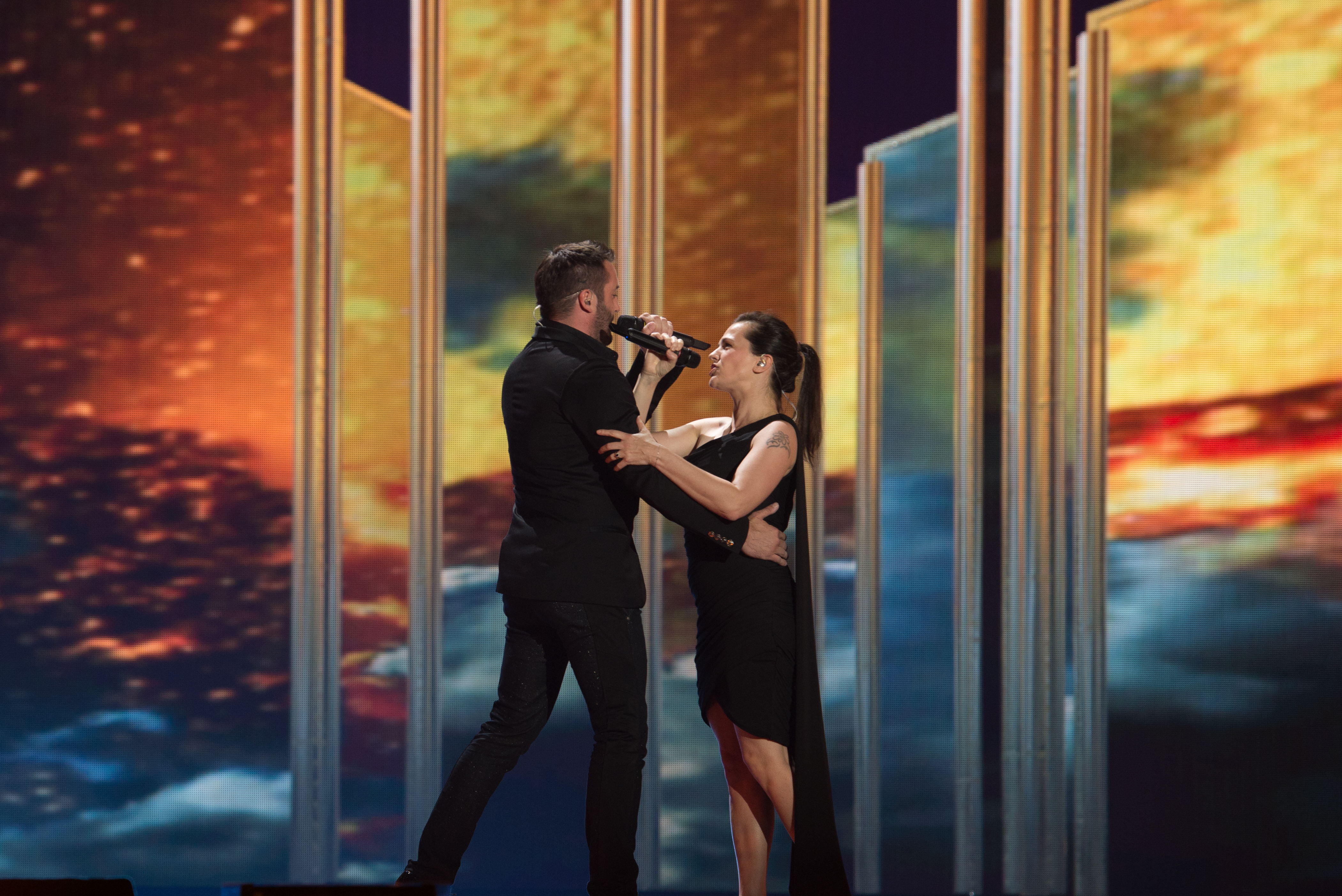
Marta Jandová és Václav Noid Bárta

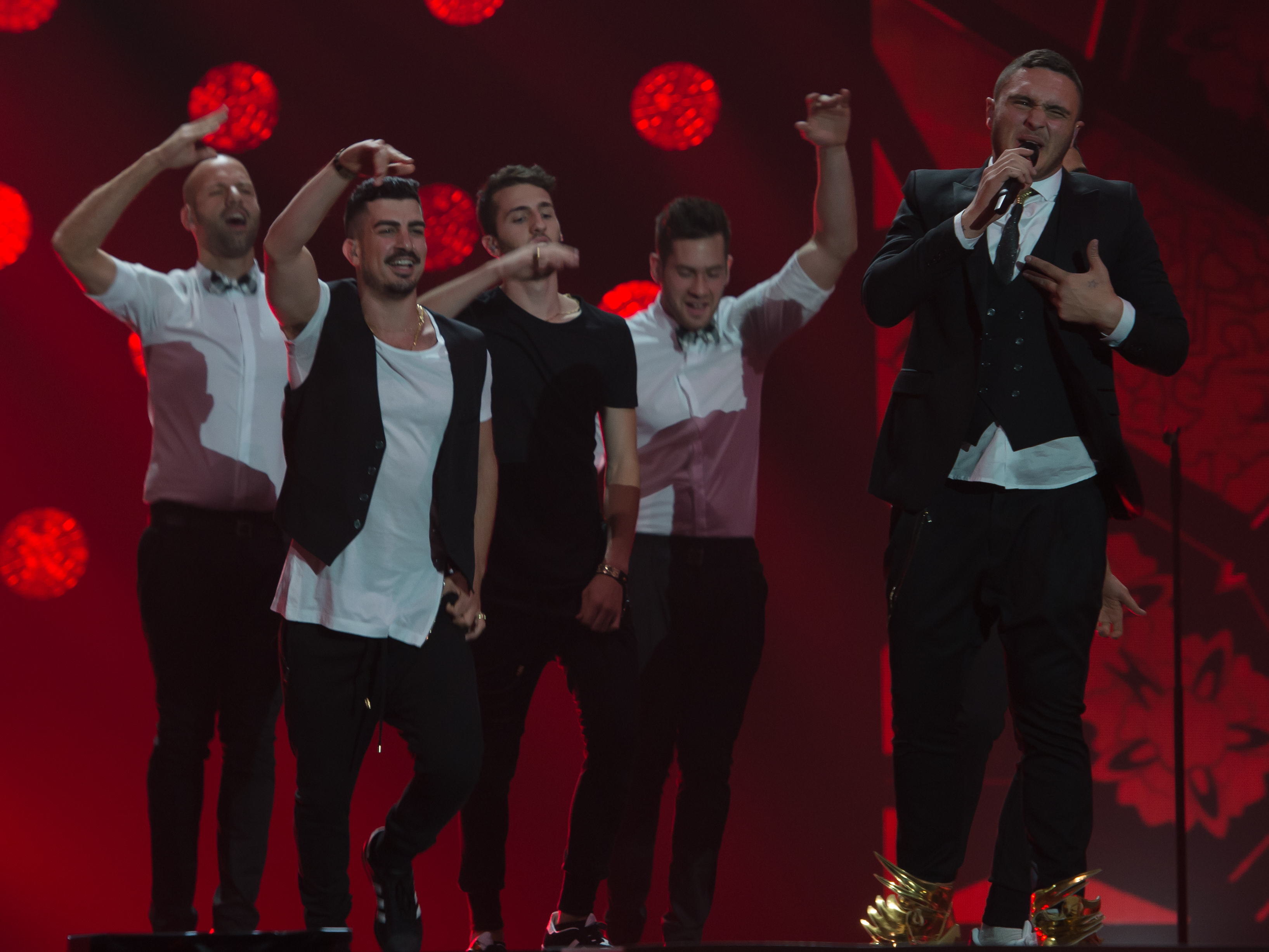
Nadav Guedj

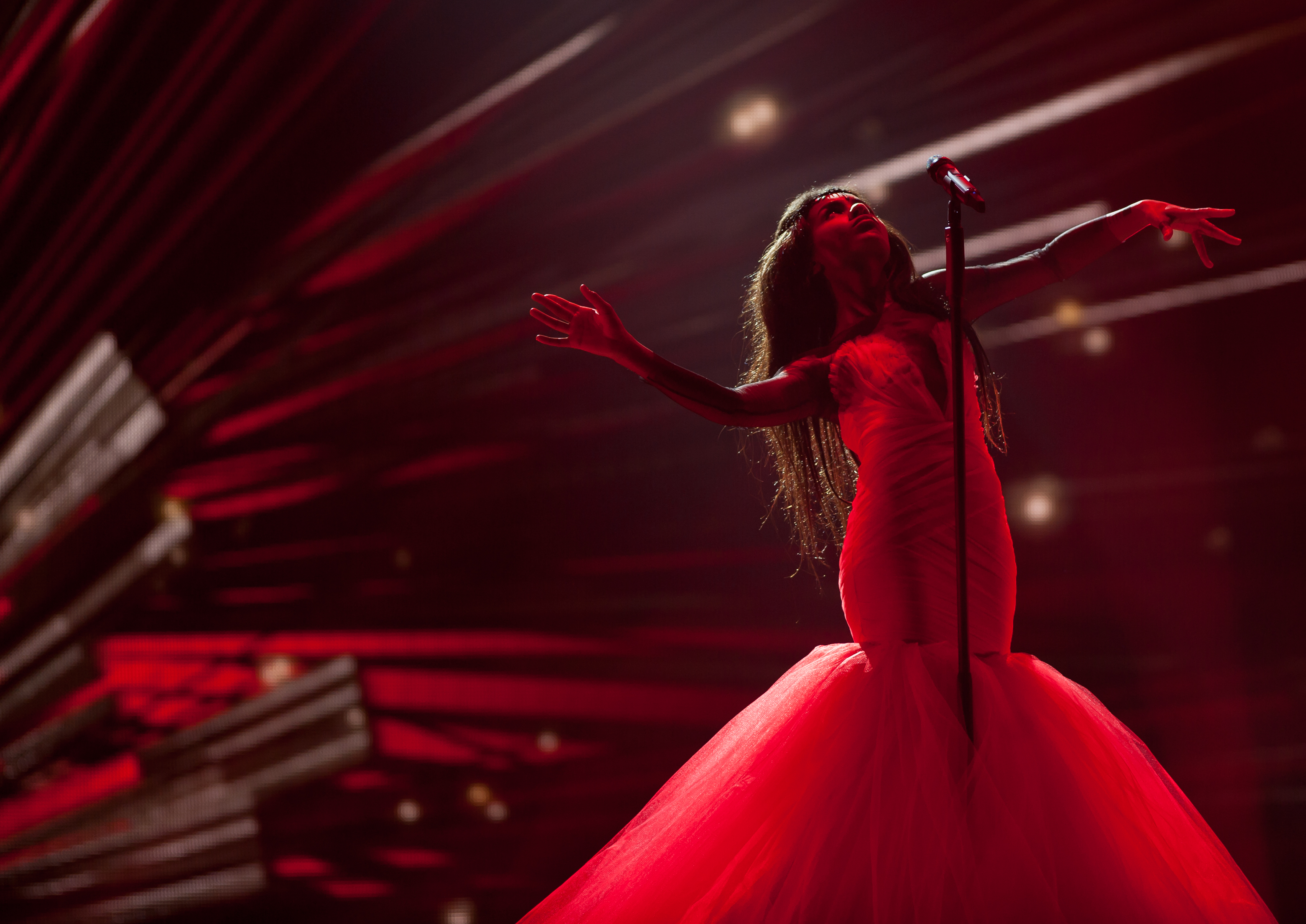
Aminata

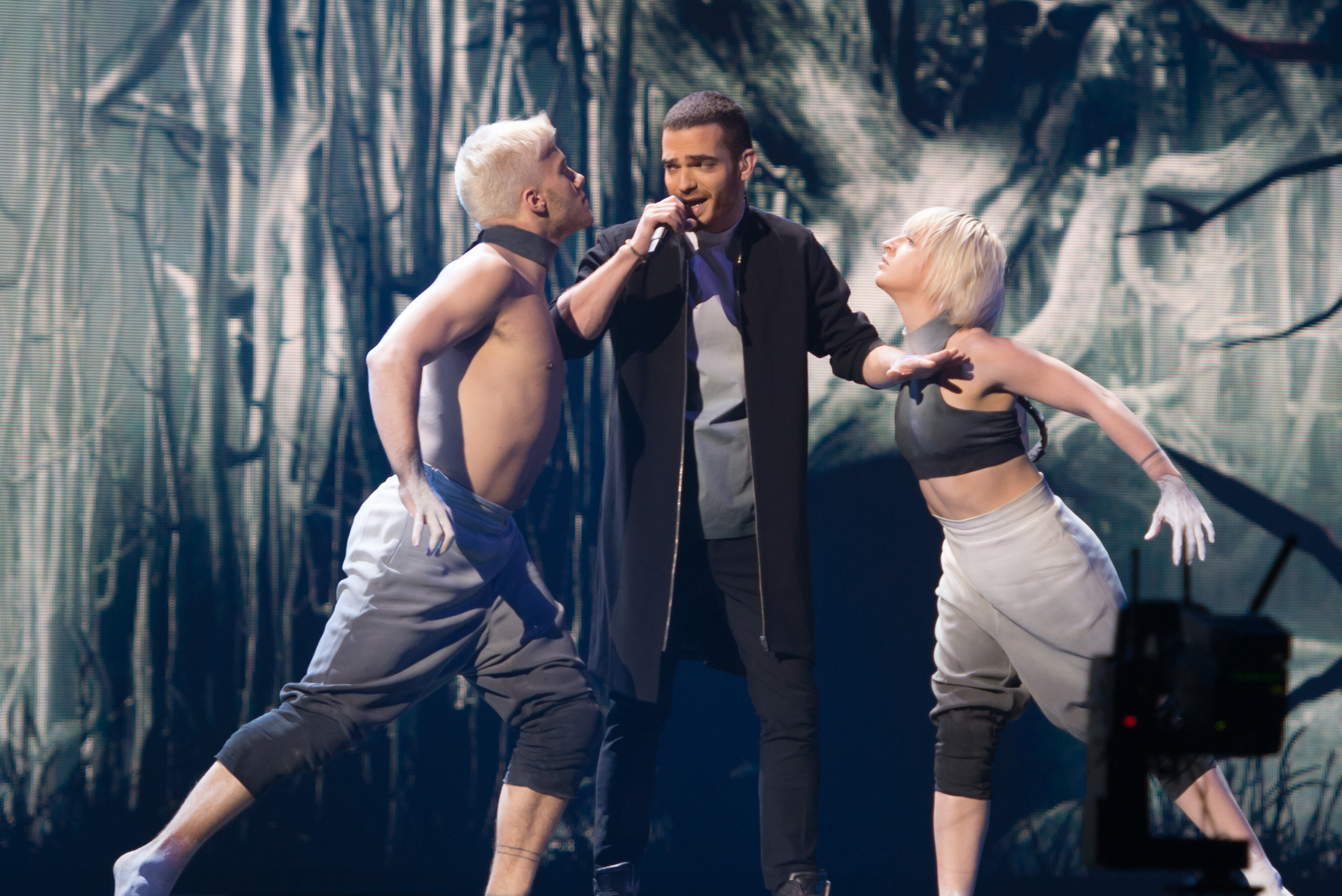
Elnur Huseynov

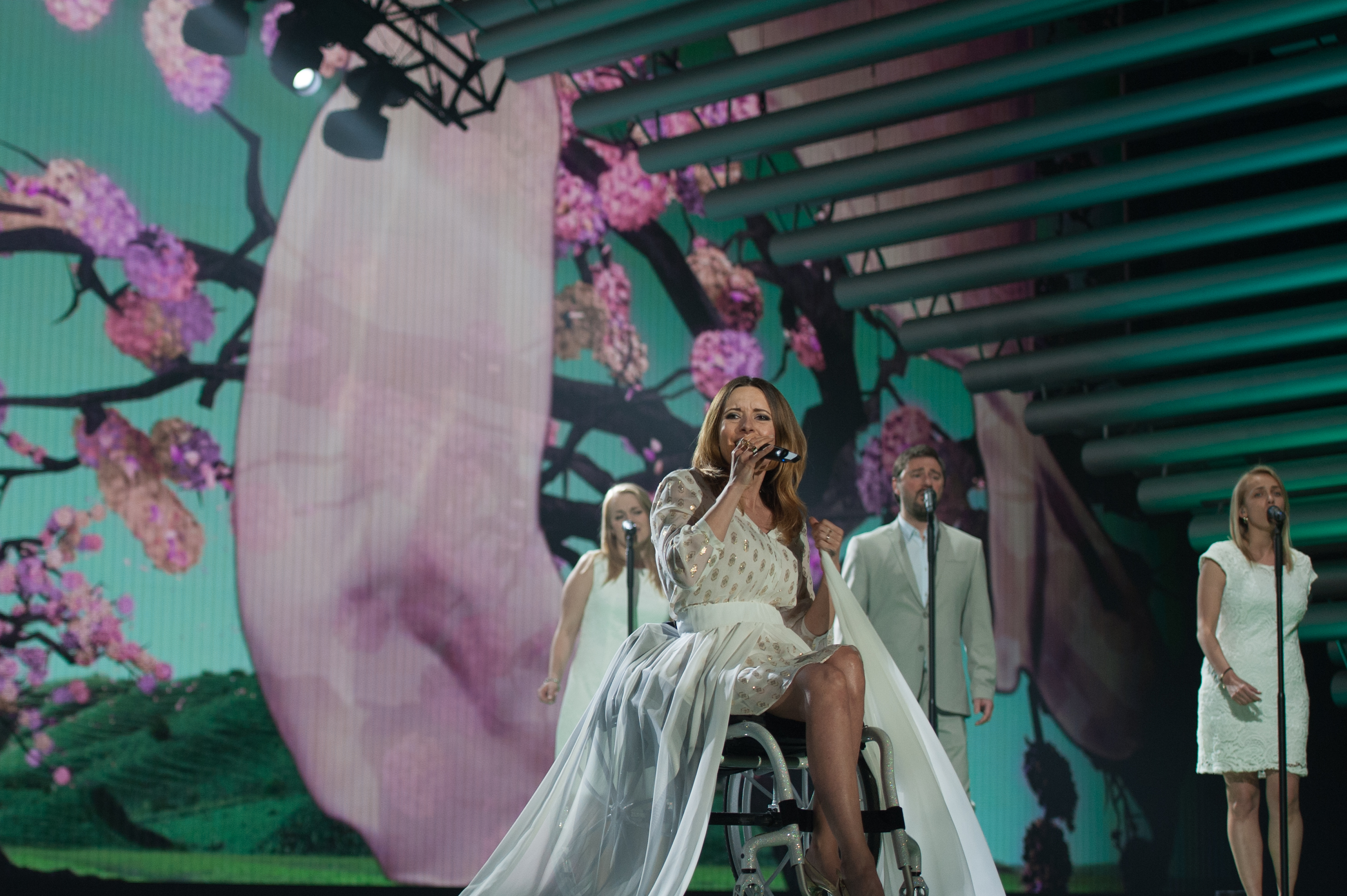
Monika Kuszyńska

A második elődöntőt május 21-én rendezték meg tizenhét ország részvételével. Az egyes országok által kiosztott pontok telefonos szavazás, illetve szakmai zsűrik szavazatai alapján alakultak ki, mely alapján az első tíz helyezett jutott tovább a döntőbe. A részt vevő országokon kívül négy automatikusan döntős ország is szavazott a második elődöntőben, ők az  Egyesült Királyság,  Németország és  Olaszország, illetve  Ausztrália voltak.
| #  | Ország        | Előadó                             | Dal                          | Helyezés | Pontszám |
| -- | ------------- | ---------------------------------- | ---------------------------- | -------- | -------- |
| 01 | Litvánia      | Monika Linkytė és Vaidas Baumila   | This Time                    | 7.       | 67       |
| 02 | Írország      | Molly Sterling                     | Playing with Numbers         | 12.      | 35       |
| 03 | San Marino    | Anita Simoncini & Michele Perniola | Chain of Lights              | 16.      | 11       |
| 04 | Montenegró    | Knez                               | Adio                         | 9.       | 57       |
| 05 | Málta         | Amber                              | Warrior                      | 11.      | 43       |
| 06 | Norvégia      | Mørland & Debrah Scarlett          | A Monster Like Me            | 4.       | 123      |
| 07 | Portugália    | Leonor Andrade                     | Há um mar que nos separa     | 14.      | 19       |
| 08 | Csehország    | Marta Jandová & Václav Noid Bárta  | Hope Never Dies              | 13.      | 33       |
| 09 | Izrael        | Nadav Guedj                        | Golden Boy                   | 3.       | 151      |
| 10 | Lettország    | Aminata                            | Love Injected                | 2.       | 155      |
| 11 | Azerbajdzsán  | Elnur Huseynov                     | Hour of the Wolf             | 10.      | 53       |
| 12 | Izland        | Maria Olafs                        | Unbroken                     | 15.      | 14       |
| 13 | Svédország    | Måns Zelmerlöw                     | Heroes                       | 1.       | 217      |
| 14 | Svájc         | Mélanie René                       | Time to Shine                | 17.      | 4        |
| 15 | Ciprus        | John Karayiannis                   | One Thing I Should Have Done | 6.       | 87       |
| 16 | Szlovénia     | Maraaya                            | Here for You                 | 5.       | 92       |
| 17 | Lengyelország | Monika Kuszyńska                   | In the Name of Love          | 8.       | 57       |

### Ponttáblázat
| Ország        | Össz. | Szavazók | Szavazók | Szavazók   | Szavazók   | Szavazók | Szavazók | Szavazók   | Szavazók   | Szavazók | Szavazók   | Szavazók     | Szavazók | Szavazók   | Szavazók | Szavazók | Szavazók  | Szavazók      | Szavazók   | Szavazók    | Szavazók    | Szavazók           |
| Ország        | Össz. | Litvánia | Írország | San Marino | Montenegró | Málta    | Norvégia | Portugália | Csehország | Izrael   | Lettország | Azerbajdzsán | Izland   | Svédország | Svájc    | Ciprus   | Szlovénia | Lengyelország | Ausztrália | Németország | Olaszország | Egyesült Királyság |
| ------------- | ----- | -------- | -------- | ---------- | ---------- | -------- | -------- | ---------- | ---------- | -------- | ---------- | ------------ | -------- | ---------- | -------- | -------- | --------- | ------------- | ---------- | ----------- | ----------- | ------------------ |
| Litvánia      | 67    |          | 7        | 3          |            | 4        | 10       |            | 1          | 4        | 10         | 7            | 4        |            | 3        | 7        |           |               | 4          |             |             | 3                  |
| Írország      | 35    | 2        |          | 5          | 2          |          |          |            | 5          |          | 4          | 2            |          | 3          |          | 1        | 1         |               |            | 2           |             | 8                  |
| San Marino    | 11    |          |          |            | 5          |          |          |            |            |          |            |              |          |            |          |          |           |               |            |             | 6           |                    |
| Montenegró    | 57    |          |          |            |            |          | 3        | 5          | 6          | 7        | 2          | 10           |          | 7          | 1        | 2        | 10        |               |            |             | 4           |                    |
| Málta         | 43    |          | 3        | 7          | 10         |          |          |            | 4          | 10       |            |              |          |            |          |          |           |               | 3          |             | 1           | 5                  |
| Norvégia      | 123   | 8        | 4        | 8          | 6          | 5        |          | 8          | 7          | 1        | 7          |              | 10       | 12         | 10       | 6        | 6         | 6             | 8          | 7           | 2           | 2                  |
| Portugália    | 19    |          |          |            | 4          |          |          |            |            |          |            | 3            |          |            | 6        |          | 4         |               |            | 1           |             | 1                  |
| Csehország    | 33    |          |          | 4          | 1          | 1        |          | 1          |            | 8        | 1          |              |          | 1          |          |          | 3         | 8             |            | 4           |             |                    |
| Izrael        | 151   | 4        | 8        | 6          | 3          | 10       | 8        | 10         | 2          |          | 3          | 8            | 8        | 10         | 7        | 10       | 5         | 10            | 7          | 8           | 12          | 12                 |
| Lettország    | 155   | 12       | 12       | 10         |            | 7        | 7        | 7          | 8          | 2        |            | 6            | 7        | 8          | 8        | 8        | 8         | 7             | 10         | 10          | 8           | 10                 |
| Azerbajdzsán  | 53    | 6        |          |            | 7          | 8        |          | 3          | 10         | 3        |            |              | 2        | 4          |          | 5        |           | 3             |            |             |             |                    |
| Izland        | 14    | 1        | 2        |            |            |          | 2        |            |            |          |            | 5            |          | 2          |          |          |           | 2             |            |             |             |                    |
| Svédország    | 217   | 10       | 10       | 12         | 8          | 12       | 12       | 12         | 12         | 12       | 12         | 4            | 12       |            | 12       | 12       | 12        | 12            | 12         | 12          | 10          | 7                  |
| Svájc         | 4     |          |          |            |            |          | 1        |            |            |          |            | 1            | 1        |            |          |          |           | 1             |            |             |             |                    |
| Ciprus        | 87    | 3        | 6        | 2          |            | 2        | 6        | 6          |            | 5        | 6          |              | 5        | 6          | 5        |          | 7         | 4             | 6          | 5           | 7           | 6                  |
| Szlovénia     | 92    | 7        |          | 1          | 12         | 3        | 4        | 4          | 3          | 6        | 8          | 12           | 6        |            | 4        | 3        |           | 5             | 5          | 6           | 3           |                    |
| Lengyelország | 57    | 5        | 5        |            |            | 6        | 5        | 2          |            |          | 5          |              | 3        | 5          | 2        | 4        | 2         |               | 1          | 3           | 5           | 4                  |

A sorok és az oszlopok a fellépés sorrendjében vannak rendezve. Az utolsó négy oszlopban az itt szavazó automatikus döntősök találhatók meg.

### 12 pontos országok
Az alábbi országok kaptak 12 pontot a második elődöntőben:
| Darab | Jutalmazott ország | Szavazó ország |
| ----- | ------------------ | --- |
| 14    | Svédország         | Ausztrália, Ciprus, Csehország, Németország, Izland, Izrael, Lettország, Málta, Norvégia, Lengyelország, Portugália, San Marino, Szlovénia, Svájc |
| 2     | Izrael             | Olaszország, Egyesült Királyság |
| 2     | Lettország         | Írország, Litvánia |
| 2     | Szlovénia          | Azerbajdzsán, Montenegró |
| 1     | Norvégia           | Svédország |

### Zsűri és nézői szavazás külön
| Helyezés | Zsűri szavazatok | Zsűri szavazatok | Nézői szavazatok | Nézői szavazatok |
| Helyezés | Ország           | Pontszám         | Ország           | Pontszám         |
| -------- | ---------------- | ---------------- | ---------------- | ---------------- |
| 1.       | Svédország       | 208              | Svédország       | 195              |
| 2.       | Lettország       | 155              | Izrael           | 157              |
| 3.       | Norvégia         | 144              | Lettország       | 116              |
| 4.       | Izrael           | 114              | Lengyelország    | 114              |
| 5.       | Málta            | 84               | Norvégia         | 104              |
| 6.       | Szlovénia        | 84               | Litvánia         | 98               |
| 7.       | Írország         | 84               | Szlovénia        | 95               |
| 8.       | Ciprus           | 76               | Ciprus           | 80               |
| 9.       | Azerbajdzsán     | 67               | Montenegró       | 58               |
| 10.      | Litvánia         | 52               | Csehország       | 51               |
| 11.      | Montenegró       | 47               | Azerbajdzsán     | 37               |
| 12.      | Csehország       | 34               | Málta            | 32               |
| 13.      | Portugália       | 23               | Portugália       | 24               |
| 14.      | Svájc            | 15               | Izland           | 21               |
| 15.      | Izland           | 15               | San Marino       | 16               |
| 16.      | Lengyelország    | 10               | Írország         | 14               |
| 17.      | San Marino       | 6                | Svájc            | 6                |

## Döntő

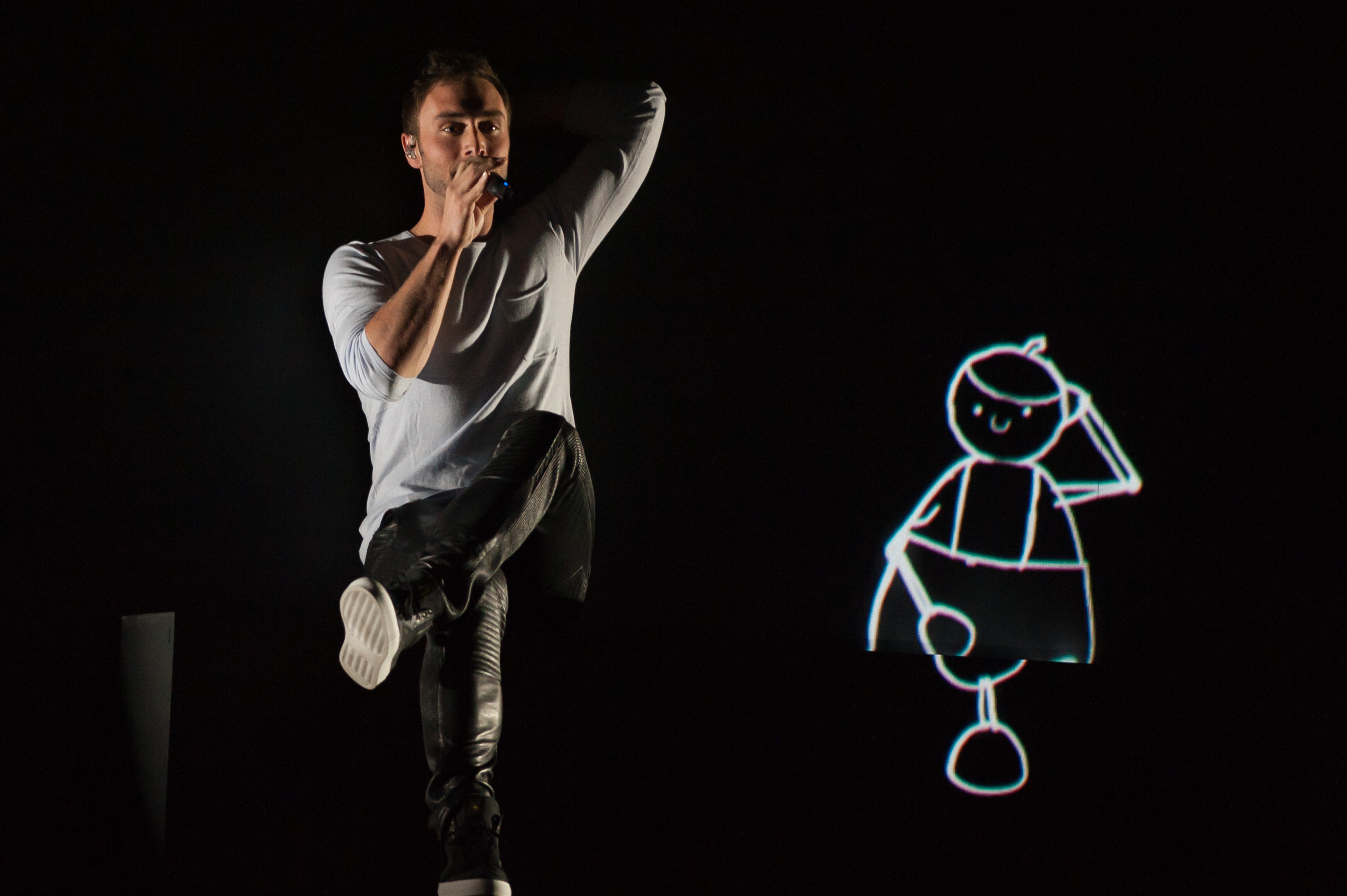
Måns Zelmerlöw

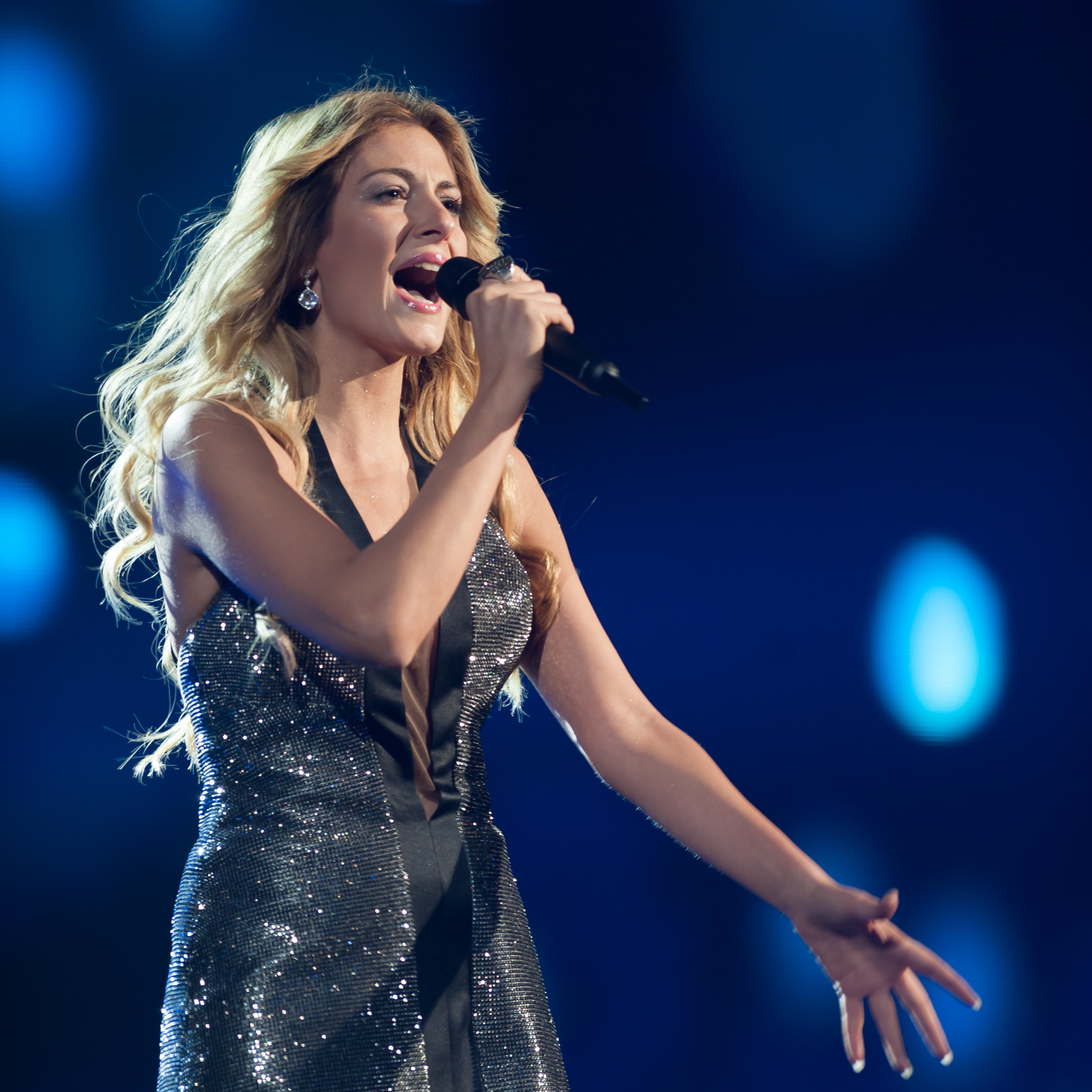
Maria-Elena Kyriakou

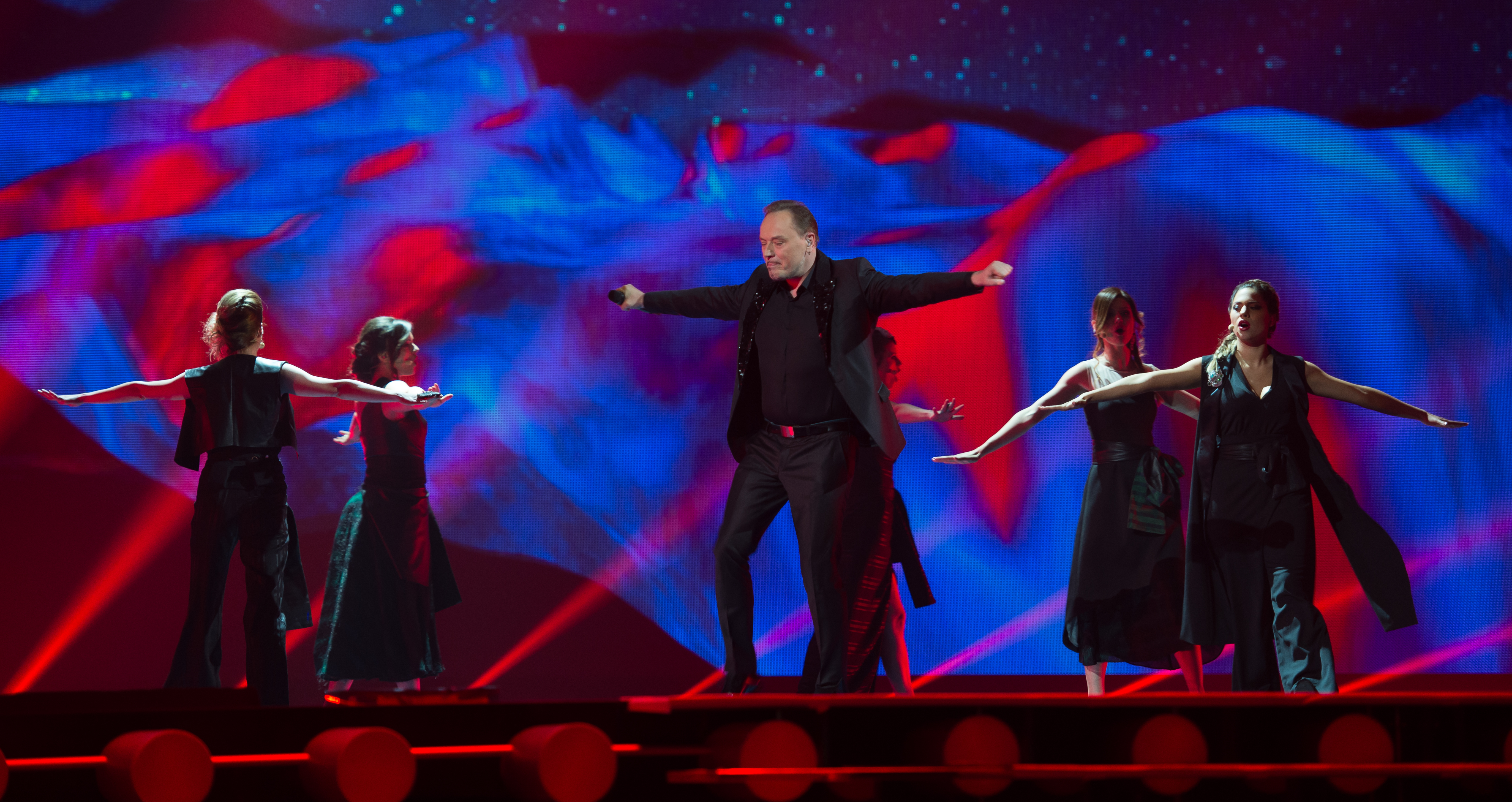
Knez

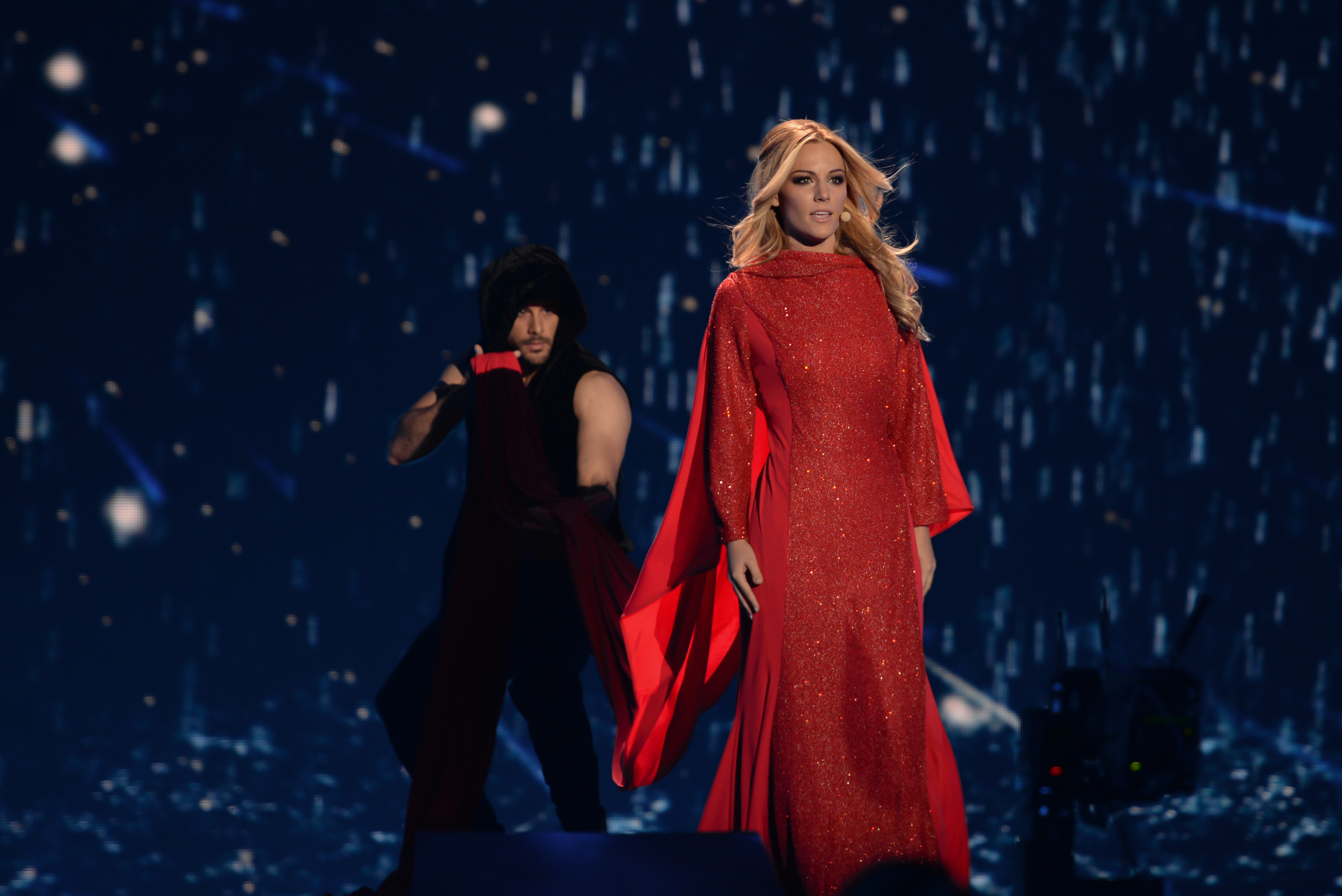
Edurne

A döntőt május 23-án rendezték meg huszonhét ország részvételével. A mezőnyt a következő országok alkották:
- Az első elődöntő első tíz helyezettje:  Oroszország,  Belgium,  Észtország,  Grúzia,  Románia,  Görögország,  Örményország,  Magyarország,  Szerbia,  Albánia
- A második elődöntő első tíz helyezettje:  Svédország,  Lettország,  Izrael,  Norvégia,  Szlovénia,  Ciprus,  Litvánia,  Lengyelország,  Montenegró,  Azerbajdzsán
- A házigazda ország, egyben az előző év győztese:  Ausztria
- Az automatikusan döntős „Öt Nagy” ország:  Egyesült Királyság,  Franciaország,  Németország,  Olaszország,  Spanyolország
- Az Eurovíziós Dalfesztivál meghívott vendége:  Ausztrália

| #  | Ország             | Előadó                           | Dal                          | Helyezés | Pontszám |
| -- | ------------------ | -------------------------------- | ---------------------------- | -------- | -------- |
| 01 | Szlovénia          | Maraaya                          | Here for You                 | 14.      | 39       |
| 02 | Franciaország      | Lisa Angell                      | N’oubliez pas                | 25.      | 4        |
| 03 | Izrael             | Nadav Guedj                      | Golden Boy                   | 9.       | 97       |
| 04 | Észtország         | Elina Born & Stig Rästa          | Goodbye to Yesterday         | 7.       | 106      |
| 05 | Egyesült Királyság | Electro Velvet                   | Still in Love with You       | 24.      | 5        |
| 06 | Örményország       | Genealogy                        | Face the Shadow              | 16.      | 34       |
| 07 | Litvánia           | Monika Linkytė és Vaidas Baumila | This Time                    | 18.      | 30       |
| 08 | Szerbia            | Bojana Stamenov                  | Beauty Never Lies            | 10.      | 53       |
| 09 | Norvégia           | Mørland & Debrah Scarlett        | A Monster Like Me            | 8.       | 102      |
| 10 | Svédország         | Måns Zelmerlöw                   | Heroes                       | 1.       | 365      |
| 11 | Ciprus             | John Karayiannis                 | One Thing I Should Have Done | 22.      | 11       |
| 12 | Ausztrália         | Guy Sebastian                    | Tonight Again                | 5.       | 196      |
| 13 | Belgium            | Loïc Nottet                      | Rhythm Inside                | 4.       | 217      |
| 14 | Ausztria           | The Makemakes                    | I Am Yours                   | 26.      | 0        |
| 15 | Görögország        | Maria-Elena Kyriakou             | One Last Breath              | 19.      | 23       |
| 16 | Montenegró         | Knez                             | Adio                         | 13.      | 44       |
| 17 | Németország        | Ann Sophie                       | Black Smoke                  | 27.      | 0        |
| 18 | Lengyelország      | Monika Kuszyńska                 | In the Name of Love          | 23.      | 10       |
| 19 | Lettország         | Aminata                          | Love Injected                | 6.       | 186      |
| 20 | Románia            | Voltaj                           | De la capăt                  | 15.      | 35       |
| 21 | Spanyolország      | Edurne                           | Amanecer                     | 21.      | 15       |
| 22 | Magyarország       | Boggie                           | Wars for Nothing             | 20.      | 19       |
| 23 | Grúzia             | Nina Sublatti                    | Warrior                      | 11.      | 51       |
| 24 | Azerbajdzsán       | Elnur Huseynov                   | Hour of the Wolf             | 12.      | 49       |
| 25 | Oroszország        | Polina Gagarina                  | A Million Voices             | 2.       | 303      |
| 26 | Albánia            | Elhaida Dani                     | I’m Alive                    | 17.      | 34       |
| 27 | Olaszország        | Il Volo                          | Grande amore                 | 3.       | 292      |

### Pontbejelentők
A szavazás sorrendjét a döntő napján, 2015. május 23-án jelentették be. A pontbejelentők között, a korábbi évekhez hasonlóan, több korábbi résztvevő is volt: a dán Basim (2014), az észt Tanja (2014), a fehérorosz Teo (2014), a finn Krista Siegfrids (2013) a görög Helena Paparizou (az Antique tagjaként 2001, 2005 győztes), a holland Edsilia Rombley (1998, 2007), a montenegrói Andrea Demirović (2009), a máltai Julia Zahra (Ludwig közreműködésében, 2004), a portugál Suzy (2014), a san marinói Valentina Monetta (2012, 2013, 2014) és a szlovén Tinkara Kovač (2014).
A szavazás sorrendje a következőképpen alakult:
| 1. Montenegró – Andrea Demirović 2. Málta – Julia Zahra 3. Finnország – Krista Siegfrids 4. Görögország – Helena Paparizou 5. Románia – Sonia Argint Ionescu 6. Fehéroroszország – Teo 7. Albánia – Andri Xhahu 8. Moldova – Olivia Furtună 9. Azerbajdzsán – Tural Asadov 10. Lettország – Markus Riva 11. Szerbia – Maja Nikolić 12. Dánia – Basim 13. Svájc – Laetitia Guarino 14. Belgium – Walid | 1. Franciaország – Virginie Guilhaume 2. Örményország – Lilia Muradjan 3. Írország – Nicky Byrne 4. Svédország – Mariette 5. Németország – Barbara Schöneberger 6. Ausztrália – Lee Lin Chin 7. Csehország – Daniela Písařovicová 8. Spanyolország – Lara Siscar 9. Ausztria – Kati Bellowitsch 10. Macedónia – Marko Mark 11. Szlovénia – Tinkara Kovač 12. Magyarország – Tatár Csilla 13. Egyesült Királyság – Nigella Lawson 14. Litvánia – Ugnė Galadauskaitė | 1. Hollandia – Edsilia Rombley 2. Lengyelország – Ola Ciupa 3. Izrael – Ofer Nachshon 4. Oroszország – Dmitrij Sepelev 5. San Marino – Valentina Monetta 6. Olaszország – Federico Russo 7. Izland – Sigríður Halldórsdóttir 8. Ciprus – Lukász Hamátszosz A győztes kihirdetése 1. Norvégia – Margrethe Røed 2. Portugália – Suzy 3. Észtország – Tanja 4. Grúzia – Natia Bunturi |

### Ponttáblázat
| Ország             | Össz. | Szavazók  | Szavazók      | Szavazók | Szavazók   | Szavazók           | Szavazók     | Szavazók | Szavazók | Szavazók | Szavazók   | Szavazók | Szavazók   | Szavazók | Szavazók | Szavazók    | Szavazók   | Szavazók    | Szavazók      | Szavazók   | Szavazók | Szavazók      | Szavazók     | Szavazók | Szavazók     | Szavazók    | Szavazók | Szavazók    | Szavazók | Szavazók  | Szavazók   | Szavazók  | Szavazók         | Szavazók | Szavazók | Szavazók   | Szavazók | Szavazók   | Szavazók   | Szavazók | Szavazók |
| Ország             | Össz. | Szlovénia | Franciaország | Izrael   | Észtország | Egyesült Királyság | Örményország | Litvánia | Szerbia  | Norvégia | Svédország | Ciprus   | Ausztrália | Belgium  | Ausztria | Görögország | Montenegró | Németország | Lengyelország | Lettország | Románia  | Spanyolország | Magyarország | Grúzia   | Azerbajdzsán | Oroszország | Albánia  | Olaszország | Moldova  | Hollandia | Finnország | Macedónia | Fehéroroszország | Dánia    | Írország | San Marino | Málta    | Portugália | Csehország | Izland   | Svájc    |
| ------------------ | ----- | --------- | ------------- | -------- | ---------- | ------------------ | ------------ | -------- | -------- | -------- | ---------- | -------- | ---------- | -------- | -------- | ----------- | ---------- | ----------- | ------------- | ---------- | -------- | ------------- | ------------ | -------- | ------------ | ----------- | -------- | ----------- | -------- | --------- | ---------- | --------- | ---------------- | -------- | -------- | ---------- | -------- | ---------- | ---------- | -------- | -------- |
| Szlovénia          | 39    |           |               | 6        |            |                    |              | 4        | 5        | 1        | 1          |          |            |          |          |             | 4          |             | 1             | 3          |          |               |              |          | 3            |             |          |             |          |           | 1          | 8         |                  |          |          |            |          |            |            | 2        |          |
| Franciaország      | 4     |           |               |          |            |                    | 3            |          |          |          |            |          |            |          |          |             |            |             |               |            |          |               |              |          |              |             |          |             |          |           |            |           |                  |          |          | 1          |          |            |            |          |          |
| Izrael             | 97    |           |               |          |            | 5                  |              |          | 6        | 4        | 4          | 6        | 2          |          | 2        |             | 3          | 5           | 4             | 1          | 1        | 1             |              | 1        | 7            |             | 5        | 8           |          | 5         | 3          |           | 2                |          |          | 2          | 5        | 7          |            | 5        | 3        |
| Észtország         | 106   |           |               | 3        |            |                    |              | 8        | 2        | 3        | 3          | 2        | 3          | 2        | 6        |             | 1          | 2           | 2             | 6          |          | 3             | 7            | 2        | 4            | 7           | 4        | 2           |          | 4         | 10         | 2         | 7                | 6        |          |            | 3        | 1          |            | 1        |          |
| Egyesült Királyság | 5     |           |               |          |            |                    |              |          |          |          |            |          |            |          |          |             |            |             |               |            |          |               |              |          |              |             |          |             |          |           |            |           |                  |          | 1        | 3          | 1        |            |            |          |          |
| Örményország       | 34    |           | 3             |          |            |                    |              |          |          |          |            |          |            | 3        |          | 1           |            |             |               |            |          |               |              | 12       |              | 6           |          |             |          |           |            | 3         | 4                |          |          |            |          |            | 2          |          |          |
| Litvánia           | 30    |           |               |          | 2          | 4                  |              |          |          | 6        |            |          |            |          |          |             |            |             |               | 7          |          |               |              | 3        |              |             |          |             |          |           |            |           |                  | 1        | 7        |            |          |            |            |          |          |
| Szerbia            | 53    | 6         |               | 2        |            | 1                  |              |          |          |          |            |          | 5          |          | 3        |             | 12         |             |               |            |          |               |              |          |              |             | 2        | 3           |          | 1         |            | 10        |                  |          |          |            |          |            | 3          |          | 5        |
| Norvégia           | 102   | 4         |               |          | 4          |                    |              | 5        |          |          | 7          |          | 4          |          | 4        |             |            | 4           | 3             | 2          | 6        | 2             | 4            |          |              |             |          | 5           |          | 3         | 4          |           |                  | 3        | 4        | 6          | 2        | 6          |            | 10       | 10       |
| Svédország         | 365   | 12        | 8             | 10       | 10         | 12                 | 7            | 10       | 8        | 12       |            | 10       | 12         | 12       | 7        | 4           | 5          | 10          | 12            | 12         | 8        | 8             | 10           | 7        | 6            | 8           | 7        | 12          | 8        | 10        | 12         | 5         | 10               | 12       | 10       | 7          | 10       | 8          | 10         | 12       | 12       |
| Ciprus             | 11    | 1         |               |          |            |                    |              |          |          |          |            |          |            |          |          | 10          |            |             |               |            |          |               |              |          |              |             |          |             |          |           |            |           |                  |          |          |            |          |            |            |          |          |
| Ausztrália         | 196   | 2         | 2             | 7        | 5          | 10                 | 1            | 3        | 3        | 10       | 12         | 4        |            | 4        | 12       | 5           |            | 7           | 8             | 5          | 2        | 7             | 8            |          |              | 4           | 3        | 6           | 4        | 8         | 5          |           | 6                | 8        | 5        | 8          | 6        |            |            | 8        | 8        |
| Belgium            | 217   | 3         | 12            | 4        | 7          | 3                  | 4            | 7        | 4        | 7        | 10         | 7        | 6          |          | 5        | 7           |            | 8           | 5             | 4          | 7        | 6             | 12           | 6        |              | 10          | 1        | 7           | 6        | 12        | 7          | 1         | 8                | 7        | 2        | 5          |          | 5          | 6          | 4        | 2        |
| Ausztria           | 0     |           |               |          |            |                    |              |          |          |          |            |          |            |          |          |             |            |             |               |            |          |               |              |          |              |             |          |             |          |           |            |           |                  |          |          |            |          |            |            |          |          |
| Görögország        | 23    |           |               |          |            |                    | 5            |          |          |          |            | 8        |            |          |          |             |            |             |               |            |          |               |              |          |              |             | 10       |             |          |           |            |           |                  |          |          |            |          |            |            |          |          |
| Montenegró         | 44    | 10        |               |          |            |                    | 8            |          | 12       |          | 2          |          |            |          |          |             |            |             |               |            |          |               |              |          | 2            |             | 6        |             |          |           |            | 4         |                  |          |          |            |          |            |            |          |          |
| Németország        | 0     |           |               |          |            |                    |              |          |          |          |            |          |            |          |          |             |            |             |               |            |          |               |              |          |              |             |          |             |          |           |            |           |                  |          |          |            |          |            |            |          |          |
| Lengyelország      | 10    |           | 4             |          |            | 2                  |              |          |          |          |            |          |            |          |          |             |            |             |               |            |          |               |              |          |              |             |          | 1           |          |           |            |           |                  |          | 3        |            |          |            |            |          |          |
| Lettország         | 186   | 7         | 7             |          | 6          | 7                  | 2            | 12       | 1        | 8        | 5          | 3        | 7          | 7        | 1        | 3           |            | 6           | 10            |            | 5        | 4             | 5            | 4        | 5            | 2           |          | 4           | 2        | 2         | 6          |           | 5                | 4        | 12       | 12         | 4        | 2          | 5          | 7        | 4        |
| Románia            | 35    |           |               | 5        |            |                    |              |          |          |          |            | 1        |            | 5        |          |             |            |             |               |            |          | 5             | 1            |          |              |             |          |             | 12       |           |            |           |                  | 2        |          |            |          | 4          |            |          |          |
| Spanyolország      | 15    |           | 5             | 1        |            | 1                  |              |          |          |          |            |          |            |          |          |             | 2          |             |               |            |          |               |              |          | 1            | 1           |          |             | 1        | 1         |            |           |                  |          |          |            |          | 3          |            |          | 1        |
| Magyarország       | 19    |           | 1             |          | 8          |                    |              |          |          |          |            |          |            |          |          |             |            | 1           |               |            | 4        |               |              |          |              |             |          |             |          |           |            |           |                  |          |          | 4          |          |            | 1          |          |          |
| Grúzia             | 51    |           |               |          | 1          |                    | 10           | 6        |          |          |            |          | 1          | 1        |          | 2           |            |             |               |            |          |               | 3            |          | 10           | 5           |          |             | 5        |           |            |           | 3                |          |          |            |          |            | 4          |          |          |
| Azerbajdzsán       | 49    |           |               |          |            |                    |              | 2        |          |          |            |          |            |          |          |             | 8          |             |               |            | 3        |               |              | 10       |              | 3           |          |             | 3        |           |            |           |                  |          |          |            | 8        |            | 12         |          |          |
| Oroszország        | 303   | 5         | 10            | 8        | 12         | 6                  | 12           |          | 10       | 2        | 6          | 5        | 10         | 10       | 8        | 8           | 7          | 12          | 6             | 10         | 10       | 10            | 6            | 5        | 12           |             | 8        | 10          | 10       | 6         | 8          | 6         | 12               | 10       | 8        |            | 7        | 10         | 8          | 3        | 7        |
| Albánia            | 34    |           |               |          |            |                    |              |          |          |          |            |          |            | 6        |          | 6           | 10         |             |               |            |          |               |              |          |              |             |          |             |          |           |            | 12        |                  |          |          |            |          |            |            |          |          |
| Olaszország        | 292   | 8         | 6             | 12       | 3          | 8                  | 6            | 1        | 7        | 5        | 8          | 12       | 6          | 8        | 10       | 12          | 6          | 3           | 7             | 8          | 12       | 12            | 2            | 8        | 8            | 12          | 12       |             | 7        | 7         | 2          | 7         | 1                | 5        | 6        | 10         | 12       | 12         | 7          | 6        | 6        |

A sorok és az oszlopok a fellépés sorrendjében vannak rendezve. Az oszlopokban előbb a döntősök, majd az elődöntőben kiesettek találhatók a fellépés sorrendjében.
A pontszámok fele-fele arányban a nemzeti zsűrik és az adott ország nézői telefonos szavazásának eredményéből tevődött össze, kivéve: San Marino, ahol csak a zsűri, Macedónia és Montenegró esetében csak a közönségszavazatok döntöttek.

### 12 pontos országok
Az alábbi országok kaptak 12 pontot a döntőben:
| Darab | Jutalmazott ország | Szavazó ország |
| ----- | ------------------ | --- |
| 12    | Svédország         | Ausztrália, Belgium, Dánia, Egyesült Királyság, Finnország, Izland, Olaszország, Lettország, Lengyelország, Norvégia, Szlovénia, Svájc |
| 9     | Olaszország        | Albánia, Ciprus, Görögország, Izrael, Málta, Portugália, Románia, Oroszország, Spanyolország                                           |
| 5     | Oroszország        | Azerbajdzsán, Észtország, Fehéroroszország, Németország, Örményország                                                                  |
| 3     | Belgium            | Franciaország, Hollandia, Magyarország                                                                                                 |
| 3     | Lettország         | Írország, Litvánia, San Marino |
| 2     | Ausztrália         | Ausztria, Svédország |
| 1     | Albánia            | Macedónia |
| 1     | Azerbajdzsán       | Csehország |
| 1     | Montenegró         | Szerbia |
| 1     | Örményország       | Grúzia |
| 1     | Románia            | Moldova |
| 1     | Szerbia            | Montenegró |

### Zsűri és nézői szavazás külön
| Helyezés | Zsűri szavazatok   | Zsűri szavazatok | Nézői szavazatok   | Nézői szavazatok |
| Helyezés | Ország             | Pontszám         | Ország             | Pontszám         |
| -------- | ------------------ | ---------------- | ------------------ | ---------------- |
| 1.       | Svédország         | 353              | Olaszország        | 366              |
| 2.       | Lettország         | 249              | Oroszország        | 286              |
| 3.       | Oroszország        | 234              | Svédország         | 279              |
| 4.       | Ausztrália         | 224              | Belgium            | 195              |
| 5.       | Belgium            | 186              | Észtország         | 144              |
| 6.       | Olaszország        | 171              | Ausztrália         | 132              |
| 7.       | Norvégia           | 163              | Izrael             | 104              |
| 8.       | Izrael             | 77               | Lettország         | 100              |
| 9.       | Ciprus             | 63               | Albánia            | 93               |
| 10.      | Grúzia             | 62               | Szerbia            | 86               |
| 11.      | Észtország         | 53               | Örményország       | 75               |
| 12.      | Montenegró         | 44               | Románia            | 69               |
| 13.      | Ausztria           | 40               | Grúzia             | 52               |
| 14.      | Azerbajdzsán       | 40               | Azerbajdzsán       | 48               |
| 15.      | Szlovénia          | 36               | Lengyelország      | 47               |
| 16.      | Litvánia           | 31               | Litvánia           | 44               |
| 17.      | Magyarország       | 29               | Norvégia           | 43               |
| 18.      | Görögország        | 29               | Montenegró         | 34               |
| 19.      | Franciaország      | 24               | Szlovénia          | 27               |
| 20.      | Németország        | 24               | Spanyolország      | 27               |
| 21.      | Románia            | 21               | Görögország        | 24               |
| 22.      | Örményország       | 15               | Magyarország       | 21               |
| 23.      | Egyesült Királyság | 12               | Ciprus             | 8                |
| 24.      | Szerbia            | 12               | Egyesült Királyság | 7                |
| 25.      | Spanyolország      | 6                | Németország        | 5                |
| 26.      | Albánia            | 4                | Franciaország      | 4                |
| 27.      | Lengyelország      | 2                | Ausztria           | 0                |

### Magyarország zsűri és nézői szavazás eredményei
Magyarország pontjait a döntőben 50%-ban a zsűri szavazatai, 50%-ban pedig a telefonos szavazók szavazatai tették ki. Magyarország területéről a telefonos és SMS szavazás telefonszáma 06–91–636–136 volt. A hívás és SMS díja bruttó 195 Ft volt.
| Döntő – Magyarország eredményei | Döntő – Magyarország eredményei   | Döntő – Magyarország eredményei   | Döntő – Magyarország eredményei   | Döntő – Magyarország eredményei   | Döntő – Magyarország eredményei   | Döntő – Magyarország eredményei   | Döntő – Magyarország eredményei   | Döntő – Magyarország eredményei   | Döntő – Magyarország eredményei   |
| Ország                          | Pierrot                           | Milkovics M.                      | Odett                             | Hrutka R.                         | Fábián J.                         | Átlag zsűri helyezés              | Televoting helyezés               | Összesített helyezés              | Kiosztott pontok                  |
| ------------------------------- | --------------------------------- | --------------------------------- | --------------------------------- | --------------------------------- | --------------------------------- | --------------------------------- | --------------------------------- | --------------------------------- | --------------------------------- |
| Szlovénia                       | 18.                               | 15.                               | 24.                               | 15.                               | 18.                               | 22.                               | 14.                               | 18.                               |                                   |
| Franciaország                   | 11.                               | 25.                               | 19.                               | 24.                               | 21.                               | 23.                               | 26.                               | 26.                               |                                   |
| Izrael                          | 20.                               | 17.                               | 18.                               | 9.                                | 25.                               | 18.                               | 7.                                | 13.                               |                                   |
| Észtország                      | 16.                               | 6.                                | 2.                                | 6.                                | 20.                               | 9.                                | 2.                                | 4.                                | 7                                 |
| Egyesült Királyság              | 14.                               | 26.                               | 14.                               | 11.                               | 24.                               | 21.                               | 21.                               | 22.                               |                                   |
| Örményország                    | 22.                               | 24.                               | 25.                               | 25.                               | 13.                               | 25.                               | 18.                               | 24.                               |                                   |
| Litvánia                        | 25.                               | 23.                               | 15.                               | 10.                               | 12.                               | 16.                               | 24.                               | 20.                               |                                   |
| Szerbia                         | 23.                               | 13.                               | 10.                               | 14.                               | 23.                               | 15.                               | 9.                                | 12.                               |                                   |
| Norvégia                        | 6.                                | 2.                                | 9.                                | 13.                               | 14.                               | 7.                                | 13.                               | 7.                                | 4                                 |
| Svédország                      | 10.                               | 4.                                | 7.                                | 3.                                | 1.                                | 2.                                | 4.                                | 2.                                | 10                                |
| Ciprus                          | 5.                                | 10.                               | 17.                               | 7.                                | 5.                                | 8.                                | 20.                               | 15.                               |                                   |
| Ausztrália                      | 4.                                | 8.                                | 5.                                | 8.                                | 3.                                | 4.                                | 6.                                | 3.                                | 8                                 |
| Belgium                         | 15                                | 3.                                | 1.                                | 2.                                | 4.                                | 3.                                | 3.                                | 1.                                | 12                                |
| Ausztria                        | 8.                                | 12.                               | 16.                               | 17.                               | 7.                                | 10.                               | 19.                               | 16.                               |                                   |
| Görögország                     | 2.                                | 9.                                | 20.                               | 23.                               | 8.                                | 11.                               | 25.                               | 19.                               |                                   |
| Montenegró                      | 24.                               | 20.                               | 26.                               | 26.                               | 26.                               | 26.                               | 17.                               | 23.                               |                                   |
| Németország                     | 3.                                | 18.                               | 21.                               | 18.                               | 6.                                | 12.                               | 11.                               | 11.                               |                                   |
| Lengyelország                   | 9.                                | 11.                               | 8.                                | 22.                               | 16.                               | 13.                               | 12.                               | 14.                               |                                   |
| Lettország                      | 1.                                | 1.                                | 3.                                | 4.                                | 2.                                | 1.                                | 10.                               | 6.                                | 5                                 |
| Románia                         | 21.                               | 21.                               | 11.                               | 12.                               | 11.                               | 14.                               | 8.                                | 10.                               | 1                                 |
| Spanyolország                   | 12.                               | 14.                               | 22.                               | 21.                               | 17.                               | 17.                               | 16.                               | 17.                               |                                   |
| Magyarország                    | Nem lehet saját országra szavazni | Nem lehet saját országra szavazni | Nem lehet saját országra szavazni | Nem lehet saját országra szavazni | Nem lehet saját országra szavazni | Nem lehet saját országra szavazni | Nem lehet saját országra szavazni | Nem lehet saját országra szavazni | Nem lehet saját országra szavazni |
| Grúzia                          | 7.                                | 5.                                | 4.                                | 5.                                | 10.                               | 5.                                | 15.                               | 8.                                | 3                                 |
| Azerbajdzsán                    | 17.                               | 19.                               | 23.                               | 19.                               | 22.                               | 24.                               | 23.                               | 25.                               |                                   |
| Oroszország                     | 13.                               | 7.                                | 6.                                | 1.                                | 9.                                | 6.                                | 5.                                | 5.                                | 6                                 |
| Albánia                         | 26.                               | 16.                               | 12.                               | 16.                               | 19.                               | 19.                               | 22.                               | 21.                               |                                   |
| Olaszország                     | 19.                               | 22.                               | 13.                               | 20.                               | 15                                | 20.                               | 1.                                | 9.                                | 2                                 |

## Nemzetközi közvetítések
| Ország             | Kommentátor | Közvetítés                                                                                        | Közvetítés                                                                                        | Közvetítés                                                                                        |
| Ország             | Kommentátor | Első elődöntő                                                                                     | Második elődöntő                                                                                  | Döntő                                                                                             |
| ------------------ | --- | ------------------------------------------------------------------------------------------------- | ------------------------------------------------------------------------------------------------- | ------------------------------------------------------------------------------------------------- |
| Albánia            | Andri Xhahu | TVSH, RTSH Muzikë                                                                                 | TVSH, RTSH Muzikë                                                                                 | TVSH, RTSH Muzikë                                                                                 |
| Ausztrália         | Julia Zemiro és Sam Pang | SBS One                                                                                           | SBS One                                                                                           | SBS One                                                                                           |
| Ausztria           | Andi Knoll | ORF 1                                                                                             | ORF 1                                                                                             | ORF 1                                                                                             |
| Ausztria           | Jelnyelvi tolmácsok | ORF TVthek (interneten)                                                                           | ORF TVthek (interneten)                                                                           | ORF 2 Europe                                                                                      |
| Azerbajdzsán       | Kamran Guliyev | İTV, İTV Radio                                                                                    | İTV, İTV Radio                                                                                    | İTV, İTV Radio                                                                                    |
| Belgium            | Jean-Louis Lahaye és Maureen Louys (franciául)                                                                                                 | La Une                                                                                            | La Une                                                                                            | La Une                                                                                            |
| Belgium            | Peter Van de Veire és Eva Daeleman (hollandul)                                                                                                 | één, Radio 2                                                                                      | één, Radio 2                                                                                      | één, Radio 2                                                                                      |
| Bulgária           | Elena Roszberg és Georgi Kusvaliev | Nem volt közvetítés                                                                               | Nem volt közvetítés                                                                               | BNT 1, BNT HD                                                                                     |
| Ciprus             | Melína Karageorgíu | RIK 1, RIK Sat, RIK HD, Tríto Prógramma                                                           | RIK 1, RIK Sat, RIK HD, Tríto Prógramma                                                           | RIK 1, RIK Sat, RIK HD, Tríto Prógramma                                                           |
| Csehország         | Aleš Háma | ČT art                                                                                            | ČT art                                                                                            | ČT1                                                                                               |
| Dánia              | Ole Tøpholm | DR1                                                                                               | DR1                                                                                               | DR1                                                                                               |
| Dánia              | Jelnyelvi tolmácsok | DR Ramasjang                                                                                      | DR Ramasjang                                                                                      | DR Ramasjang                                                                                      |
| Egyesült Királyság | Mel Giedroyc és Scott Mills (elődöntők); Graham Norton (döntő)                                                                                 | BBC Three                                                                                         | BBC Three                                                                                         | BBC One                                                                                           |
| Egyesült Királyság | Ana Matronic (elődöntők); Ken Bruce (döntő) | BBC Radio 2 Eurovision (első elődöntő felvételről, második elődöntő élőben)                       | BBC Radio 2 Eurovision (első elődöntő felvételről, második elődöntő élőben)                       | BBC Radio 2                                                                                       |
| Macedónia          | Karolina Petkovszka (macedónul) | MRT 1, MRT Sat, Radio Skopje                                                                      | MRT 1, MRT Sat, Radio Skopje                                                                      | MRT 1, MRT Sat, Radio Skopje                                                                      |
| Macedónia          | N/A (albánul) | MRT 2                                                                                             | MRT 2                                                                                             | MRT 2                                                                                             |
| Észtország         | Marko Reikop | ETV                                                                                               | ETV                                                                                               | ETV                                                                                               |
| Észtország         | Mart Juur és Andrus Kivirähk | Raadio 2                                                                                          | Nem volt közvetítés                                                                               | Raadio 2                                                                                          |
| Fehéroroszország   | Jevhenyij Perlin | Belarusz-1, Belarusz-24                                                                           | Belarusz-1, Belarusz-24                                                                           | Belarusz-1, Belarusz-24                                                                           |
| Finnország         | Aino Töllinen és Cristal Snow (finnül) | Yle TV2, Yle Radio Suomi                                                                          | Yle TV2, Yle Radio Suomi                                                                          | Yle TV2, Yle Radio Suomi                                                                          |
| Finnország         | Eva Frantz és Johan Lindroos (svédül) | Yle Fem, Yle Radio Vega                                                                           | Yle Fem, Yle Radio Vega                                                                           | Yle Fem, Yle Radio Vega                                                                           |
| Franciaország      | Mareva Galanter és Jérémy Parayre (első elődöntő); Stéphane Bern és Marianne James (döntő)                                                     | France Ô                                                                                          | Nem volt közvetítés                                                                               | France 2                                                                                          |
| Görögország        | María Kozáku és Jórgosz Kaputzídisz | N1, N HD, Deftero Prógramma                                                                       | N1, N HD, Deftero Prógramma                                                                       | N1, N HD, Deftero Prógramma                                                                       |
| Grúzia             | Lado Tatisvili és Tamuna Muszeridze | 1TV                                                                                               | 1TV                                                                                               | 1TV                                                                                               |
| Hollandia          | Cornald Maas és Jan Smit | NPO 1, BVN, NPO Radio 2                                                                           | NPO 1, BVN, NPO Radio 2                                                                           | NPO 1, BVN, NPO Radio 2                                                                           |
| Írország           | Marty Whelan | RTÉ2                                                                                              | RTÉ2                                                                                              | RTÉ One                                                                                           |
| Írország           | Shay Byrne és Zbyszek Zalinski | Nem volt közvetítés                                                                               | RTÉ Radio 1                                                                                       | RTÉ Radio 1                                                                                       |
| Izland             | Felix Bergsson | RÚV, Rás 2                                                                                        | RÚV, Rás 2                                                                                        | RÚV, Rás 2                                                                                        |
| Izrael             | Héber és arab feliratozás | Channel 1, Channel 33                                                                             | Channel 1, Channel 33                                                                             | Channel 1, Channel 33                                                                             |
| Izrael             | Kobi Menora, Juval Kaszpin és Tal Argaman | 88 FM                                                                                             | 88 FM                                                                                             | 88 FM                                                                                             |
| Kanada             | Tommy D. és Adam Rollins | OUTtv (felvételről)                                                                               | OUTtv (felvételről)                                                                               | OUTtv (felvételről)                                                                               |
| Kína               | Kubert Leung és Vu Csoutong | Hunan TV                                                                                          | Hunan TV                                                                                          | Hunan TV                                                                                          |
| Lengyelország      | Artur Orzech | TVP1, TVP Polonia (élőben); TVP HD, TVP Rozrywka (felvételről)                                    | TVP1, TVP Polonia (élőben); TVP HD, TVP Rozrywka (felvételről)                                    | TVP1, TVP Polonia (élőben); TVP HD, TVP Rozrywka (felvételről)                                    |
| Lettország         | Valters Frīdenbergs és Toms Grēviņš | LTV1                                                                                              | LTV1                                                                                              | LTV1                                                                                              |
| Litvánia           | Darius Užkuraitis | LRT televizija, LRT Radijas                                                                       | LRT televizija, LRT Radijas                                                                       | LRT televizija, LRT Radijas                                                                       |
| Magyarország       | Gundel Takács Gábor | Duna                                                                                              | Duna                                                                                              | Duna                                                                                              |
| Málta              | Corazon Mizzi | TVM, TVM HD                                                                                       | TVM, TVM HD                                                                                       | TVM, TVM HD                                                                                       |
| Moldova            | Daniela Babici | Moldova 1                                                                                         | Moldova 1                                                                                         | Moldova 1                                                                                         |
| Moldova            | Daniela Babici | Radio Moldova Actualități, Radio Moldova Muzical, Radio Moldova Tineret                           |                                                                                                   |                                                                                                   |
| Montenegró         | Dražen Bauković és Tamara Ivanković | TVCG 2                                                                                            | TVCG 2                                                                                            | TVCG 2                                                                                            |
| Németország        | Peter Urban | EinsFestival, Phoenix                                                                             | EinsFestival, Phoenix                                                                             | Das Erste                                                                                         |
| Németország        | Jelnyelvi tolmácsok | EinsPlus                                                                                          | EinsPlus                                                                                          | EinsPlus                                                                                          |
| Norvégia           | Olav Viksmo Slettan | NRK1                                                                                              | NRK1                                                                                              | NRK1                                                                                              |
| Norvégia           | Jelnyelvi tolmácsok | NRK1 Tegnspråk                                                                                    | NRK1 Tegnspråk                                                                                    | NRK1 Tegnspråk                                                                                    |
| Norvégia           | Ronny Brede Aase, Silje Reiten Nordnes és Markus Ekrem Neby                                                                                    | Nem volt közvetítés                                                                               | Nem volt közvetítés                                                                               | NRK3                                                                                              |
| Norvégia           | Per Sundnes | Nem volt közvetítés                                                                               | Nem volt közvetítés                                                                               | NRK P1                                                                                            |
| Olaszország        | Marco Ardemagni és Filippo Solibello (elődöntők); Federico Russo és Valentina Correani (döntő)                                                 | Rai 4 (első elődöntő felvételről, második elődöntő élőben)                                        | Rai 4 (első elődöntő felvételről, második elődöntő élőben)                                        | Rai 2                                                                                             |
| Olaszország        | Marco Ardemagni és Filippo Solibello (elődöntők); Federico Russo és Valentina Correani (döntő)                                                 | Rai Radio 2                                                                                       |                                                                                                   |                                                                                                   |
| Oroszország        | Jana Csurikova és Jurij Akszjuta | Pervij Kanal                                                                                      | Pervij Kanal                                                                                      | Pervij Kanal                                                                                      |
| Örményország       | Erik Antaranyan és Aram Mp3 (első elődöntő) Vahe Khanamiryan és Hermine Stepanyan (második elődöntő) Avet Barseghyan és Arevik Udumyan (döntő) | H1                                                                                                | H1                                                                                                | H1                                                                                                |
| Portugália         | Hélder Reis és Ramon Galarza | RTP1, RTP Internacional, RTP África (második elődöntő és döntő élőben, első elődöntő felvételről) | RTP1, RTP Internacional, RTP África (második elődöntő és döntő élőben, első elődöntő felvételről) | RTP1, RTP Internacional, RTP África (második elődöntő és döntő élőben, első elődöntő felvételről) |
| Románia            | Bogdan Stănescu | TVR1, TVR HD, TVRi                                                                                | TVR1, TVR HD, TVRi                                                                                | TVR1, TVR HD, TVRi                                                                                |
| San Marino         | Lia Fiorio és Gigi Restivo (olaszul) | SMtv San Marino, Radio San Marino                                                                 | SMtv San Marino, Radio San Marino                                                                 | SMtv San Marino, Radio San Marino                                                                 |
| San Marino         | John Kennedy O’Connor és Jamarie Milković (angolul)                                                                                            | SMtv Web TV                                                                                       | SMtv Web TV                                                                                       | SMtv Web TV                                                                                       |
| Spanyolország      | José María Íñigo és Julia Varela | La 2                                                                                              | La 2                                                                                              | La 1                                                                                              |
| Svájc              | Jean-Marc Richard és Nicolas Tanner (franciául)                                                                                                | RTS.ch (interneten)                                                                               | RTS Deux                                                                                          | RTS Un                                                                                            |
| Svájc              | Sven Epiney (németül) | SRF zwei                                                                                          | SRF zwei                                                                                          | SRF 1                                                                                             |
| Svájc              | Peter Schneider és Gabriel Vetter (németül) | Nem volt közvetítés                                                                               | Nem volt közvetítés                                                                               | Radio SRF 3                                                                                       |
| Svájc              | Clarissa Tami és Paolo Meneguzzi (olaszul) | Nem volt közvetítés                                                                               | RSI La 2                                                                                          | RSI La 1                                                                                          |
| Svédország         | Sanna Nielsen és Edward af Sillén | SVT1                                                                                              | SVT1                                                                                              | SVT1                                                                                              |
| Svédország         | Carolina Norén és Ronnie Ritterland | SR P4                                                                                             | SR P4                                                                                             | SR P4                                                                                             |
| Szerbia            | Duška Vučinić (első elődöntő és döntő); Silvana Grujić (második elődöntő)                                                                      | RTS 1, RTS Sat, RTS HD                                                                            | RTS 2, RTS Sat                                                                                    | RTS 1, RTS Sat, RTS HD                                                                            |
| Szlovénia          | Andrej Hofer | TV Slovenija 2                                                                                    | TV Slovenija 2                                                                                    | TV Slovenija 1                                                                                    |
| Szlovénia          | Andrej Hofer | Nem volt közvetítés                                                                               | Radio Val 202, Radio Maribor                                                                      | Radio Val 202, Radio Maribor                                                                      |
| Új-Zéland          | Kommentár nélkül | BBC UKTV                                                                                          | BBC UKTV                                                                                          | BBC UKTV                                                                                          |
| Ukrajna            | Timur Mirosnicsenko és Tetyjana Terehova | Persij Nacionalnij                                                                                | Persij Nacionalnij                                                                                | Persij Nacionalnij                                                                                |

Megjegyzés: Az egyes országok televíziócsatornái illetve rádiói alapesetben élőben közvetítették a dalfesztivált. Ez néhány esetben elérhet, mely a fenti táblázatban is fel van tüntetve.

## Nézettség
A 4+-os adatok a teljes lakosságra, a 18–59-es adatok a célközönségre vonatkoznak.
A műsor magyarországi nézettsége:
| Adás             | Sugárzás                         | Duna                 | Duna                 | Duna                 | Duna                | Duna                | Duna                |
| Adás             | Sugárzás                         | Teljes lakosság (4+) | Teljes lakosság (4+) | Teljes lakosság (4+) | Célközönség (18–59) | Célközönség (18–59) | Célközönség (18–59) |
| Adás             | Sugárzás                         | AMR (fő)             | SHR (%)              | Heti helyezés        | AMR (fő)            | SHR (%)             | Heti helyezés       |
| ---------------- | -------------------------------- | -------------------- | -------------------- | -------------------- | ------------------- | ------------------- | ------------------- |
| Elővízió         | 2015. május 19., kedd 20:30      | 200 000              | 4,7                  |                      | 41 000              | 2,6                 |                     |
| Első elődöntő    | 2015. május 19., kedd 21:00      | 379 000              | 10                   |                      | 162 000             | 10,1                |                     |
| Második elődöntő | 2015. május 21., csütörtök 21:00 | 230 000              | 6,3                  |                      | 96 000              | 6,3                 |                     |
| Elővízió         | 2015. május 23., szombat 20:30   |                      |                      |                      |                     |                     |                     |
| Döntő            | 2015. május 23., szombat 21:00   | 614 000              | 19,3                 | 17.                  | 246 000             | 17,6                | 14.                 |

## Hivatalos album

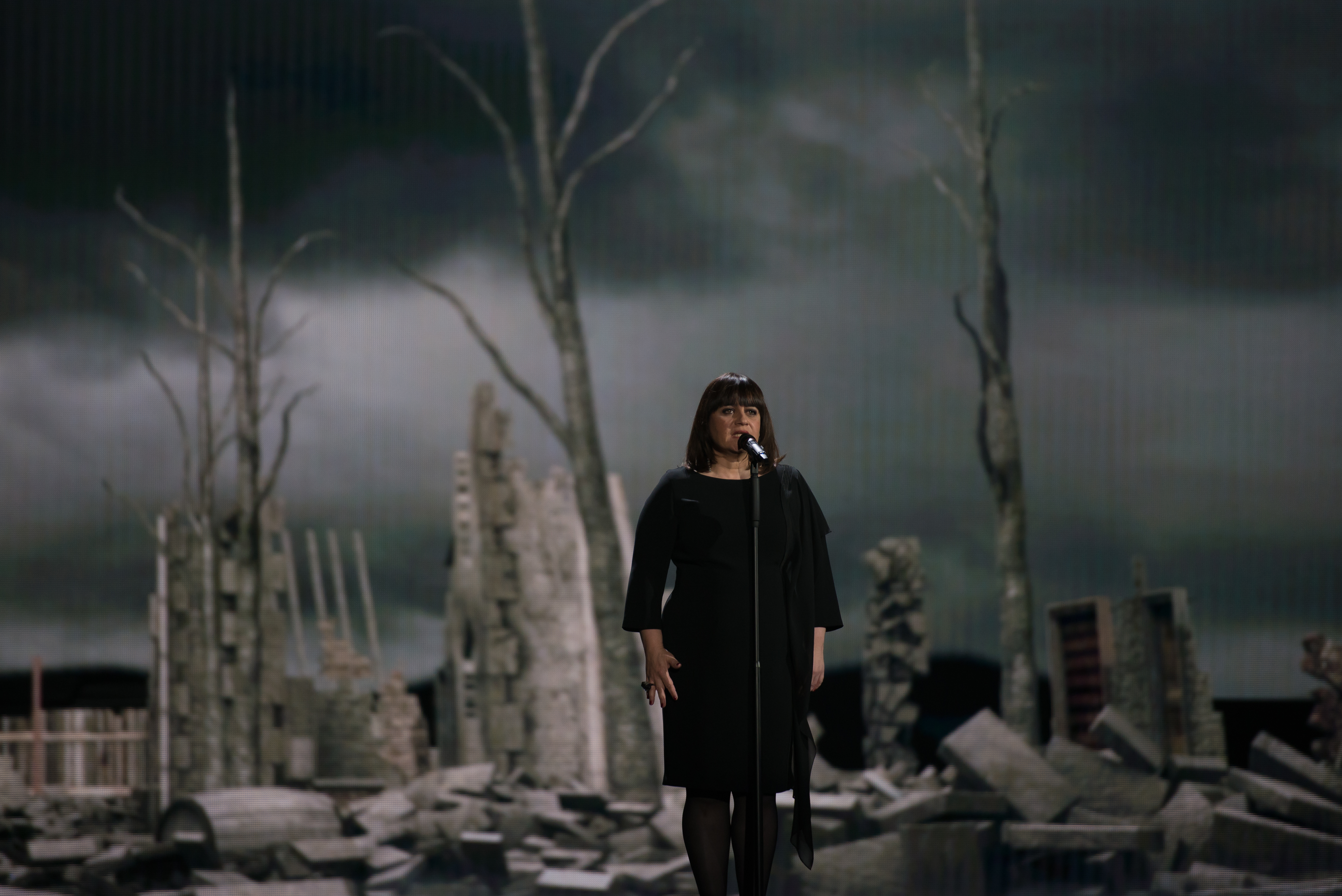
Lisa Angell

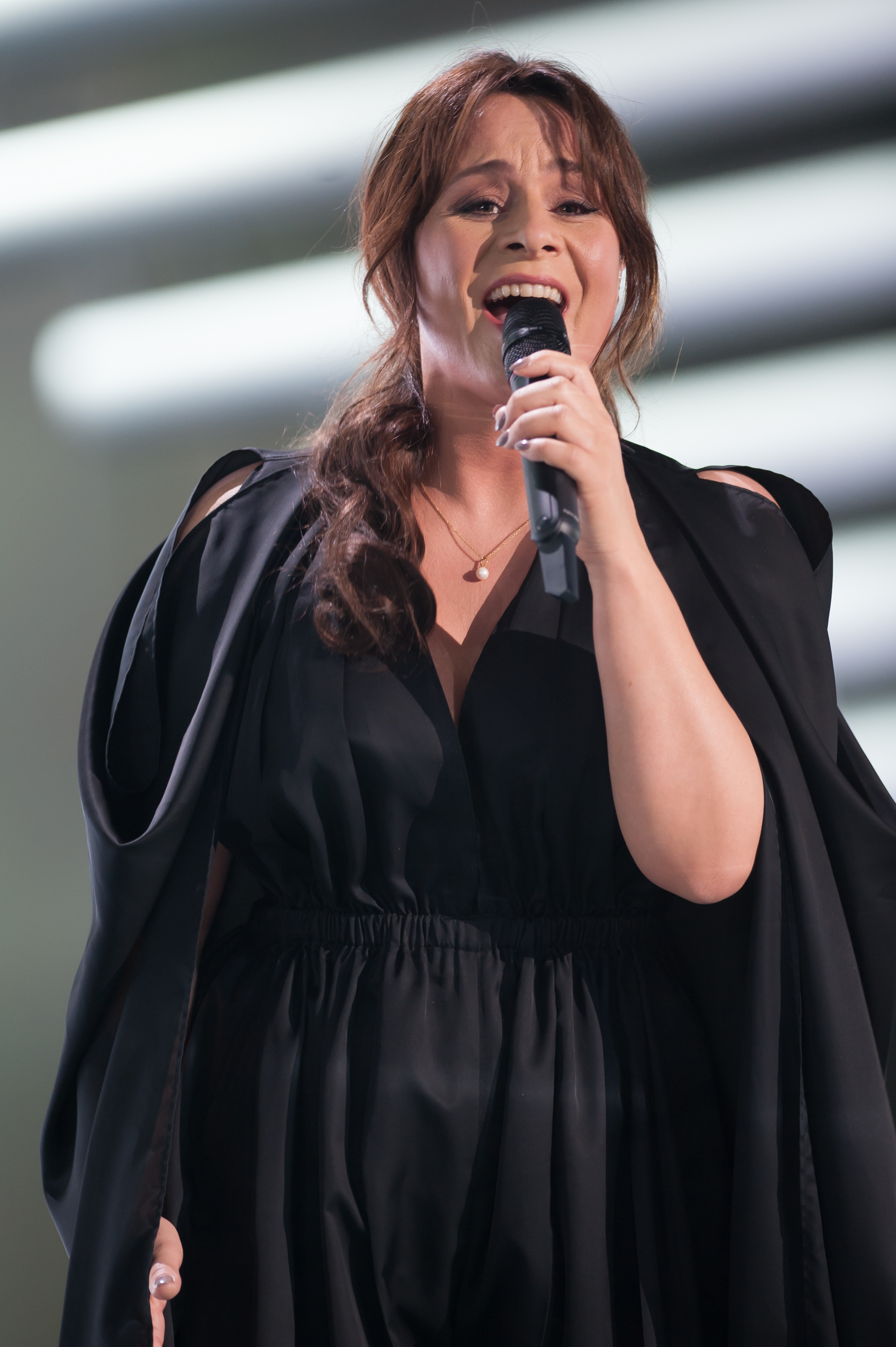
Trijntje Oosterhuis

A Eurovision Song Contest: Vienna 2015 (magyarul: Eurovíziós Dalfesztivál: Bécs 2015) a 2015-ös Eurovíziós Dalfesztivál dalainak válogatáslemeze, melyet az Európai Műsorsugárzók Uniója és a Universal Music Group közösen jelentetett meg 2015. április 20-án. Az album tartalmazta mind a 40 részt vevő ország dalát, beleértve azokat az elődöntős országokat is, akik nem jutottak tovább a döntőbe.
| CD 1  | CD 1                                          | CD 1                              | CD 1  | CD 1 | CD 1 | CD 1 | CD 1 | CD 1 | CD 1 |
|       | Cím                                           | Előadó                            | Hossz |      |      |      |      |      |      |
| ----- | --------------------------------------------- | --------------------------------- | ----- | ---- | ---- | ---- | ---- | ---- | ---- |
| 1.    | „I’m Alive” (Albánia)                         | Elhaida Dani                      | 3:06  |      |      |      |      |      |      |
| 2.    | „Face the Shadow” (Örményország)              | Genealogy                         | 3:00  |      |      |      |      |      |      |
| 3.    | „I Am Yours” (Ausztria)                       | The Makemakes                     | 3:00  |      |      |      |      |      |      |
| 4.    | „Tonight Again” (Ausztrália)                  | Guy Sebastian                     | 2:55  |      |      |      |      |      |      |
| 5.    | „Hour of the Wolf” (Azerbajdzsán)             | Elnur Huseynov                    | 2:59  |      |      |      |      |      |      |
| 6.    | „Rhythm Inside” (Belgium)                     | Loïc Nottet                       | 2:52  |      |      |      |      |      |      |
| 7.    | „Time” (Fehéroroszország)                     | Uzari & Maimuna                   | 3:00  |      |      |      |      |      |      |
| 8.    | „Time to Shine” (Svájc)                       | Mélanie René                      | 3:02  |      |      |      |      |      |      |
| 9.    | „One Thing I Should Have Done” (Ciprus)       | John Karayiannis                  | 3:02  |      |      |      |      |      |      |
| 10.   | „Hope Never Dies” (Csehország)                | Marta Jandová & Václav Noid Bárta | 3:04  |      |      |      |      |      |      |
| 11.   | „Black Smoke” (Németország)                   | Ann Sophie                        | 3:00  |      |      |      |      |      |      |
| 12.   | „The Way You Are” (Dánia)                     | Anti Social Media                 | 3:01  |      |      |      |      |      |      |
| 13.   | „Goodbye to Yesterday” (Észtország)           | Elina Born & Stig Rästa           | 2:59  |      |      |      |      |      |      |
| 14.   | „Amanecer” (Spanyolország)                    | Edurne                            | 3:04  |      |      |      |      |      |      |
| 15.   | „Aina mun pitää” (Finnország)                 | Pertti Kurikan Nimipäivät         | 1:28  |      |      |      |      |      |      |
| 16.   | „N’oubliez pas” (Franciaország)               | Lisa Angell                       | 3:00  |      |      |      |      |      |      |
| 17.   | „Still in Love with You” (Egyesült Királyság) | Electro Velvet                    | 2:48  |      |      |      |      |      |      |
| 18.   | „Warrior” (Grúzia)                            | Nina Sublatti                     | 3:02  |      |      |      |      |      |      |
| 19.   | „One Last Breath” (Görögország)               | Maria-Elena Kyriakou              | 2:47  |      |      |      |      |      |      |
| 20.   | „Wars for Nothing” (Magyarország)             | Boggie                            | 2:59  |      |      |      |      |      |      |
| 58:43 |                                               |                                   |       |      |      |      |      |      |      |

| CD 2  | CD 2                                    | CD 2                               | CD 2  | CD 2 | CD 2 | CD 2 | CD 2 | CD 2 | CD 2 |
|       | Cím                                     | Előadó                             | Hossz |      |      |      |      |      |      |
| ----- | --------------------------------------- | ---------------------------------- | ----- | ---- | ---- | ---- | ---- | ---- | ---- |
| 1.    | „Playing with Numbers” (Írország)       | Molly Sterling                     | 3:00  |      |      |      |      |      |      |
| 2.    | „Golden Boy” (Izrael)                   | Nadav Guedj                        | 2:59  |      |      |      |      |      |      |
| 3.    | „Unbroken” (Izland)                     | Maria Olafs                        | 2:59  |      |      |      |      |      |      |
| 4.    | „Grande amore” (Olaszország)            | Il Volo                            | 3:01  |      |      |      |      |      |      |
| 5.    | „This Time” (Litvánia)                  | Monika Linkytė és Vaidas Baumila   | 3:01  |      |      |      |      |      |      |
| 6.    | „Love Injected” (Lettország)            | Aminata                            | 3:00  |      |      |      |      |      |      |
| 7.    | „I Want Your Love” (Moldova)            | Eduard Romanyuta                   | 3:00  |      |      |      |      |      |      |
| 8.    | „Adio” (Montenegró)                     | Knez                               | 3:02  |      |      |      |      |      |      |
| 9.    | „Autumn Leaves” (Macedónia)             | Daniel Kajmakoski                  | 3:02  |      |      |      |      |      |      |
| 10.   | „Warrior” (Málta)                       | Amber                              | 2:59  |      |      |      |      |      |      |
| 11.   | „Walk Along” (Hollandia)                | Trijntje Oosterhuis                | 3:03  |      |      |      |      |      |      |
| 12.   | „A Monster Like Me” (Norvégia)          | Mørland & Debrah Scarlett          | 3:03  |      |      |      |      |      |      |
| 13.   | „In the Name of Love” (Lengyelország)   | Monika Kuszyńska                   | 2:56  |      |      |      |      |      |      |
| 14.   | „Há um mar que nos separa” (Portugália) | Leonor Andrade                     | 2:59  |      |      |      |      |      |      |
| 15.   | „De la capăt” (Románia)                 | Voltaj                             | 3:00  |      |      |      |      |      |      |
| 16.   | „Beauty Never Lies” (Szerbia)           | Bojana Stamenov                    | 2:59  |      |      |      |      |      |      |
| 17.   | „A Million Voices” (Oroszország)        | Polina Gagarina                    | 3:05  |      |      |      |      |      |      |
| 18.   | „Heroes” (Svédország)                   | Måns Zelmerlöw                     | 3:11  |      |      |      |      |      |      |
| 19.   | „Here for You” (Szlovénia)              | Maraaya                            | 2:59  |      |      |      |      |      |      |
| 20.   | „Chain of Lights” (San Marino)          | Anita Simoncini & Michele Perniola | 3:01  |      |      |      |      |      |      |
| 61:50 |                                         |                                    |       |      |      |      |      |      |      |

## Térkép

A döntő résztvevői
Az elődöntőkben kiesett országok
Országok, melyek korábban részt vettek, de ebben az évben nem